# Österreichische Fußballmeisterschaft 2009/10
Die österreichische Fußballmeisterschaft 2009/10 der Herren war die 99. Spielzeit einer höchsten österreichischen Profi-Meisterschaft (Bundesliga) sowie die 35. Spielzeit einer zweithöchsten Spielklasse (Erste Liga). Die Bundesliga begann am 17. Juli 2009 und endete am 13. Mai 2010 mit der 36. Bundesligarunde. Auftaktspiel war das Match zwischen dem SC Magna Wiener Neustadt und SK Austria Kärnten im Wiener Neustädter Stadion. Österreichischer Meister wurde der FC Red Bull Salzburg, der seinen Titel somit erfolgreich verteidigte. Es war dies der sechste Titel für die Salzburger und der dritte seit der Übernahme des Vereins durch die Red Bull GmbH. Meister der zweithöchsten Spielklasse, die am 11. Juli 2008 mit allen sechs Partien begann und am 29. Mai 2009 endete, wurde der FC Wacker Innsbruck, der damit nach zwei Jahren wieder in die höchste Spielklasse zurückkehrte. Sieger des österreichischen Fußball-Cups 2009/10, der zum 75. Mal stattfand, wurde der SK Sturm Graz.

## Saisonergebnis

### Saisonergebnis in der Meisterschaft
In der höchsten Spielklasse, der tipp3-Bundesliga, spielten zehn Teams um drei internationale Startplätze, einen Champions-League-Platz (zweite Qualifikationsrunde) und zwei Europa-League-Plätze (zweite Qualifikationsrunde). Darüber hinaus musste der Letztplatzierte in die zweithöchste Liga, die ADEG Erste Liga, absteigen. Während Red Bull Salzburg sich mit dem Meistertitel den Champions-League-Platz sicherte, bekamen Vizemeister FK Austria Wien und der Drittplatzierte SK Rapid Wien einen Startplatz in der Europa-League-Qualifikation. Der SK Sturm Graz sicherte sich mit dem Cup-Sieg den letzten Europa-League-Startplatz für Österreich (dritte Qualifikationsrunde). Der Letztplatzierte, der seit der 32. Runde als SK Austria Kärnten feststand, hätte in die zweitklassige Erste Liga absteigen müssen. Da den Kärntner aus wirtschaftlichen Gründen seitens der Bundesliga keine Lizenz erteilt wurde, muss der SK Austria Kärnten direkt in die Regionalliga Mitte absteigen. Torschützenkönig wurde Steffen Hofmann (Rapid Wien) mit 20 Toren (davon vier Elfmetertore), der sich als nomineller Mittelfeldspieler gegenüber allen Stürmern durchsetzte.
In der ADEG Ersten Liga spielten zwölf Teams um einen Aufstiegsplatz in die Bundesliga. Des Weiteren mussten die drei letztplatzierten Vereine je nach Zugehörigkeit in die Regionalligen Ost, Mitte oder West absteigen. Im Duell um den Meistertitel und somit um den Aufstieg in die Bundesliga, konnte sich Wacker Innsbruck vor dem FC Admira Wacker Mödling und dem im Vorjahr abgestiegenen SCR Altach behaupten. Wegen einer neuen Klassenreform, die besagt, dass zweite Mannschaften von Bundesligavereinen nicht mehr für die zweithöchste Leistungsstufe zugelassen sind, standen bereits vor Beginn der Saison die Amateure von Red Bull Salzburg und Austria Wien als Fixabsteiger fest. Der Neuntplatzierte der Ersten Liga, der First Vienna FC 1894, hätte in einer Relegation gegen den Meister der Regionalliga West, den SV Grödig um den Klassenerhalt antreten müssen. Aufgrund der Tatsache, dass dem SK Austria Kärnten die Bundesligalizenz verweigert wurde, durften die Wiener ohne Relegation in der Ersten Liga verbleiben. Der letztplatzierte FC Dornbirn 1913 stieg nach einem Jahr wieder in die Regionalliga ab. Torschützenkönig wurde Patrick Bürger vom aufgestiegenen TSV Hartberg mit 18 Treffern (davon vier Elfmetertore).
In den drei Regionalligen Ost, Mitte und West spielten je 16 Klubs um jeweils einen Platz für die Relegationsspiele um den Aufstieg in die Erste Liga. In dieser Relegation hätte der Meister der Regionalliga Ost gegen jenen der Regionalliga Mitte antreten sollen. Da der Meister der Regionalliga Ost, der FC Waidhofen/Ybbs, jedoch keinen Lizenzantrag stellte und die Amateure der Admira als Zweitplatzierte wegen der neuen Klassenreform nicht antraten durften, spielte schlussendlich der SC-ESV Parndorf 1919 als Drittplatzierter gegen den Meister der Regionalliga Mitte, den WAC/St. Andrä, der sich gegen Parndorf durchsetzte. Der Meister der Regionalliga West, der SV Grödig, hätte in der Relegation gegen den Neuntplatzierten der Ersten Liga, den First Vienna FC 1894, spielen müssen, doch entfiel diese Relegation wegen der Nichterteilung der Lizenz für den SK Austria Kärnten. Der SV Grödig qualifizierte sich damit ein Jahr nach dem Abstieg aus der Ersten Liga wieder für diese. Weiters mussten ursprünglich die jeweils drei letztplatzierten Mannschaften nach Zuordnung in eine der neun Landesligen absteigen. Da Parndorf in der Regionalliga Ost den Aufstieg nicht schaffte und die Amateure der Austria Wien von der Ersten Liga abstiegen, musste ein weiterer Verein absteigen. Ebenso musste in der Regionalliga West ein weiterer Verein den Gang in die Landesliga antreten, da aus der Ersten Liga zwei Vereine abstiegen. In der Regionalliga Mitte kam es wegen internen Klubproblemen ebenfalls zu vier Absteigern. Torschützenkönig der Regionalliga Ost wurde Jailson Severiano Alves (SC-ESV Parndorf 1919) mit 19 Toren (davon ein Elfmetertor), der Regionalliga Mitte Gerald Hack (SC Weiz) mit 26 Toren (davon drei Elfmetertore) und der Regionalliga West Armin Hobel (WSG Wattens) mit 31 Toren (davon zwei Elfmetertore).

### Saisonergebnis im Europa-Cup
Für den ÖFB traten in der Saison 2009/10 der FC Red Bull Salzburg in der UEFA Champions League (zweite Qualifikationsrunde) sowie in der neu gestalteten UEFA Europa League der FK Austria Wien (dritte Qualifikationsrunde), der SK Rapid Wien und der SK Sturm Graz (jeweils zweite Qualifikationsrunde) an. Die Anzahl der Startplätze sowie der Zeitpunkt des Einstieges werden durch die UEFA-Fünfjahreswertung geregelt. Österreich belegte vor dieser Saison Platz 20.
Der FC Red Bull Salzburg, der von der UEFA als FC Salzburg gelistet wird, erhielt in der zweiten Qualifikationsrunde der Champions League den irischen Meister Bohemians Dublin zugelost, den die Salzburger knapp mit 1:1 (H) und 1:0 (A) besiegten. In Runde drei traf der FC Salzburg auf den kroatischen Meister Dinamo Zagreb. Es folgte wiederum ein 1:1-Unentschieden zu Hause, doch mit dem 2:1-Auswärtssieg sicherten sich die Salzburger den Einzug in das Play-off. Dort wartete der israelische Meister Maccabi Haifa, dem die Salzburger sowohl im Hinspiel als auch im Rückspiel mit 1:2 (H) und 0:3 (A) unterlegen waren. Trotz verpasster Qualifikation für die Gruppenphase der Champions League durften die Salzburger als Verlierer des Play-offs in der Gruppenphase der Europa League weiterspielen. Dort bekamen es der FC Salzburg in Gruppe G mit dem FC Villarreal (spanischer Fünfter), Lazio Rom (italienischer Pokalsieger) und Lewski Sofia (bulgarischer Meister) zu tun. Überraschend gewannen die „Mozartstädter“ alle sechs Partien als bisher einzige Mannschaft in der Europa League. Im Sechzehntelfinale wurde den Salzburgern der belgische Meister Standard Lüttich zugelost. Auswärts verlor der FC Salzburg mit 2:3, konnte den Aufstieg im Rückspiel mit einem 0:0 nicht mehr fixieren und schied so aus dem internationalen Bewerb aus.
Der FK Austria Wien trat in der dritten Qualifikationsrunde der Europa League zuerst auswärts gegen den serbischen Pokalsieger FK Vojvodina Novi Sad an. Nach einem 1:1 konnten die Austrianer im Rückspiel mit einem 4:2 in das Play-off einziehen. Dort wurde dem Verein der ukrainische Vierte Metalurh Donezk zugelost. Mit einem 2:2 auswärts, schaffte es der FK Austria Wien in der Verlängerung das Heimspiel 3:2 zu gewinnen. In Gruppe L bekamen es die „Veilchen“ mit Werder Bremen (deutscher Pokalsieger), Athletic Bilbao (spanischer Cup-Verlierer) und Nacional Funchal (portugiesischer Vierter) zu tun. In dieser Gruppe errang der FK Austria Wien je ein Remis daheim gegen Nacional Funchal (1:1) und daheim gegen Werder Bremen (2:2) und schied als Letztplatzierter aus.
Der SK Rapid Wien traf in der zweiten Qualifikationsrunde der Europa League auf KS Vllaznia Shkodra (albanischer Zweiter), den sie mit 5:0 (H) und 3:0 (A) bezwangen. In Runde drei wartete der zypriotische Pokalsieger APOP Kinyras Peyias, den die Rapidler mit 2:1 daheim und auswärts in der Verlängerung mit 2:2 schlugen. Somit zog der SK Rapid Wien in das Play-off ein. Dort bekamen sie mit den englischen Sechsten, Aston Villa, zugelost. Aufgrund der Auswärtstorregel stiegen die Rapidler mit einem 1:0 (H) und 1:2 (A) in die Gruppenphase auf. Dort traf die Mannschaft in der Gruppe C auf den Hamburger SV (deutscher Fünfter), Celtic Glasgow (schottischer Meister) und Hapoel Tel Aviv (israelischer Pokalsieger). Die „Hütteldorfer“ erreichten trotz eines guten Starts (3:0 daheim gegen den Hamburger SV und 1:1 auswärts gegen Celtic Glasgow) nur noch am letzten Spieltag ein 3:3 daheim gegen die Schotten und schieden als Letztplatzierte aus.
Der SK Sturm Graz musste in der zweiten Qualifikationsrunde der Europa League gegen den bosnischen Cup-Verlierer NK Široki Brijeg ran, den die Grazer mit einem 2:1 (H) und 1:1 (A) ausschalteten. In Runde drei trafen sie auf den montenegrinischen Pokalsieger OFK Petrovac, den sie mit 1:2 (A) und 5:0 (H) bezwangen. So zog auch der SK Sturm Graz als vierter österreichischer Verein in das Play-off ein. Gegen den ukrainischen Dritten Metalist Charkiw erreichten die Grazer daheim ein 1:1-Unentschieden. Durch einen 1:0-Auswärtssieg qualifizierten sich die Grazer für die Gruppenphase. In Gruppe F trat der SK Sturm Graz gegen Galatasaray Istanbul (türkischer Fünfter), Panathinaikos Athen (griechischer Dritter) und Dinamo Bukarest (rumänischer Dritter) an. Dort waren die „Blackies“ die einzige Mannschaft, die Gruppensieger Galatasaray Istanbul mit einem 1:1 auswärts und einem 1:0-Sieg daheim Punkte abknöpfen konnte. Jedoch verloren sie alle anderen Partien und schieden als Letztplatzierte aus.
Insgesamt gesehen war die Saison 2009/10 die Beste seit langem. Alle vier Klubs schafften den Einzug in die Gruppenphase der Europa League, verloren jedoch alle bis auf den FC Salzburg. Für die Salzburger war eine Runde später ebenfalls Schluss. Österreichs Vereine errangen zusammen 20 Siege (davon zwölf in Qualifikation), 13 Remis (davon sieben in Qualifikation) und 15 Niederlagen (davon drei in Qualifikation). Dies ergibt für die UEFA-Fünfjahreswertung insgesamt 37,5 Punkte, die durch die Anzahl der teilnehmenden Teams ausgerechnet 9,375 ergeben. Somit war Österreich die acht-erfolgreichste Nation in der Saison 2009/10, rutschte aber nur auf Platz 19 vor, da die Punkte der ebenfalls guten Saison 2004/05 wegfielen.

## Erste Leistungsstufe – Bundesliga

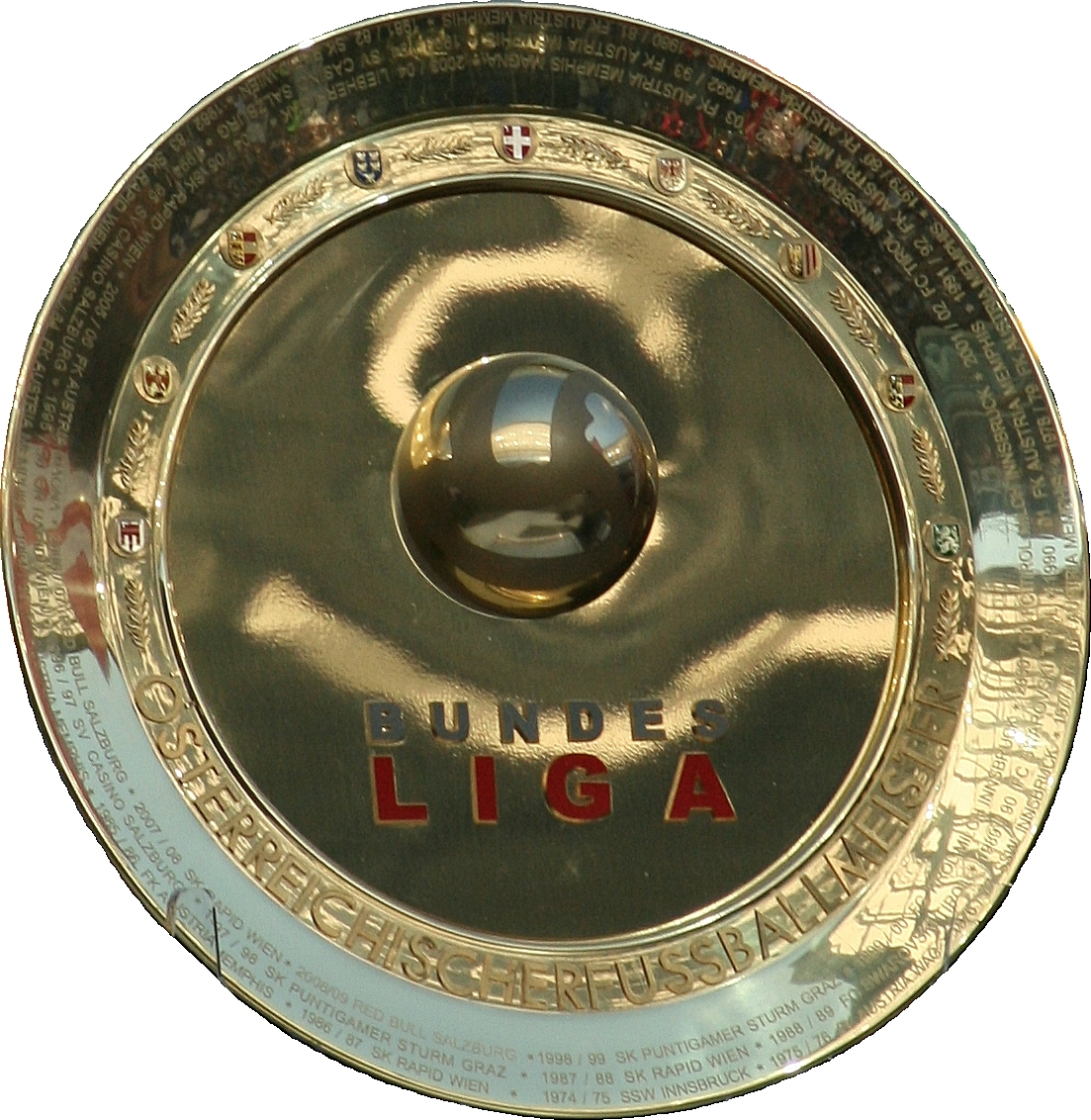
Meisterteller der österreichischen Fußball-Bundesliga

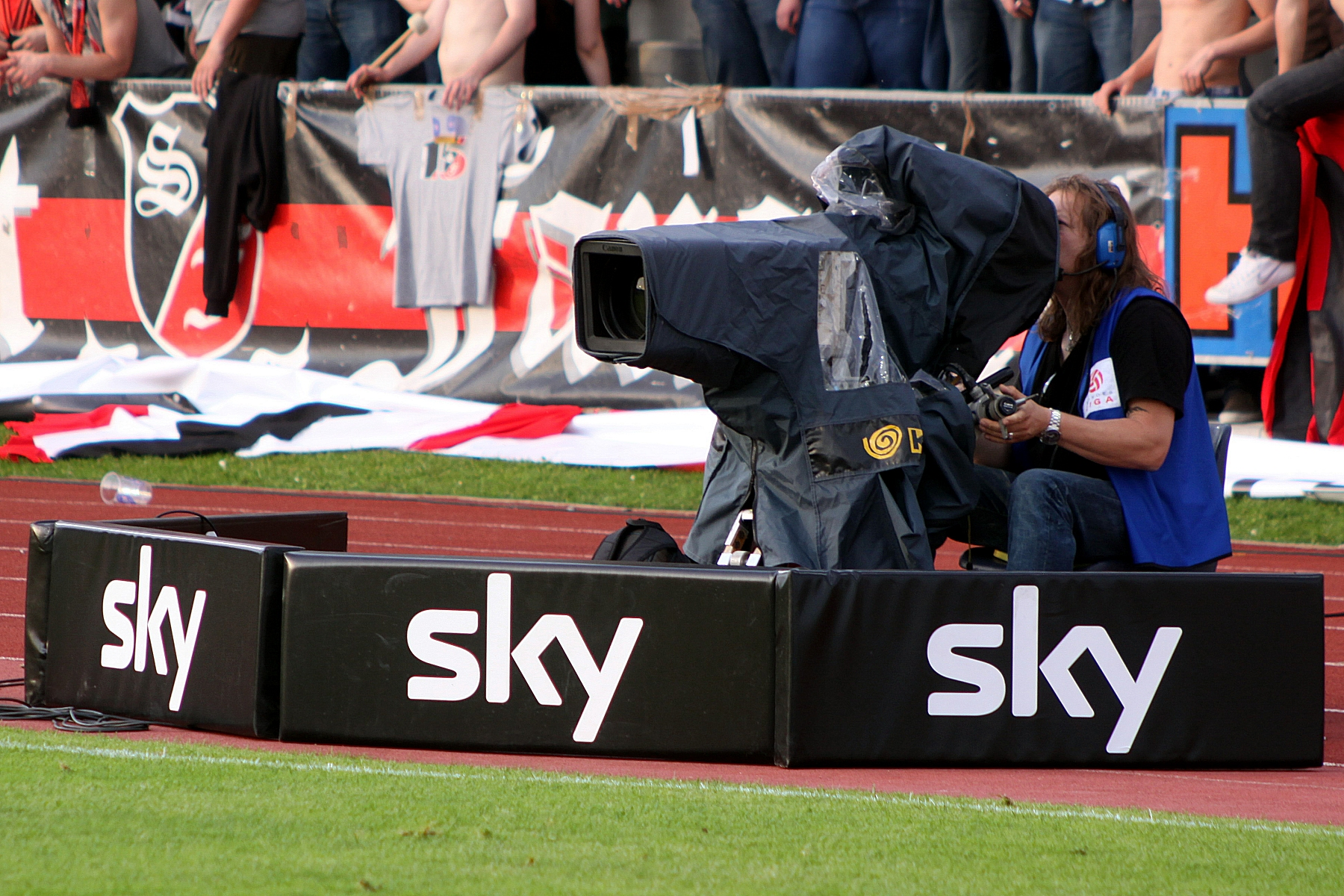
Sky Österreich übertrug alle Spiele live

Die Bundesliga, die höchste Spielklasse im österreichischen Fußball, wurde in der Saison 2009/10 zum insgesamt 90. Mal ausgetragen. Sie wurde wie im Vorjahr von Tipp3 als Hauptsponsor und von T-Mobile Austria als Subsponsor unterstützt. Die offizielle Ligabezeichnung lautete daher tipp3-Bundesliga powered by T-Mobile.
Aufsteiger aus der Ersten Liga war der 2008 neu formierte SC Magna Wiener Neustadt, der damit schon im zweiten Vereinsjahr in der höchsten Spielklasse Österreichs vertreten ist. Zugleich ist nach drei Saisonen wieder ein niederösterreichischer Verein in der Bundesliga. Der SC Magna Wiener Neustadt ersetzte den SCR Altach, der 2008/09 abgestiegen war. Mit Ausnahme von Tirol und Vorarlberg waren so alle österreichischen Bundesländer in der Bundesliga vertreten. Wien, Oberösterreich und die Steiermark stellten dabei jeweils zwei Vereine.
Der Pay-TV-Sender Sky Österreich, vormals Premiere, hatte die Rechte, alle Spiele in voller Länge zu zeigen. Hierbei wurden vier Spiele am Samstagabend in einer Konferenzschaltung und ein Spiel am Sonntagnachmittag übertragen. Daneben hatte der öffentlich-rechtliche ORF die Rechte jeweils das „Topspiel der Runde“ als Einzelpartie immer sonntags zu übertragen (bei Spielen unter der Woche war dies das Dienstags-Spiel). Weiters durfte der ORF eine 45-minütige Zusammenfassung von den restlichen vier Partien pro Runde zeigen, was meist im Rahmen der Sendung Sport am Sonntag zusammen mit einem ORF-Fußballexperten gemacht wurde.
Im „Topspiel der Runde“ war der FK Austria Wien am häufigsten zu sehen (16 Mal), gefolgt von dem SK Rapid Wien (13 Mal), dem FC Red Bull Salzburg (elf Mal), dem SK Sturm Graz (neun Mal) und dem LASK Linz (sieben Mal). Lediglich vier Mal war die SV Mattersburg und gar nur drei Mal die SV Ried, der SC Magna Wiener Neustadt, die SV Kapfenberg und der SK Austria Kärnten zu sehen.

### Modus
In der Saison 2009/10 treten wie in vergangenen Jahren zehn Klubs in insgesamt 36 Runden gegeneinander an. Jedes Team spielte hierbei zweimal zu Hause und zweimal auswärts gegen jedes der neun anderen Teams. In der tipp3-Bundesliga spielen die zehn Teams um drei internationale Startplätze, einen Champions-League-Platz und zwei Europa-League-Plätze. Der Letztplatzierte muss in die zweithöchste Liga, die ADEG Erste Liga, absteigen.
Zusätzlich qualifiziert sich der ÖFB-Cupsieger für die Europa League. Wird der Cup-Sieger gleichzeitig österreichischer Meister, ist der Cup-Final-Verlierer für die Europa League qualifiziert.

### Saisonverlauf
Im Kampf um den Meistertitel kam es in der ersten Saisonhälfte zu einem spannenden Kampf. Insgesamt führten bis dahin sechs verschiedene Vereine die Bundesliga zumindest eine Runde lang an. Nach viermaligem Führungswechsel in den ersten fünf Runden gelang es dem FC Red Bull Salzburg schließlich den ersten Platz für sechs Runden zu übernehmen. Die „Mozartstädter“ blieben von dem SK Rapid Wien, dem FK Austria Wien und dem SK Sturm Graz verfolgt. Da die Salzburger im zweiten Quartal vor allem durch Unentschieden glänzten, wurden sie sowohl von den Austrianern als auch von den Rapidlern überholt, die bis zur Winterpause die Führung behielten. Im Frühjahr spielte der FC Red Bull Salzburg dann aber auf und verlor im dritten Quartal kein einziges Spiel. Bereits mit der 20. Runde sicherten sich die Salzburger Platz eins. Der FK Austria Wien verlor inzwischen wie auch die „Hütteldorfer“ an Boden. Im Finish um den Meistertitel wurde es in den letzten Runden noch einmal eng. Nur knapp konnten die Salzburger, die insgesamt 23 Mal die Bundesliga anführten, ihren Titel vor dem sehr starken FK Austria Wien verteidigen, die im vierten Quartal nur zwei Punkte hergaben. Der SK Rapid Wien platzierte sich durch gute Leistungen schließlich auf Platz drei.
Im Mittelfeld der Liga kam es zu einigen Tiefs und Hochs. War der SK Sturm Graz anfangs noch im Titelkampf verstrickt, duellierten er sich bis zu Saisonhalbzeit mit der SV Ried um Platz vier, doch die Grazer behielten die Oberhand. Der anfangs starke LASK Linz gewann im zweiten Quartal kein einziges Spiel und rutschte schnell ins hintere Mittelfeld ab. Die SV Mattersburg und der SC Wiener Neustadt zeigten konstante Leistungen und profitierten vom Fall der Linzer. Im Frühjahr konnte die SV Ried, die im dritten Quartal nur vier Punkte erzielte, nicht mehr mit den Grazern mithalten, die wesentlich bessere Ergebnisse erzielten. Der LASK Linz schaffte es sich zu rehabilitieren und landete schlussendlich auf Platz sieben, während sich die Neustädter durch eine gute Leistung hinter dem SK Sturm Graz positionierten. Die SV Mattersburg eroberte durch weiterhin konstante Leistungen Platz sechs. Die „Innviertler“ wurden zwar etwas besser, aber es reichte nur für den achten Rang.
Im Abstiegskampf waren von Beginn an die Kapfenberger SV und der SK Austria Kärnten verwickelt. Die Startschwächen der SV Mattersburg wurden bald behoben. Die Kärntner blieben vorerst hinter den Steirern. Im zweiten Quartal gelang es der Kapfenberger SV, sich einen kräftigen Punktepolster zu holen, den die Kärntner nicht mehr gut machen konnten. So stand der SK Austria Kärnten bereits seit der 32. Runde als Absteiger fest. Sie führten die Rote Laterne insgesamt 35 Mal. Der Kapfenberger SV gelang es sogar fast noch, den anfangs starken LASK Linz einzuholen, doch die Linzer spielten im letzten Quartel dann wieder besser.

### Transfers

#### Spielerwechsel
Wie gewohnt gab es zwei Zeiträume, an denen Spielertransfers getätigt werden konnten. Diese erstreckten sich im Sommer von 1. Juli bis 31. August sowie im Winter vom 1. Januar bis zum 31. Januar. Insgesamt waren beinahe alle Bundesligavereine recht aktiv, wodurch sich einige stark veränderte Mannschaften ergaben. Die meisten Zugänge verzeichneten der SK Austria Kärnten und die Kapfenberger SV mit je 17. 21 Spieler verließen die Kärntner während der gesamten Saison, so viele wie bei keinem anderen Team. Mit lediglich sechs neuen Spielern rüstete sich die SV Mattersburg auf, die auch nur vier Abgänge hinnehmen musste.
Da der FC Red Bull Salzburg erneut für die Qualifikation an der Champions-League-Gruppenphase antrat, besorgte sich der Verein mehrere Verstärkungen an internationalem Rang. Mit dabei waren unter anderem Dušan Švento, Nikola Pokrivač und Christian Schwegler. Allerdings gab der Klub auch einige renommierte Spieler her, darunter Johan Vonlanthen, László Bodnár und René Aufhauser. Niko Kovač beendete seine Karriere vor Saisonbeginn.
Auch die Europa-League-Starter SK Rapid Wien, FK Austria Wien und SK Sturm Graz rüsteten auf. Die Rapidler ließen ihre beiden Top-Stürmer Erwin Hoffer und Stefan Maierhofer ziehen, kassierten dabei allerdings fünf Millionen für Hoffer und zwei Millionen für Maierhofer. Ersatz erfolgte mit Hamdi Salihi und Nikica Jelavić. Aber auch Ragnvald Soma und Milan Jovanović wechselten zu den „Hütteldorfern“. Sowohl die Austrianer als auch die Grazer verstärkten sich maßgeblich.
Wegen der großen Abgänger-Zahl beim SK Austria Kärnten, LASK Linz und der Kapfenberger SV hieß es Handeln. Die Kärntner bauten mit insgesamt 38 Transfers die Mannschaft komplett um. Selbst trotz Zugängen wie Jocelyn Blanchard, Fernando Troyansky und Martin Hiden machten die Kärntner einen schlechten Eindruck und landeten schlussendlich auf Platz zehn in der Liga. Der LASK Linz verlor einige wichtige Spieler, konnte diese aber nur mäßig ersetzen. So auch die Kapfenberger SV.
Aufsteiger SC Magna Wiener Neustadt hingegen stockte aufgrund der neuen Herausforderung auf. Mit Diego Viana, Ronald Gërçaliu und Pavel Kostál versuchte man Abgänge wie Sanel Kuljić, Yüksel Sariyar und Sebastián Martínez zu kompensieren. Die SV Ried und die SV Mattersburg blieben einigermaßen sparsam.
- FC Red Bull Salzburg (13/13):

↑ Sommer: Dušan Švento, Nikola Pokrivač, Thomas Augustinussen, Admir Vladavić, Christian Schwegler, Rabiu Afolabi, Simon Cziommer, Franz Schiemer, Mejdi Traoui (war ausgeliehen), Saša Ilić (war ausgeliehen); Winter: Roman Wallner (ist ausgeliehen), Christoph Kröpfl (von Amateuren), Alexander Aschauer (von Amateuren)
↓ Sommer: Ernst Öbster, Rémo Meyer, Ronald Gërçaliu, Vladimír Janočko, Timo Ochs, Johan Vonlanthen (ist ausgeliehen), László Bodnár, Niko Kovač (Karriereende), Roman Wallner (war ausgeliehen); Winter: Manuel Pamić, Saša Ilić, Patrik Ježek, Mejdi Traoui, René Aufhauser
- SK Rapid Wien (11/8):

↑ Sommer: Hamdi Salihi, Nikica Jelavić, Ragnvald Soma, Milan Jovanovic, Mario Konrad, Christoph Schösswendter, Lukas Königshofer, Fabiano de Lima Campos Maria (war ausgeliehen), Stephan Palla (war ausgeliehen), Muhammed Ildiz (von Amateuren), Christopher Trimmel (von Amateuren)
↓ Sommer: Erwin Hoffer, Stefan Maierhofer, Christopher Frank, Georg Harding, Martin Hiden, Marcel Ketelaer; Winter: Tanju Kayhan (ist ausgeliehen), Boris Prokopič (ist ausgeliehen)
- FK Austria Wien (11/10):

↑ Sommer: Tomáš Jun (ist ausgeliehen), Manuel Wallner, Petr Voříšek, Julian Baumgartlinger, Manuel Ortlechner, Florian Klein, Zlatko Junuzović, Michael Liendl, Thiago Schumacher (ist ausgeliehen), Heinz Lindner (von Amateuren), Marin Leovac (von Amateuren); Winter: Roland Linz
↓ Sommer: Lukas Mössner, Mario Majstorović, Jocelyn Blanchard, Fernando Troyansky, Florian Metz, Franz Schiemer, Philipp Netzer, Xiang Sun (war ausgeliehen), Mario Bazina (Karriereende); Winter: Thomas Krammer
- SK Sturm Graz (12/12):

↑ Sommer: Uwe Kropfhofer, Mark Prettenthaler, Manuel Weber, Martin Ehrenreich, Haris Bukva, Klemen Lavrič, Dean Maric (von Amateuren), Luca Tauschmann (von Amateuren); Winter: Roman Kienast, Klaus Salmutter, Christian Prawda, Marvin Weinberger (von Amateuren)
↓ Sommer: Zdenko Baotić, Mattias Sereinig, Christoph Kröpfl, Leonhard Kaufmann, Georgi Shashiashvili, Gernot Suppan, Martin Kobras, Ozren Perić, Dominic Pürcher (ist ausgeliehen), Jürgen Prutsch (ist ausgeliehen); Winter: Jürgen Prutsch, Mark Prettenthaler
- SV Ried (7/9):

↑ Sommer: Mihael Rajić, Atdhe Nuhiu (ist ausgeliehen), Jonathan Carril Regueiro, Thomas Schrammel (ist ausgeliehen), Florian Sturm, Samuel Radlinger; Winter: Markus Hammerer (von Amateuren)
↓ Sommer: Hamdi Salihi, Mario Illibauer, Manuel Schmidl, Pa Saikou Kujabi, Andreas Bammer, Denis Berger, Bozo Kovacevic, Yeray Ortega Guarda, Pirmin Strasser
- SK Austria Kärnten (17/21):

↑ Sommer: André Schembri, Martin Živný, Daniel Gramann, Leonhard Kaufmann, Jocelyn Blanchard, Fernando Troyansky, Martin Hiden, Marcel Ritzmaier (von Amateuren), Mario Kröpfl (von Amateuren), Georg Blatnik (von Amateuren); Winter: Admir Medjedović, Goran Aleksić, Luka Elsner, Hrvoje Jakovljević (von Amateuren), Roland Putsche (von Amateuren), Matthias Wrienz (von Amateuren), Fabian Hafner (von Amateuren)
↓ Sommer: Marco Miesenböck, Lukas Königshofer, Zlatko Junuzović, Manuel Ortlechner, Wolfgang Bubenik, Jürgen Pichorner, Chiquinho (Karriereende), Manuel Weber, Zé Adriano, Thomas Pirker, Haris Bukva, Carlos Chaile; Winter: Modou Jagne, Marc Sand, Martin Živný, Marcel Ritzmaier, Roman Adunka, Stephan Bürgler, André Schembri, Christian Prawda, Martin Hiden
- LASK Linz (16/16):

↑ Sommer: Christopher Pinter, Paul Bichelhuber, Wolfgang Bubenik, Florian Metz, Christoph Kobleder, Petar Škuletić, Vidas Alunderis, Roman Wallner (war ausgeliehen), Georg Margreitter (war ausgeliehen); Winter: Mark Prettenthaler, Marko Vujić, Sandro Zakany, Gardar Gunnlaugsson, René Aufhauser, Jürgen Macho, Christopher Pinter (war ausgeliehen)
↓ Sommer: Davorin Kablar, Niklas Hoheneder, Tomasz Wisio, Florian Klein, Mario Mijatović, Richard Wemmer, Gerald Gansterer, Christopher Pinter (ist ausgeliehen), Ihsan Poyraz, Ivica Vastić (Karriereende), Michael Baur (Karriereende), Wendel Raul Gonçalves Gomes; Winter: Klaus Salmutter, Sascha Pichler, Roman Wallner (ist ausgeliehen), Christopher Pinter
- Kapfenberger SV (17/17):

↑ Sommer: Pa-Ousman Sonko, Mazan Moslehe, Marek Heinz, Philipp Gröblinger, Markus Scharrer, Raphael Wolf, Manuel Schmid, Mario Majstorović, Gerald Gansterer, Daniel Hofer, Georg Krenn, Lukas Stadler (von Amateuren), Michael Rabko (von Amateuren), Philipp Wendler (von Amateuren), Oliver Schöpf (von Amateuren); Winter: Antonio Di Salvo, Michael Tieber
↓ Sommer: Damon Wilson, Alexander Schachner, Daniel Reiter, Raphael Reifeltshammer, Bernd Bernsteiner, Éric Akoto, Dominique Taboga, Michael Liendl, Miroslav Milošević, Kamil Susko, Ivica Lucić, Miroslav Štěpánek (war ausgeliehen), Pero Pejić; Winter: Arno Kozelsky, Daniel Hofer, Pa-Ousman Sonko, Antonio di Salvo
- SV Mattersburg (6/4):

↑ Sommer: Róbert Waltner, Josef Hamouz, Tomáš Sedlák, Ronald Spuller (von Amateuren), Patrick Farkas (von Amateuren); Winter: Peter Chrappan (von Amateuren)
↓ Sommer: Robert Ujcik, Stanislav Velický, Adnan Mravac, Carsten Jancker (Karriereende)
- SC Magna Wiener Neustadt (14/11):

↑ Sommer: Diego Viana, Ronald Gërçaliu, Patrick Niklas, Christian Haselberger, René Felix (war ausgeliehen), Thomas Kral (war ausgeliehen), Thomas Helly (war ausgeliehen), Alexander Grünwald (war ausgeliehen), Christian Ramsebner, Pavel Kostál, Ihsan Poyraz, Jörg Siebenhandl; Winter: Tanju Kayhan (ist ausgeliehen), Bernd Besenlehner (von Amateuren)
↓ Sommer: Marco Perchtold, Udo Siebenhandl, Matthew Luzunaris, Harun Erbek, Alexander Hauser, Thomas Kral, Georg Margreitter (war ausgeliehen); Winter: Sanel Kuljić, Yüksel Sariyar, Taner Ari, Sebastián Martínez

#### Trainerwechsel
Mit Huub Stevens (FC Red Bull Salzburg; anstelle von Co Adriaanse) und Matthias Hamann (LASK Linz; anstelle von Hans Krankl) waren zwei neue Trainer vor Saisonbeginn vertreten. Hamann wurde allerdings wegen wenig erfolgreichen Ergebnissen am 2. Februar 2010 (nach der 19. Runde) entlassen und an dessen Stelle Helmut Kraft eingestellt. Binnen zwei Saisonen war dies der fünfte Trainerwechsel beim Linzer Fußballverein. Kraft selbst trennte sich am 14. Dezember 2009 (nach der 18. Runde) von dem SC Wiener Neustadt. Sein Amt übernahm Peter Schöttel. Auch beim Schlusslicht, dem SK Austria Kärnten, musste Frenk Schinkels am 21. November 2009 (nach 16. Runde) Jože Prelogar weichen.

### Abschlusstabelle

Logo der Bundesliga

Logo der Ersten Liga

| Pl. | Verein                       | Sp. | S  | U  | N  | Tore    | Diff. | Punkte |
| --- | ---------------------------- | --- | -- | -- | -- | ------- | ----- | ------ |
| 1.  | FC Red Bull Salzburg (M)     | 36  | 22 | 10 | 4  | 068:270 | +41   | 76     |
| 2.  | FK Austria Wien (C)          | 36  | 23 | 6  | 7  | 060:340 | +26   | 75     |
| 3.  | SK Rapid Wien                | 36  | 21 | 10 | 5  | 080:380 | +42   | 73     |
| 4.  | SK Sturm Graz                | 36  | 16 | 10 | 10 | 050:360 | +14   | 58     |
| 5.  | SC Magna Wiener Neustadt (N) | 36  | 13 | 8  | 15 | 054:580 | −4    | 47     |
| 6.  | SV Mattersburg               | 36  | 12 | 5  | 19 | 045:710 | −26   | 41     |
| 7.  | LASK Linz                    | 36  | 9  | 13 | 14 | 059:700 | −11   | 40     |
| 8.  | SV Ried                      | 36  | 10 | 8  | 18 | 039:470 | −8    | 38     |
| 9.  | Kapfenberger SV              | 36  | 8  | 9  | 19 | 044:670 | −23   | 33     |
| 10. | SK Austria Kärnten 1         | 36  | 2  | 9  | 25 | 029:800 | −51   | 15     |

| (M) | Österreichischer Meister 2008/09 |
| (C) | ÖFB-Cup-Sieger 2008/09           |
| (N) | Aufsteiger der Saison 2008/09    |

| Pl. | Verein                       | Sp. | S  | U | N  | Tore    | Diff. | Punkte |
| --- | ---------------------------- | --- | -- | - | -- | ------- | ----- | ------ |
| 1.  | SK Rapid Wien                | 17  | 15 | 1 | 1  | 048:140 | +34   | 46     |
| 2.  | FK Austria Wien (C)          | 18  | 14 | 3 | 1  | 033:100 | +23   | 45     |
| 3.  | FC Red Bull Salzburg (M)     | 18  | 13 | 4 | 1  | 041:120 | +29   | 43     |
| 4.  | SC Magna Wiener Neustadt (N) | 18  | 10 | 4 | 4  | 036:230 | +13   | 34     |
| 5.  | SK Sturm Graz                | 18  | 8  | 6 | 4  | 026:150 | +11   | 30     |
| 6.  | SV Mattersburg               | 18  | 9  | 3 | 6  | 033:300 | +3    | 30     |
| 7.  | LASK Linz                    | 18  | 7  | 8 | 3  | 038:220 | +16   | 29     |
| 8.  | SV Ried                      | 18  | 8  | 3 | 7  | 028:200 | +8    | 27     |
| 9.  | Kapfenberger SV              | 18  | 6  | 5 | 7  | 026:230 | +3    | 23     |
| 10. | SK Austria Kärnten           | 18  | 2  | 6 | 10 | 016:340 | −18   | 12     |

| Pl. | Verein                       | Sp. | S | U | N  | Tore    | Diff. | Punkte |
| --- | ---------------------------- | --- | - | - | -- | ------- | ----- | ------ |
| 1.  | FC Red Bull Salzburg (M)     | 18  | 9 | 6 | 3  | 027:150 | +12   | 33     |
| 2.  | FK Austria Wien (C)          | 18  | 9 | 3 | 6  | 027:240 | +3    | 30     |
| 3.  | SK Sturm Graz                | 18  | 8 | 4 | 6  | 024:210 | +3    | 28     |
| 4.  | SK Rapid Wien                | 18  | 6 | 8 | 4  | 032:240 | +8    | 26     |
| 5.  | SC Magna Wiener Neustadt (N) | 18  | 3 | 4 | 11 | 018:350 | −17   | 13     |
| 6.  | SV Ried                      | 18  | 2 | 5 | 11 | 011:270 | −16   | 11     |
| 7.  | LASK Linz                    | 18  | 2 | 5 | 11 | 021:480 | −27   | 11     |
| 8.  | SV Mattersburg               | 18  | 3 | 2 | 13 | 012:410 | −29   | 11     |
| 9.  | Kapfenberger SV              | 18  | 2 | 4 | 12 | 018:440 | −26   | 10     |
| 10. | SK Austria Kärnten           | 18  | 0 | 3 | 15 | 013:460 | −33   | 03     |

### Ergebnisse
Insgesamt gab es 136 Siege beziehungsweise Niederlagen sowie 44 Unentschieden. Mit 23 Siegen war der FK Austria Wien dabei am öftesten erfolgreich. Hingegen siegte der SK Austria Kärnten lediglich zwei Mal. Die meisten Niederlagen (25) musste ebenfalls der SK Austria Kärnten einstecken, die wenigsten der FC Red Bull Salzburg mit insgesamt vier. Die meisten Remis erreichte der LASK Linz mit 13, die wenigsten die SV Mattersburg mit fünf.
Die Kreuztabelle stellt die Ergebnisse aller Spiele dieser Saison dar. Die Heimmannschaft ist in der mittleren Spalte aufgelistet und die Gastmannschaft in der obersten Reihe.
| Hinrunde (Runden 1–18) | Hinrunde (Runden 1–18) | Hinrunde (Runden 1–18) | Hinrunde (Runden 1–18) | Hinrunde (Runden 1–18) | Hinrunde (Runden 1–18) | Hinrunde (Runden 1–18) | Hinrunde (Runden 1–18) | Hinrunde (Runden 1–18) | Hinrunde (Runden 1–18)   | 2009/10                  | Rückrunde (Runden 19–36) | Rückrunde (Runden 19–36) | Rückrunde (Runden 19–36) | Rückrunde (Runden 19–36) | Rückrunde (Runden 19–36) | Rückrunde (Runden 19–36) | Rückrunde (Runden 19–36) | Rückrunde (Runden 19–36) | Rückrunde (Runden 19–36) | Rückrunde (Runden 19–36) |
| ---------------------- | ---------------------- | ---------------------- | ---------------------- | ---------------------- | ---------------------- | ---------------------- | ---------------------- | ---------------------- | ------------------------ | ------------------------ | ------------------------ | ------------------------ | ------------------------ | ------------------------ | ------------------------ | ------------------------ | ------------------------ | ------------------------ | ------------------------ | ------------------------ |
|                        |                        | Austria Wien           | Sturm Graz             | SV Ried                |                        |                        |                        | SV Mattersburg         | SC Magna Wiener Neustadt | Verein                   |                          |                          | Austria Wien             | Sturm Graz               | SV Ried                  |                          |                          |                          | SV Mattersburg           | SC Magna Wiener Neustadt |
|                        | 0:0                    | 2:1                    | 4:2                    | 1:1                    | 7:1                    | 4:0                    | 3:2                    | 2:0                    | 1:1                      | Red Bull Salzburg        |                          | 1:1                      | 0:1                      | 3:0                      | 2:0                      | 1:0                      | 1:0                      | 3:0                      | 2:0                      | 1:1                      |
| 2:2                    |                        | 4:1                    | 2:1                    | 1:0                    | 5:1                    | 3:1                    | 4:1                    | 4:0                    | 3:1                      | SK Rapid Wien            | 0:1                      |                          | 2:0                      | 4:1                      | 2:1                      | 1:0                      | 5:3                      | 0:0                      | 3:0                      | 3:0                      |
| 1:0                    | 1:1                    |                        | 1:0                    | 1:1                    | 1:0                    | 3:0                    | 3:0                    | 1:0                    | 2:1                      | FK Austria Wien          | 1:1                      | 1:0                      |                          | 1:0                      | 2:0                      | 4:1                      | 4:3                      | 0:1                      | 5:1                      | 1:0                      |
| 0:0                    | 1:0                    | 0:1                    |                        | 0:2                    | 4:0                    | 0:0                    | 3:3                    | 2:0                    | 3:0                      | SK Sturm Graz            | 0:2                      | 1:1                      | 2:2                      |                          | 1:0                      | 3:2                      | 1:1                      | 0:1                      | 4:0                      | 1:0                      |
| 1:0                    | 1:1                    | 0:2                    | 1:2                    |                        | 1:0                    | 3:0                    | 5:2                    | 0:0                    | 3:0                      | SV Ried                  | 1:2                      | 1:3                      | 0:1                      | 1:2                      |                          | 3:1                      | 2:1                      | 2:2                      | 3:0                      | 0:1                      |
| 1:2                    | 1:3                    | 2:1                    | 1:3                    | 0:0                    |                        | 1:1                    | 1:1                    | 0:3                    | 0:0                      | SK Austria Kärnten       | 0:2                      | 2:4                      | 0:2                      | 0:3                      | 1:0                      |                          | 0:1                      | 2:2                      | 2:4                      | 2:2                      |
| 0:2                    | 0:1                    | 1:0                    | 0:1                    | 0:1                    | 3:2                    |                        | 7:2                    | 0:1                    | 3:1                      | Kapfenberger SV          | 2:0                      | 2:2                      | 1:1                      | 0:3                      | 1:1                      | 0:0                      |                          | 2:0                      | 2:2                      | 2:3                      |
| 0:0                    | 3:3                    | 4:5                    | 2:2                    | 2:2                    | 3:1                    | 4:0                    |                        | 4:0                    | 4:2                      | LASK Linz                | 0:0                      | 4:2                      | 0:1                      | 1:2                      | 3:0                      | 0:0                      | 1:1                      |                          | 2:0                      | 1:1                      |
| 2:3                    | 2:1                    | 1:3                    | 0:2                    | 3:0                    | 4:1                    | 4:1                    | 3:2                    |                        | 1:3                      | SV Mattersburg           | 1:6                      | 1:3                      | 1:1                      | 0:0                      | 3:1                      | 1:1                      | 3:1                      | 2:1                      |                          | 1:0                      |
| 2:3                    | 0:4                    | 4:3                    | 0:0                    | 2:1                    | 3:1                    | 2:3                    | 4:1                    | 3:0                    |                          | SC Magna Wiener Neustadt | 2:4                      | 2:2                      | 0:1                      | 0:0                      | 2:0                      | 2:1                      | 3:1                      | 4:0                      | 2:1                      |                          |

1. Durchgang
| Datum       | 1. Runde                                | Ergebnis  |
| ----------- | --------------------------------------- | --------- |
| 17.07.2009  | Magna Wiener Neustadt – Austria Kärnten | 3:1 (0:1) |
| 18.07.2009  | Kapfenberg – Ried                       | 0:1 (0:1) |
| 18.07.2009  | LASK Linz – Mattersburg                 | 4:0 (4:0) |
| 19.07.2009  | Red Bull Salzburg – Austria Wien        | 2:1 (0:1) |
| 25.11.20091 | Rapid Wien – Sturm Graz                 | 2:1 (1:0) |

| Datum      | 4. Runde                             | Ergebnis  |
| ---------- | ------------------------------------ | --------- |
| 07.08.2009 | LASK Linz – Kapfenberg               | 4:0 (2:0) |
| 08.08.2009 | Mattersburg – Red Bull Salzburg      | 2:3 (0:1) |
| 09.08.2009 | Austria Wien – Magna Wiener Neustadt | 2:1 (0:0) |
| 09.08.2009 | Ried – Rapid Wien                    | 1:1 (0:0) |
| 09.08.2009 | Austria Kärnten – Sturm Graz         | 1:3 (1:0) |

| Datum      | 7. Runde                           | Ergebnis  |
| ---------- | ---------------------------------- | --------- |
| 12.09.2009 | Mattersburg – Ried                 | 3:0 (1:0) |
| 12.09.2009 | Sturm Graz – LASK Linz             | 3:3 (2:0) |
| 12.09.2009 | Magna Wiener Neustadt – Kapfenberg | 2:3 (1:2) |
| 12.09.2009 | Austria Kärnten – Austria Wien     | 2:1 (0:0) |
| 13.09.2009 | Rapid Wien – Red Bull Salzburg     | 2:2 (0:2) |

| Datum      | 2. Runde                           | Ergebnis  |
| ---------- | ---------------------------------- | --------- |
| 24.07.2009 | LASK Linz – Austria Wien           | 4:5 (4:3) |
| 25.07.2009 | Ried – Red Bull Salzburg           | 1:0 (0:0) |
| 26.07.2009 | Sturm Graz – Magna Wiener Neustadt | 3:0 (3:0) |
| 26.07.2009 | Mattersburg – Rapid Wien           | 2:1 (0:0) |
| 26.07.2009 | Kapfenberger SV – Austria Kärnten  | 3:2 (1:1) |

| Datum      | 5. Runde                                  | Ergebnis  |
| ---------- | ----------------------------------------- | --------- |
| 21.08.2009 | Austria Kärnten – Ried                    | 0:0       |
| 22.08.2009 | Magna Wiener Neustadt – Red Bull Salzburg | 1:1 (1:1) |
| 23.08.2009 | Kapfenberg – Mattersburg                  | 0:1 (0:0) |
| 23.08.2009 | Rapid Wien – LASK Linz                    | 4:1 (4:0) |
| 23.08.2009 | Sturm Graz – Austria Wien                 | 0:1 (0:0) |

| Datum      | 8. Runde                            | Ergebnis  |
| ---------- | ----------------------------------- | --------- |
| 22.09.2009 | Magna Wiener Neustadt – Mattersburg | 3:0 (0:0) |
| 23.09.2009 | Kapfenberg – Rapid Wien             | 0:1 (0:0) |
| 23.09.2009 | Red Bull Salzburg – Sturm Graz      | 4:2 (3:2) |
| 23.09.2009 | LASK Linz – Austria Kärnten         | 3:1 (1:1) |
| 23.09.2009 | FC Austria Wien – Ried              | 1:1 (0:0) |

| Datum      | 3. Runde                      | Ergebnis  |
| ---------- | ----------------------------- | --------- |
| 31.07.2009 | Magna Wiener Neustadt – Ried  | 2:1 (0:0) |
| 01.08.2009 | Red Bull Salzburg – LASK Linz | 3:2 (1:1) |
| 02.08.2009 | Austria Wien – Kapfenberg     | 3:0 (1:0) |
| 02.08.2009 | Sturm Graz – Mattersburg      | 2:0 (1:0) |
| 02.08.2009 | Rapid Wien – Austria Kärnten  | 5:1 (0:1) |

| Datum      | 6. Runde                          | Ergebnis  |
| ---------- | --------------------------------- | --------- |
| 28.08.2009 | Mattersburg – Austria Kärnten     | 4:1 (1:0) |
| 29.08.2009 | Red Bull Salzburg – Kapfenberg    | 4:0 (3:0) |
| 30.08.2009 | Austria Wien – Rapid Wien         | 1:1 (0:0) |
| 30.08.2009 | Ried – Sturm Graz                 | 1:2 (0:1) |
| 30.08.2009 | LASK Linz – Magna Wiener Neustadt | 4:2 (1:1) |

| Datum      | 9. Runde                            | Ergebnis  |
| ---------- | ----------------------------------- | --------- |
| 26.09.2009 | Kapfenberg – Sturm Graz             | 0:1 (0:0) |
| 26.09.2009 | Rapid Wien – Magna Wiener Neustadt  | 3:1 (1:1) |
| 26.09.2009 | Mattersburg – Austria Wien          | 1:3 (0:1) |
| 26.09.2009 | Austria Kärnten – Red Bull Salzburg | 1:2 (0:0) |
| 27.09.2009 | Ried – LASK Linz                    | 5:2 (1:2) |

1Das Spiel vom 19. Juli 2009 wurde aufgrund eines Freundschaftsspiel des SK Rapid Wien gegen den FC Liverpool auf den 25. November 2009 verschoben
| 01. | FC Red Bull Salzburg (M)     | 09 | 06 | 02 | 01 | 21:12 | +09 | 20 |
| 02. | SK Rapid Wien                | 09 | 05 | 03 | 01 | 20:10 | +10 | 18 |
| 03. | FK Austria Wien (C)          | 09 | 05 | 02 | 02 | 18:12 | +06 | 17 |
| 04. | SK Sturm Graz                | 09 | 05 | 01 | 03 | 17:12 | +05 | 16 |
| 05. | LASK Linz                    | 09 | 04 | 01 | 04 | 27:23 | +04 | 13 |
| 06. | SV Ried                      | 09 | 03 | 03 | 03 | 11:11 | ±0  | 12 |
| 07. | SV Mattersburg               | 09 | 04 | 0  | 05 | 13:17 | −04 | 12 |
| 08. | SC Magna Wiener Neustadt (N) | 09 | 03 | 01 | 05 | 15:18 | −03 | 10 |
| 09. | Kapfenberger SV              | 09 | 02 | 0  | 07 | 06:19 | −13 | 06 |
| 10. | SK Austria Kärnten           | 09 | 01 | 01 | 07 | 10:24 | −14 | 04 |

2. Durchgang
| Datum      | 10. Runde                           | Ergebnis  |
| ---------- | ----------------------------------- | --------- |
| 03.10.2009 | LASK Linz – Ried                    | 2:2 (1:1) |
| 04.10.2009 | Sturm Graz – Kapfenberg             | 0:0       |
| 04.10.2009 | Red Bull Salzburg – Austria Kärnten | 7:1 (3:1) |
| 04.10.2009 | Magna Wiener Neustadt – Rapid Wien  | 0:4 (0:1) |
| 04.10.2009 | Austria Wien – Mattersburg          | 1:0 (1:0) |

| Datum      | 13. Runde                     | Ergebnis  |
| ---------- | ----------------------------- | --------- |
| 28.10.2009 | Ried – Magna Wiener Neustadt  | 3:0 (2:0) |
| 28.10.2009 | LASK Linz – Red Bull Salzburg | 0:0       |
| 28.10.2009 | KSV Superfund – Austria Wien  | 1:0 (0:0) |
| 28.10.2009 | Mattersburg – Sturm Graz      | 0:2 (0:1) |
| 28.10.2009 | Austria Kärnten – Rapid Wien  | 1:3 (0:0) |

| Datum       | 16. Runde                         | Ergebnis  |
| ----------- | --------------------------------- | --------- |
| 21.11.2009  | Sturm Graz – Ried                 | 0:2 (0:0) |
| 21.11.2009  | Kapfenberg – Red Bull Salzburg    | 0:2 (0:0) |
| 21.11.2009  | Austria Kärnten – Mattersburg     | 0:3 (0:2) |
| 22.11.2009  | Rapid Wien – Austria Wien         | 4:1 (2:0) |
| 25.11.20091 | Magna Wiener Neustadt – LASK Linz | 4:1 (3:0) |

| Datum      | 11. Runde                               | Ergebnis  |
| ---------- | --------------------------------------- | --------- |
| 17.10.2009 | Ried – Kapfenberg                       | 3:0 (1:0) |
| 17.10.2009 | Austria Wien – Red Bull Salzburg        | 1:0 (1:0) |
| 17.10.2009 | Mattersburg – LASK Linz                 | 3:2 (2:1) |
| 17.10.2009 | Austria Kärnten – Magna Wiener Neustadt | 0:0       |
| 18.10.2009 | Sturm Graz – Rapid Wien                 | 1:0 (0:0) |

| Datum      | 14. Runde                            | Ergebnis  |
| ---------- | ------------------------------------ | --------- |
| 31.10.2009 | Sturm Graz – Austria Kärnten         | 4:0 (2:0) |
| 31.10.2009 | Rapid Wien – Ried                    | 1:0 (1:0) |
| 31.10.2009 | Red Bull Salzburg – Mattersburg      | 2:0 (1:0) |
| 31.10.2009 | Magna Wiener Neustadt – Austria Wien | 4:3 (2:1) |
| 01.11.2009 | Kapfenberg – LASK Linz               | 7:2 (4:2) |

| Datum      | 17. Runde                          | Ergebnis  |
| ---------- | ---------------------------------- | --------- |
| 27.11.2009 | Ried – Mattersburg                 | 0:0       |
| 28.11.2009 | Kapfenberg – Magna Wiener Neustadt | 3:1 (1:1) |
| 28.11.2009 | Red Bull Salzburg – Rapid Wien     | 0:0       |
| 28.11.2009 | LASK Linz – Sturm Graz             | 2:2 (0:1) |
| 28.11.2009 | Austria Wien – Austria Kärnten     | 1:0 (1:0) |

| Datum      | 12. Runde                          | Ergebnis  |
| ---------- | ---------------------------------- | --------- |
| 24.10.2009 | Austria Kärnten – Kapfenberg       | 1:1 (0:1) |
| 25.10.2009 | Red Bull Salzburg – Ried           | 1:1 (0:1) |
| 25.10.2009 | Magna Wiener Neustadt – Sturm Graz | 0:0       |
| 25.10.2009 | Austria Wien – LASK Linz           | 3:0 (1:0) |
| 25.10.2009 | Rapid Wien – Mattersburg           | 4:0 (2:0) |

| Datum      | 15. Runde                                 | Ergebnis  |
| ---------- | ----------------------------------------- | --------- |
| 07.11.2009 | Mattersburg – Kapfenberg                  | 4:1 (2:0) |
| 08.11.2009 | Magna Wiener Neustadt – Red Bull Salzburg | 2:3 (1:1) |
| 08.11.2009 | LASK Linz – Rapid Wien                    | 3:3 (3:1) |
| 08.11.2009 | Austria Wien – Sturm Graz                 | 1:0 (1:0) |
| 08.11.2009 | Ried – Austria Kärnten                    | 1:0 (1:0) |

| Datum      | 18. Runde                           | Ergebnis  |
| ---------- | ----------------------------------- | --------- |
| 04.12.2009 | Mattersburg – Magna Wiener Neustadt | 1:3 (1:1) |
| 05.12.2009 | Rapid Wien – Kapfenberg             | 3:1 (2:0) |
| 06.12.2009 | Ried – Austria Wien                 | 0:2 (0:2) |
| 06.12.2009 | Sturm Graz – Red Bull Salzburg      | 0:0       |
| 06.12.2009 | Austria Kärnten – LASK Linz         | 1:1 (0:1) |

1Das Spiel vom 21. November 2009 wurde aufgrund von Nebel auf den 25. November 2009 verschoben
| 01. | SK Rapid Wien                | 09 | 06 | 02 | 01 | 22:70 | +15 | 20 |
| 02. | FK Austria Wien (C)          | 09 | 06 | 0  | 03 | 13:90 | +04 | 18 |
| 03. | FC Red Bull Salzburg (M)     | 09 | 04 | 04 | 01 | 15:50 | +10 | 16 |
| 04. | SV Ried                      | 09 | 04 | 03 | 02 | 12:60 | +06 | 15 |
| 05. | SK Sturm Graz                | 09 | 03 | 04 | 02 | 09:50 | +04 | 13 |
| 06. | Kapfenberger SV              | 09 | 03 | 02 | 04 | 14:16 | −02 | 11 |
| 07. | SC Magna Wiener Neustadt (N) | 09 | 03 | 02 | 04 | 14:18 | −04 | 11 |
| 08. | SV Mattersburg               | 09 | 03 | 01 | 05 | 11:15 | −04 | 10 |
| 09. | LASK Linz                    | 09 | 0  | 05 | 04 | 13:25 | −12 | 05 |
| 10. | SK Austria Kärnten           | 09 | 0  | 03 | 06 | 04:21 | −17 | 03 |

3. Durchgang
| Datum      | 19. Runde                           | Ergebnis  |
| ---------- | ----------------------------------- | --------- |
| 11.12.2009 | Red Bull Salzburg – Austria Kärnten | 1:0 (0:0) |
| 12.12.2009 | Magna Wiener Neustadt – LASK Linz   | 4:0 (2:0) |
| 12.12.2009 | Kapfenberg – Mattersburg            | 2:2 (1:1) |
| 12.12.2009 | Rapid Wien – Ried                   | 2:1 (1:0) |
| 13.12.2009 | Sturm Graz – Austria Wien           | 2:2 (2:1) |

| Datum      | 22. Runde                      | Ergebnis  |
| ---------- | ------------------------------ | --------- |
| 26.02.2010 | Mattersburg – Austria Wien     | 1:1 (0:1) |
| 27.02.2010 | Ried – Magna Wiener Neustadt   | 0:1 (0:1) |
| 27.02.2010 | LASK Linz – Sturm Graz         | 1:2 (1:1) |
| 27.02.2010 | Austria Kärnten – Kapfenberg   | 0:1 (0:1) |
| 28.02.2010 | Rapid Wien – Red Bull Salzburg | 0:1 (0:0) |

| Datum      | 25. Runde                          | Ergebnis  |
| ---------- | ---------------------------------- | --------- |
| 19.03.2010 | Kapfenberg – Magna Wiener Neustadt | 2:3 (1:1) |
| 20.03.2010 | Mattersburg – LASK Linz            | 2:1 (1:0) |
| 20.03.2010 | Sturm Graz – Rapid Wien            | 1:1 (0:0) |
| 20.03.2010 | Austria Kärnten – Ried             | 1:0 (1:0) |
| 21.03.2010 | Austria Wien – Red Bull Salzburg   | 1:1 (1:0) |

| Datum      | 20. Runde                           | Ergebnis  |
| ---------- | ----------------------------------- | --------- |
| 12.02.2010 | LASK Linz – Rapid Wien              | 4:2 (2:0) |
| 13.02.2010 | Ried – Red Bull Salzburg            | 1:2 (0:2) |
| 13.02.2010 | Mattersburg – Magna Wiener Neustadt | 1:0 (1:0) |
| 13.02.2010 | Austria Wien – Kapfenberg           | 4:3 (2:1) |
| 14.02.2010 | Austria Kärnten – Sturm Graz        | 0:3 (0:1) |

| Datum      | 23. Runde                                 | Ergebnis  |
| ---------- | ----------------------------------------- | --------- |
| 06.03.2010 | Red Bull Salzburg – Magna Wiener Neustadt | 1:1 (1:0) |
| 06.03.2010 | Sturm Graz – Ried                         | 1:0 (1:0) |
| 06.03.2010 | Austria Wien – LASK Linz                  | 0:1 (0:0) |
| 06.03.2010 | Austria Kärnten – Mattersburg             | 2:4 (1:0) |
| 07.03.2010 | Kapfenberg – Rapid Wien                   | 2:2 (0:0) |

| Datum      | 26. Runde                               | Ergebnis  |
| ---------- | --------------------------------------- | --------- |
| 23.03.2010 | Rapid Wien – Mattersburg                | 3:0 (0:0) |
| 24.03.2010 | Red Bull Salzburg – Sturm Graz          | 3:0 (2:0) |
| 24.03.2010 | Ried – Austria Wien                     | 0:1 (0:0) |
| 24.03.2010 | Magna Wiener Neustadt – Austria Kärnten | 2:1 (1:0) |
| 24.03.2010 | LASK Linz – Kapfenberg                  | 1:1 (1:0) |

| Datum      | 21. Runde                          | Ergebnis  |
| ---------- | ---------------------------------- | --------- |
| 19.02.2010 | Magna Wiener Neustadt – Rapid Wien | 2:2 (1:1) |
| 20.02.2010 | Sturm Graz – Mattersburg           | 4:0 (1:0) |
| 20.02.2010 | Kapfenberg – Ried                  | 1:1 (0:1) |
| 20.02.2010 | Austria Wien – Austria Kärnten     | 4:1 (1:1) |
| 21.02.2010 | Red Bull Salzburg – LASK Linz      | 3:0 (2:0) |

| Datum      | 24. Runde                          | Ergebnis  |
| ---------- | ---------------------------------- | --------- |
| 12.03.2010 | LASK Linz – Austria Kärnten        | 0:0       |
| 13.03.2010 | Red Bull Salzburg – Kapfenberg     | 1:0 (1:0) |
| 13.03.2010 | Ried – Mattersburg                 | 3:0 (1:0) |
| 13.03.2010 | Magna Wiener Neustadt – Sturm Graz | 0:0       |
| 14.03.2010 | Rapid Wien – Austria Wien          | 2:0 (0:0) |

| Datum      | 27. Runde                            | Ergebnis  |
| ---------- | ------------------------------------ | --------- |
| 27.03.2010 | Mattersburg – Red Bull Salzburg      | 1:6 (0:2) |
| 27.03.2010 | Kapfenberg – Sturm Graz              | 0:3 (0:2) |
| 27.03.2010 | Austria Wien – Magna Wiener Neustadt | 1:0 (1:0) |
| 27.03.2010 | Austria Kärnten – Rapid Wien         | 2:4 (1:2) |
| 28.03.2010 | LASK Linz – Ried                     | 3:0 (2:0) |

| 01. | FC Red Bull Salzburg (M)     | 09 | 07 | 02 | 0  | 19:40 | +15 | 23 |
| 02. | SK Sturm Graz                | 09 | 05 | 03 | 01 | 16:70 | +09 | 18 |
| 03. | SK Rapid Wien                | 09 | 04 | 03 | 02 | 18:13 | +05 | 15 |
| 04. | SC Magna Wiener Neustadt (N) | 09 | 04 | 03 | 02 | 13:80 | +05 | 15 |
| 05. | FK Austria Wien (C)          | 09 | 04 | 03 | 02 | 14:11 | +03 | 15 |
| 06. | LASK Linz                    | 09 | 03 | 02 | 04 | 11:14 | −03 | 11 |
| 07. | SV Mattersburg               | 09 | 03 | 02 | 04 | 11:22 | −11 | 11 |
| 08. | Kapfenberger SV              | 09 | 01 | 04 | 04 | 12:17 | −05 | 07 |
| 09. | SV Ried                      | 09 | 01 | 01 | 07 | 06:12 | −06 | 04 |
| 10. | SK Austria Kärnten           | 09 | 01 | 01 | 07 | 07:19 | −12 | 04 |

4. Durchgang
| Datum      | 28. Runde                            | Ergebnis  |
| ---------- | ------------------------------------ | --------- |
| 02.04.2010 | Red Bull Salzburg – Mattersburg      | 2:0 (0:0) |
| 03.04.2010 | Ried – LASK Linz                     | 2:2 (2:1) |
| 03.04.2010 | Sturm Graz – Kapfenberg              | 1:1 (0:1) |
| 03.04.2010 | Rapid Wien – Austria Kärnten         | 1:0 (1:0) |
| 04.04.2010 | Magna Wiener Neustadt – Austria Wien | 0:1 (0:1) |

| Datum      | 31. Runde                          | Ergebnis  |
| ---------- | ---------------------------------- | --------- |
| 17.04.2010 | Ried – Kapfenberg                  | 2:1 (1:1) |
| 17.04.2010 | Mattersburg – Sturm Graz           | 0:0       |
| 17.04.2010 | Rapid Wien – Magna Wiener Neustadt | 3:0 (1:0) |
| 17.04.2010 | Austria Kärnten – Austria Wien     | 0:2 (0:1) |
| 18.04.2010 | LASK Linz – Red Bull Salzburg      | 0:0       |

| Datum      | 34. Runde                          | Ergebnis  |
| ---------- | ---------------------------------- | --------- |
| 04.05.2010 | Kapfenberg – Red Bull Salzburg     | 2:0 (1:0) |
| 05.05.2010 | Mattersburg – Ried                 | 3:1 (1:0) |
| 05.05.2010 | Sturm Graz – Magna Wiener Neustadt | 1:0 (0:0) |
| 05.05.2010 | Austria Wien – Rapid Wien          | 1:0 (1:0) |
| 05.05.2010 | Austria Kärnten – LASK Linz        | 2:2 (1:2) |

| Datum      | 29. Runde                           | Ergebnis  |
| ---------- | ----------------------------------- | --------- |
| 09.04.2010 | Ried – Rapid Wien                   | 1:3 (1:2) |
| 10.04.2010 | Mattersburg – Kapfenberg            | 3:1 (1:1) |
| 10.04.2010 | LASK Linz – Magna Wiener Neustadt   | 1:1 (0:1) |
| 10.04.2010 | Austria Kärnten – Red Bull Salzburg | 0:2 (0:1) |
| 11.04.2010 | Austria Wien – Sturm Graz           | 1:0 (0:0) |

| Datum      | 32. Runde                      | Ergebnis  |
| ---------- | ------------------------------ | --------- |
| 23.04.2010 | Red Bull Salzburg – Rapid Wien | 1:1 (0:0) |
| 24.04.2010 | Magna Wiener Neustadt – Ried   | 2:0 (2:0) |
| 24.04.2010 | Sturm Graz – LASK Linz         | 0:1 (0:0) |
| 24.04.2010 | Kapfenberg – Austria Kärnten   | 0:0       |
| 25.04.2010 | Austria Wien – Mattersburg     | 5:1 (2:1) |

| Datum      | 35. Runde                          | Ergebnis  |
| ---------- | ---------------------------------- | --------- |
| 09.05.2010 | Red Bull Salzburg – Austria Wien   | 0:1 (0:0) |
| 09.05.2010 | Ried – Austria Kärnten             | 3:1 (0:1) |
| 09.05.2010 | Magna Wiener Neustadt – Kapfenberg | 3:1 (1:1) |
| 09.05.2010 | Rapid Wien – Sturm Graz            | 4:1 (1:0) |
| 09.05.2010 | LASK Linz – Mattersburg            | 2:0 (2:0) |

| Datum      | 30. Runde                           | Ergebnis  |
| ---------- | ----------------------------------- | --------- |
| 13.04.2010 | Rapid Wien – LASK Linz              | 0:0       |
| 14.04.2010 | Red Bull Salzburg – Ried            | 2:0 (1:0) |
| 14.04.2010 | Magna Wiener Neustadt – Mattersburg | 2:1 (1:0) |
| 14.04.2010 | Sturm Graz – Austria Kärnten        | 3:2 (0:1) |
| 14.04.2010 | Kapfenberg – Austria Wien           | 1:1 (0:0) |

| Datum      | 33. Runde                                       | Ergebnis  |
| ---------- | ----------------------------------------------- | --------- |
| 30.04.2010 | Rapid Wien – Kapfenberg                         | 5:3 (2:1) |
| 01.05.2010 | Ried – Sturm Graz                               | 1:2 (1:0) |
| 01.05.2010 | Mattersburg – Austria Kärnten                   | 1:1 (0:0) |
| 01.05.2010 | FC Red Bull Salzburg – SC Magna Wiener Neustadt | 4:2 (4:1) |
| 02.05.2010 | LASK Linz – Austria Wien                        | 0:1 (0:0) |

| Datum      | 36. Runde                               | Ergebnis  |
| ---------- | --------------------------------------- | --------- |
| 13.05.2010 | Mattersburg – Rapid Wien                | 1:3 (0:1) |
| 13.05.2010 | Sturm Graz – Red Bull Salzburg          | 0:2 (0:2) |
| 13.05.2010 | Kapfenberg – LASK Linz                  | 2:0 (0:0) |
| 13.05.2010 | Austria Wien – Ried                     | 2:0 (0:0) |
| 13.05.2010 | Austria Kärnten – Magna Wiener Neustadt | 2:2 (0:1) |

| 01. | FK Austria Wien (C)          | 09 | 08 | 01 | 0  | 15:20 | +13 | 23 |
| 02. | SK Rapid Wien                | 09 | 06 | 02 | 01 | 20:80 | +12 | 19 |
| 03. | FC Red Bull Salzburg (M)     | 09 | 05 | 02 | 02 | 13:60 | +07 | 17 |
| 04. | LASK Linz                    | 02 | 05 | 02 | 03 | 08:80 | ±0  | 11 |
| 05. | SC Magna Wiener Neustadt (N) | 09 | 03 | 02 | 04 | 12:14 | −02 | 11 |
| 06. | SK Sturm Graz                | 09 | 03 | 02 | 04 | 08:12 | −04 | 11 |
| 07. | Kapfenberger SV              | 09 | 02 | 03 | 04 | 12:15 | −03 | 09 |
| 08. | SV Mattersburg               | 09 | 02 | 02 | 05 | 10:17 | −07 | 08 |
| 09. | SV Ried                      | 09 | 02 | 01 | 06 | 10:18 | −08 | 07 |
| 10. | SK Austria Kärnten           | 09 | 0  | 04 | 05 | 08:16 | −08 | 04 |

### Torstatistik

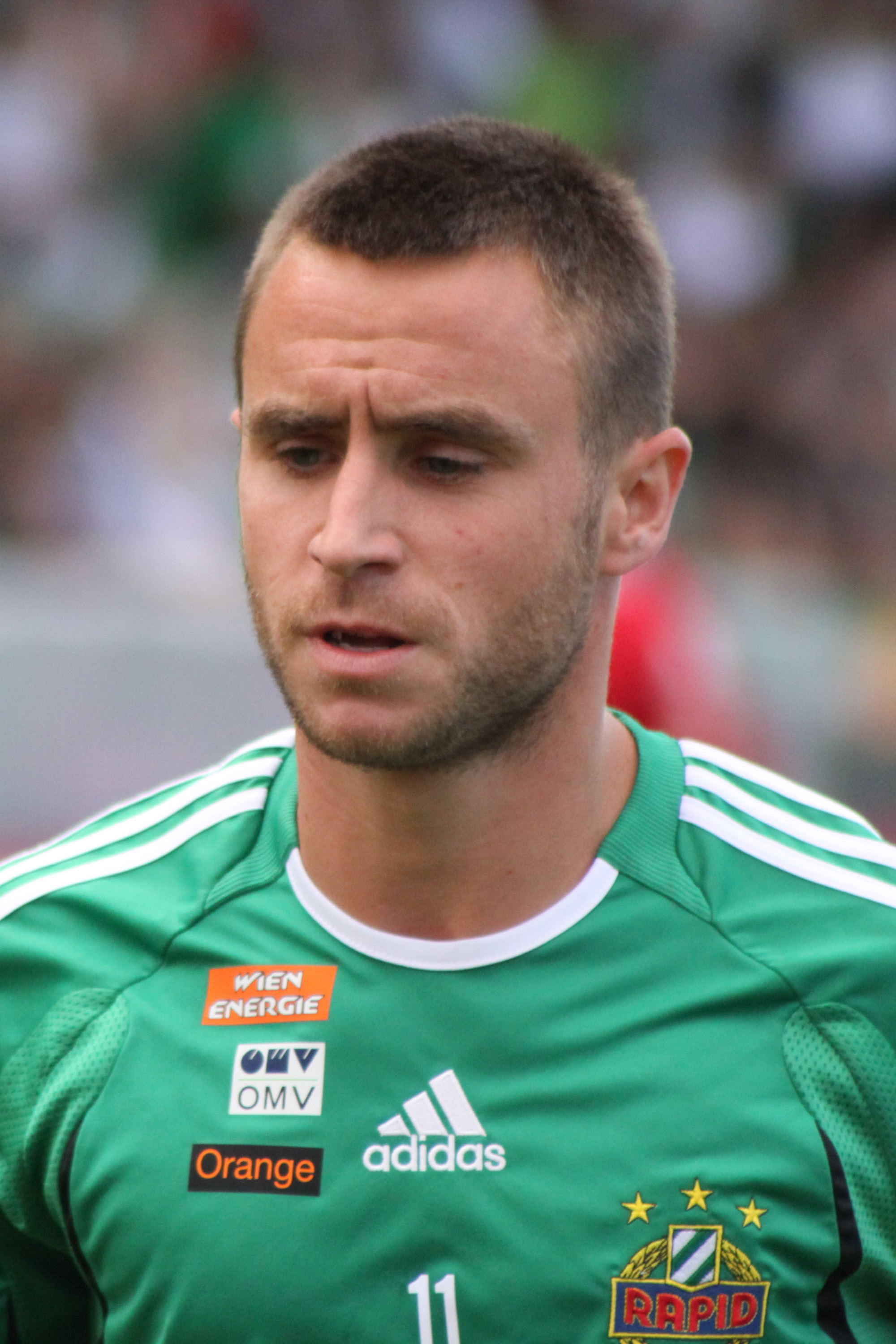
Torschützenkönig Steffen Hofmann (2009)

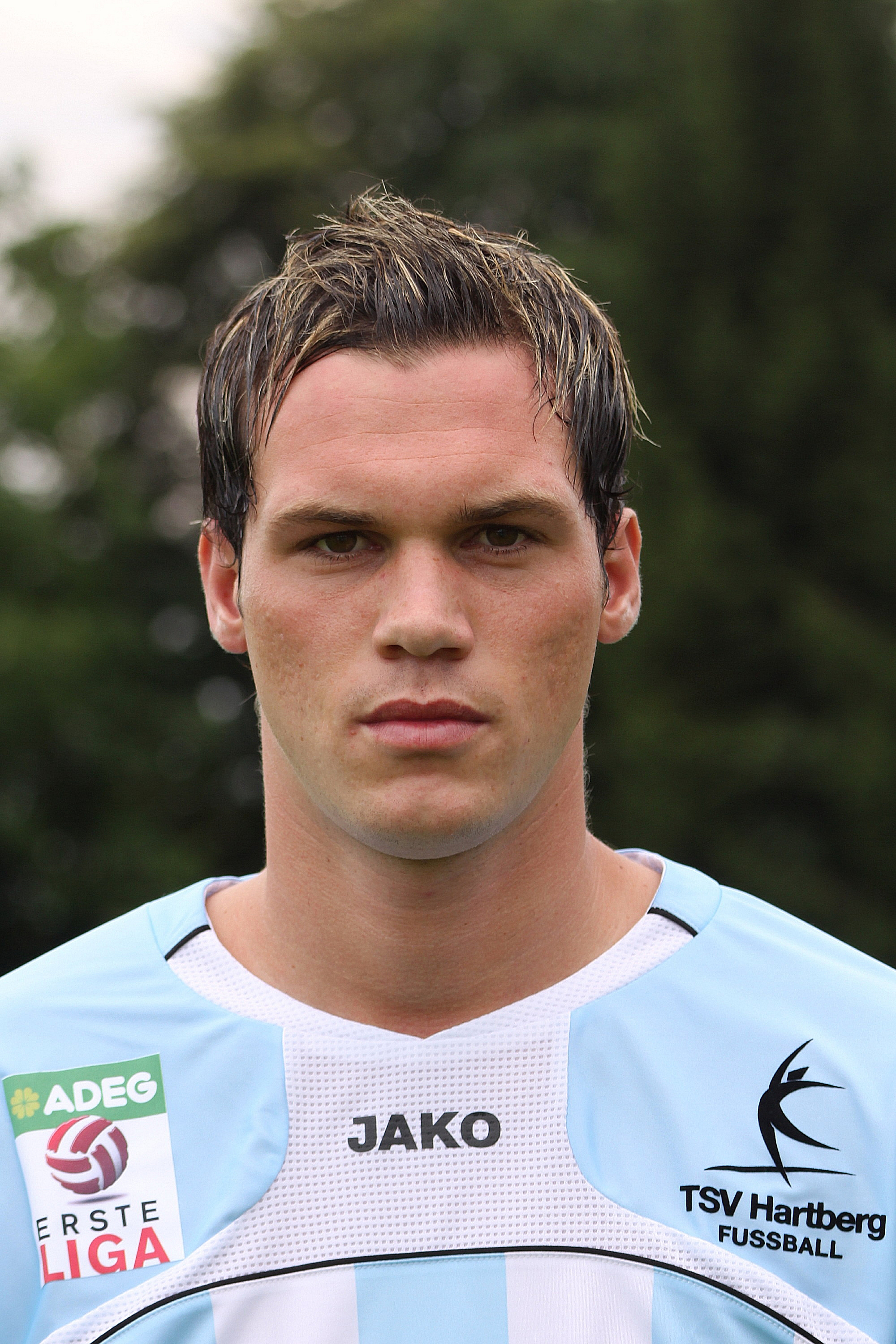
Torschützenkönig Patrick Bürger (2009)

In der Saison 2009/10 wurde der Saison-Torrekord von 2008/09 (588 Tore) mit 528 Toren um 60 Treffer verfehlt. Es war dies die zweit-torreichste Saison in der Geschichte der Bundesliga. Im Schnitt ergab das 2,93 Tore pro Spiel. Der SK Rapid Wien erzielte hierbei mit 80 Toren die meisten und der SK Austria Kärnten mit 29 die wenigsten Tore. Die wenigsten Treffer erhielt der FC Red Bull Salzburg (27), während der SK Austria Kärnten mit 80 Toren die meisten Gegentreffer zu verzeichnen hatte. Das torreichste Spiel war sowohl das Spiel LASK Linz gegen FK Austria Wien in der zweiten Runde (4:5), als auch das Match Kapfenberger SV gegen LASK Linz in der 14. Runde (7:2). Den höchsten Sieg und höchsten Heimsieg feierte der FC Red Bull Salzburg in der 10. Runde gegen den SK Austria Kärnten (7:1). Der höchsten Auswärtssieg gelang ebenfalls den Salzburgern gegen die SV Mattersburg in der 27. Runde (1:6). Das höchste Unentschieden lautete 3:3 und wurde in der siebten Runde bei der Partie SK Sturm Graz gegen LASK Linz und in der 15. Runde beim Spiel LASK Linz gegen SK Rapid Wien erreicht. Insgesamt gab es 14 Nullnummern. Die torreichste Runde war die 14., in der insgesamt 23 Tore (Schnitt = 4,6) fielen. Die wenigsten Tore gab es in der 24. Runde, mit sechs Treffern (Schnitt = 1,2).
Das erste Tor der Saison schoss Thomas Hinum (SK Austria Kärnten) in der 15. Minute im Spiel SC Wiener Neustadt gegen SK Austria Kärnten, das letzte Tor erzielte Michael Tieber (Kapfenberger SV) in der 92. Minute in der Partie Kapfenberger SV gegen LASK Linz.

#### Torschützentabelle
| Rang | Tore (Elfm.) | Name              | Land        | Verein(e)                        |
| ---- | ------------ | ----------------- | ----------- | -------------------------------- |
| 01   | 20 (4)       | Steffen Hofmann   | Deutschland | SK Rapid Wien                    |
| 02   | 19 (1)       | Roman Wallner     | Osterreich  | LASK Linz / FC Red Bull Salzburg |
| 03   | 18 (1)       | Marc Janko        | Osterreich  | FC Red Bull Salzburg             |
|      | 18 0         | Nikica Jelavić    | Kroatien    | SK Rapid Wien                    |
| 05   | 17 (1)       | Hamdi Salihi      | Albanien    | SV Ried / SK Rapid Wien          |
| 06   | 14 0         | Róbert Waltner    | Ungarn      | SV Mattersburg                   |
| 07   | 11 0         | Daniel Beichler   | Osterreich  | SK Sturm Graz                    |
| 08   | 10 (4)       | Milenko Ačimovič  | Slowenien   | FK Austria Wien                  |
|      | 10 (3)       | Hannes Aigner     | Osterreich  | SC Magna Wiener Neustadt         |
|      | 10 0         | Christian Mayrleb | Osterreich  | LASK Linz                        |
| 11   | 09 (1)       | Srdjan Pavlov     | Serbien     | Kapfenberger SV                  |
| …    |              |                   |             |                                  |
| 21   | 06 0         | Atdhe Nuhiu       | Osterreich  | SV Ried                          |
| 28   | 05 0         | Leonhard Kaufmann | Osterreich  | SK Austria Kärnten               |

#### Erzielte Tore nach Minuten
| Rang | Verein                   | 01–15 | 15–30 | 30–45 | 45–60 | 60–75 | 75–90 | 90+ | 1. Hz | 2. Hz | Gesamt |
| ---- | ------------------------ | ----- | ----- | ----- | ----- | ----- | ----- | --- | ----- | ----- | ------ |
| 01   | FC Red Bull Salzburg     | 09    | 010   | 015   | 011   | 012   | 010   | 01  | 034   | 034   | 068    |
| 02   | FK Austria Wien          | 09    | 012   | 05    | 010   | 012   | 09    | 03  | 026   | 034   | 060    |
| 03   | SK Rapid Wien            | 09    | 013   | 05    | 015   | 012   | 022   | 04  | 027   | 053   | 080    |
| 04   | SK Sturm Graz            | 05    | 07    | 08    | 010   | 012   | 07    | 01  | 020   | 030   | 050    |
| 05   | SC Magna Wiener Neustadt | 010   | 010   | 05    | 06    | 010   | 010   | 03  | 025   | 029   | 054    |
| 06   | SV Mattersburg           | 07    | 04    | 04    | 014   | 07    | 08    | 01  | 015   | 030   | 045    |
| 07   | LASK Linz                | 08    | 010   | 016   | 08    | 05    | 011   | 01  | 034   | 025   | 059    |
| 08   | SV Ried                  | 01    | 03    | 011   | 012   | 03    | 08    | 01  | 015   | 024   | 039    |
| 09   | Kapfenberger SV          | 03    | 06    | 010   | 09    | 06    | 07    | 03  | 019   | 025   | 044    |
| 10   | SK Austria Kärnten       | 04    | 04    | 05    | 03    | 04    | 09    | 0   | 013   | 016   | 029    |
| –    | Gesamt                   | 065   | 079   | 084   | 098   | 083   | 101   | 018 | 228   | 300   | 528    |

### Kartenstatistik

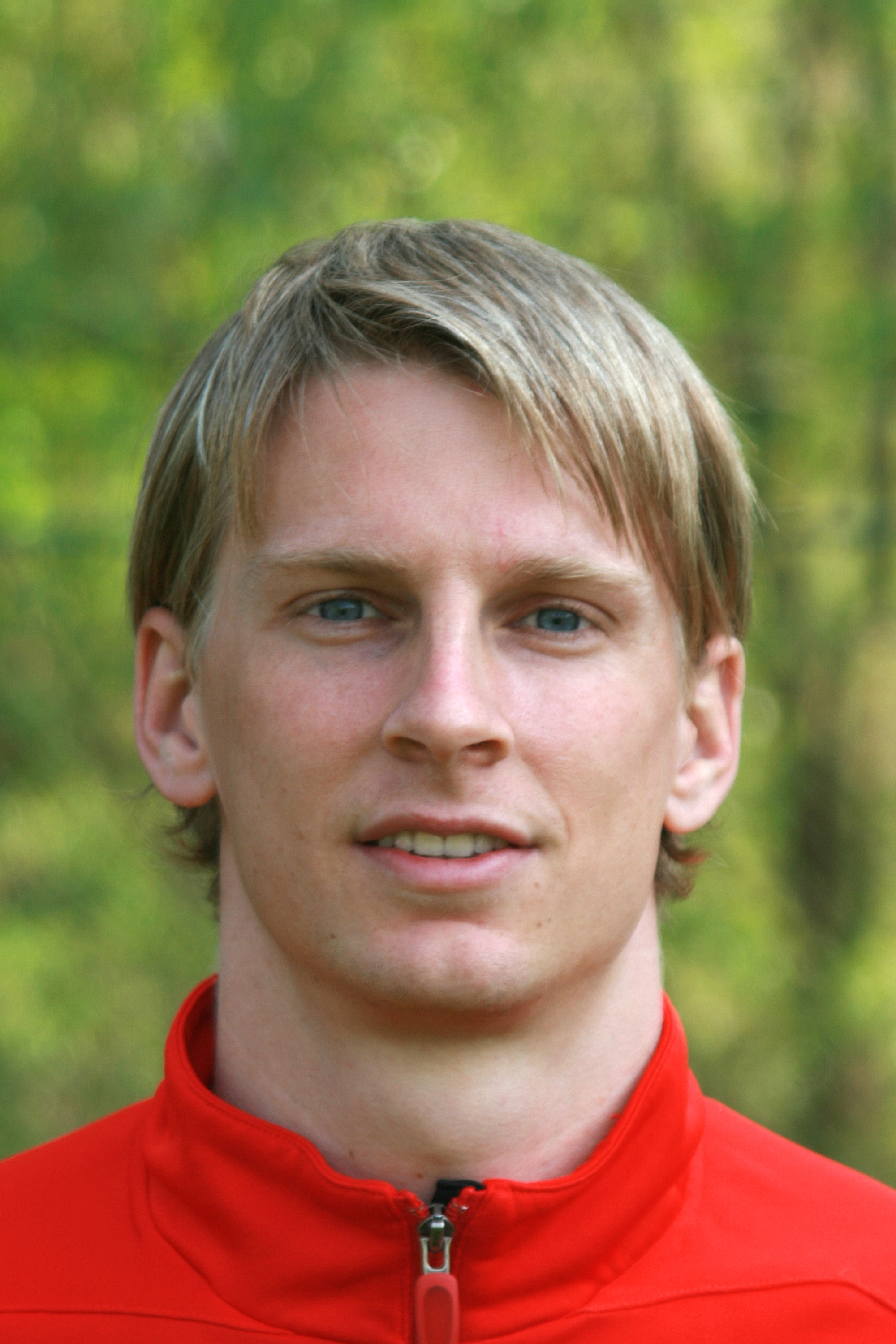
Michael Mörz erhielt eine rote und elf gelbe Karten (2009)

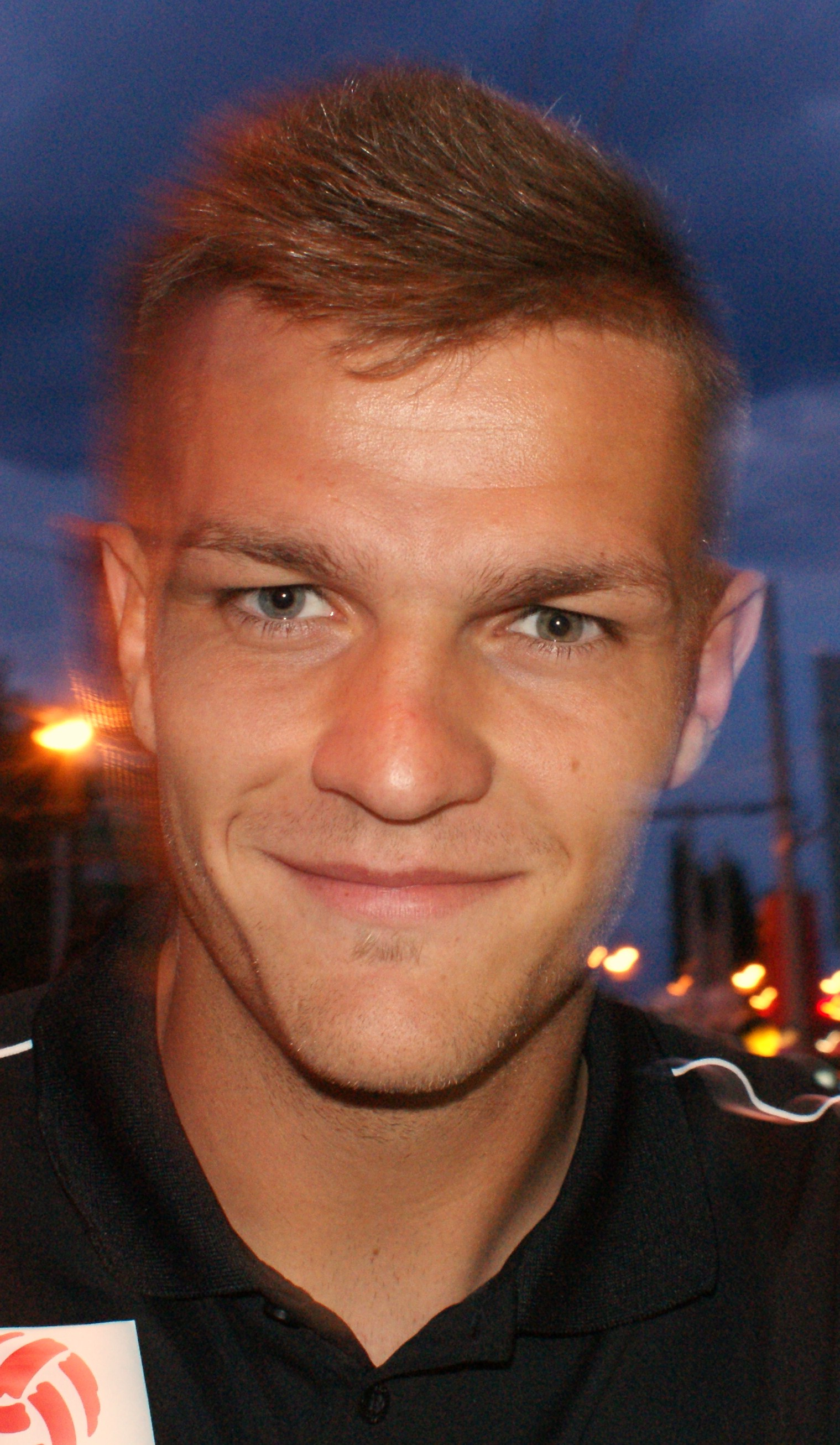
Edin Salkić bekam eine rote und 13 gelbe Karten (2009)

In den 180 Spielen der Bundesligasaison 2009/10 wurden von den Schiedsrichtern insgesamt 831 Karten verteilt. 781 Mal (durchschnittlich 4,6 Mal pro Spiel) wurden Spieler mit der gelben Karte verwarnt, 33 Mal (durchschnittlich jedes fünfte Spiel) musste ein Spieler aufgrund der gelbroten Karte vorzeitig vom Platz und 17 Mal (durchschnittlich in jeder zehnten Begegnung) wurden Spieler mit der roten Karte vom Feld verwiesen. Der Kapfenberger Milan Fukal brachte dabei das Kunststück zuwege, gleich zweimal während einer Saison mit der Ampelkarte vom Feld verwiesen zu werden. Den Rekord an Verwarnungen hält der Mattersburger Markus Schmidt mit zwölf gelben Karten, gefolgt von seinem Mannschaftskollegen Michael Mörz und dem Rieder Thomas Burgstaller, die elf Mal verwarnt wurden.
Die Fairnesswertung – dabei wird für jede gelbe Karte ein Punkt, für jede gelb-rote Karte drei Punkte und für jede rote Karte fünf Punkte berechnet – wird vom SK Sturm Graz mit nur 62 Punkten angeführt, während sich am Ende der Kapfenberger SV (130) und die SV Mattersburg (133) ein knappes Rennen lieferten. In der Spielerwertung liegen Michael Mörz (16 Punkte) und Ilčo Naumoski (15) voran.

#### Spieler
| Rang | Name               | Verein                   | rote Karten | gelb/rote Karten | gelbe Karten | Punkte |
| ---- | ------------------ | ------------------------ | ----------- | ---------------- | ------------ | ------ |
| 01   | Michael Mörz       | SV Mattersburg           | 1           | 0                | 11           | 16     |
| 02   | Ilčo Naumoski      | SV Mattersburg           | 1           | 1                | 07           | 15     |
| 03   | Milan Fukal        | Kapfenberger SV          | 0           | 2                | 08           | 14     |
| 04   | Petr Johana        | SC Magna Wiener Neustadt | 1           | 1                | 06           | 14     |
| 05   | Wolfgang Klapf     | SC Magna Wiener Neustadt | 1           | 1                | 06           | 14     |
| 06   | Matthias Dollinger | SK Austria Kärnten       | 1           | 0                | 08           | 13     |
| 07   | Robert Schellander | Kapfenberger SV          | 0           | 1                | 10           | 13     |
| 08   | Stefan Hierländer  | SK Austria Kärnten       | 1           | 1                | 04           | 12     |
| 09   | Marco Salvatore    | SK Austria Kärnten       | 0           | 1                | 09           | 12     |
| 10   | Markus Schmidt     | SV Mattersburg           | 0           | 0                | 12           | 12     |
| 11   | Manuel Seidl       | SV Mattersburg           | 0           | 1                | 09           | 12     |
| 12   | Wolfgang Bubenik   | LASK Linz                | 0           | 1                | 08           | 11     |
| 12   | Thomas Burgstaller | SV Ried                  | 0           | 0                | 11           | 11     |
| …    |                    |                          |             |                  |              |        |
| 15   | Franz Schiemer     | FC Red Bull Salzburg     | 0           | 1                | 07           | 10     |
| 23   | Jacek Bąk          | FK Austria Wien          | 1           | 0                | 04           | 09     |
| 23   | Andreas Dober      | SK Rapid Wien            | 0           | 0                | 09           | 09     |
| 43   | Martin Ehrenreich  | SK Sturm Graz            | 0           | 1                | 04           | 07     |

#### Vereine
| Rang   | Verein                   | rote Karten | gelb/rote Karten | gelbe Karten | Punkte |
| ------ | ------------------------ | ----------- | ---------------- | ------------ | ------ |
| 01     | SK Sturm Graz            | 0           | 01               | 059          | 062    |
| 02     | FC Red Bull Salzburg     | 0           | 03               | 070          | 079    |
| 03     | FK Austria Wien          | 03          | 02               | 058          | 079    |
| 04     | SV Ried                  | 0           | 03               | 072          | 081    |
| 05     | SK Rapid Wien            | 02          | 02               | 074          | 090    |
| 06     | SC Magna Wiener Neustadt | 02          | 04               | 079          | 101    |
| 07     | SK Austria Kärnten       | 04          | 06               | 066          | 104    |
| 08     | LASK Linz                | 01          | 03               | 092          | 106    |
| 09     | Kapfenberger SV          | 02          | 05               | 105          | 130    |
| 10     | SV Mattersburg           | 03          | 04               | 106          | 133    |
| Gesamt | Gesamt                   | 17          | 33               | 781          | 965    |

### Spielorte, Spielstätten und Zuschauer

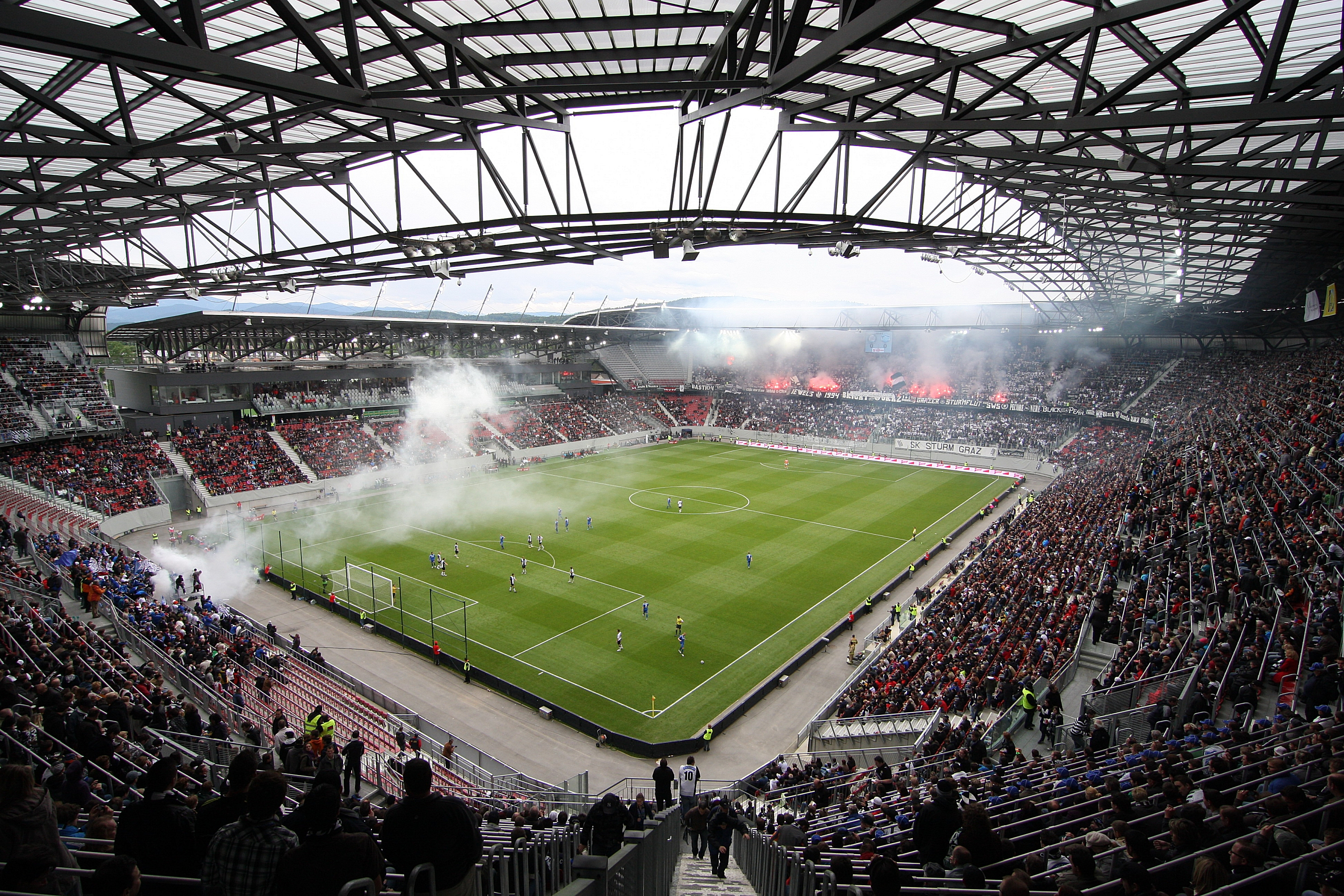
Österreichs modernste Spielstätte: das Wörtherseestadion in Klagenfurt.

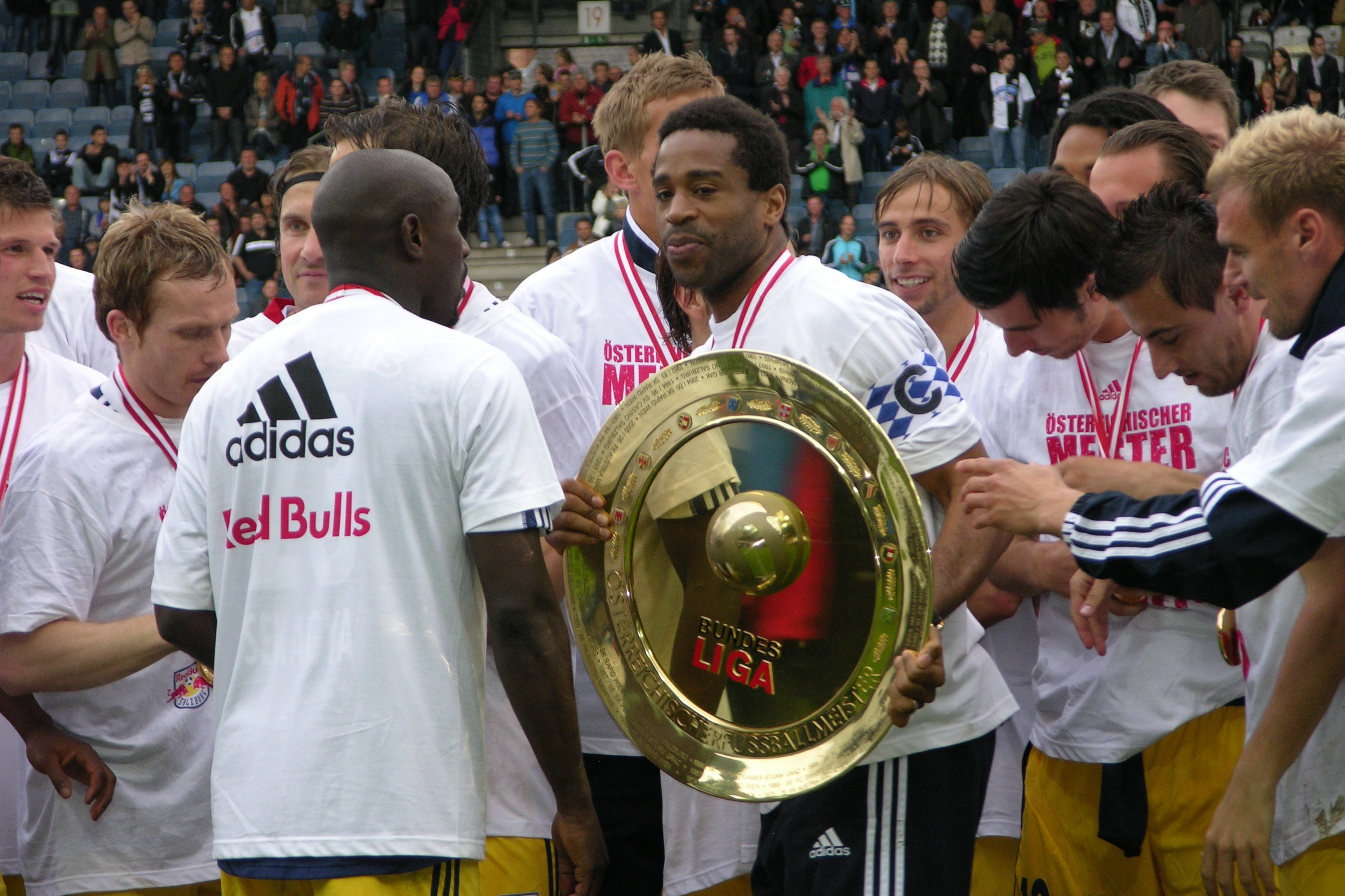
Mannschaftskapitän Eddie Gustafsson, der auch zum besten Torhüter der Saisongewählt wurde, mit dem Meisterteller.

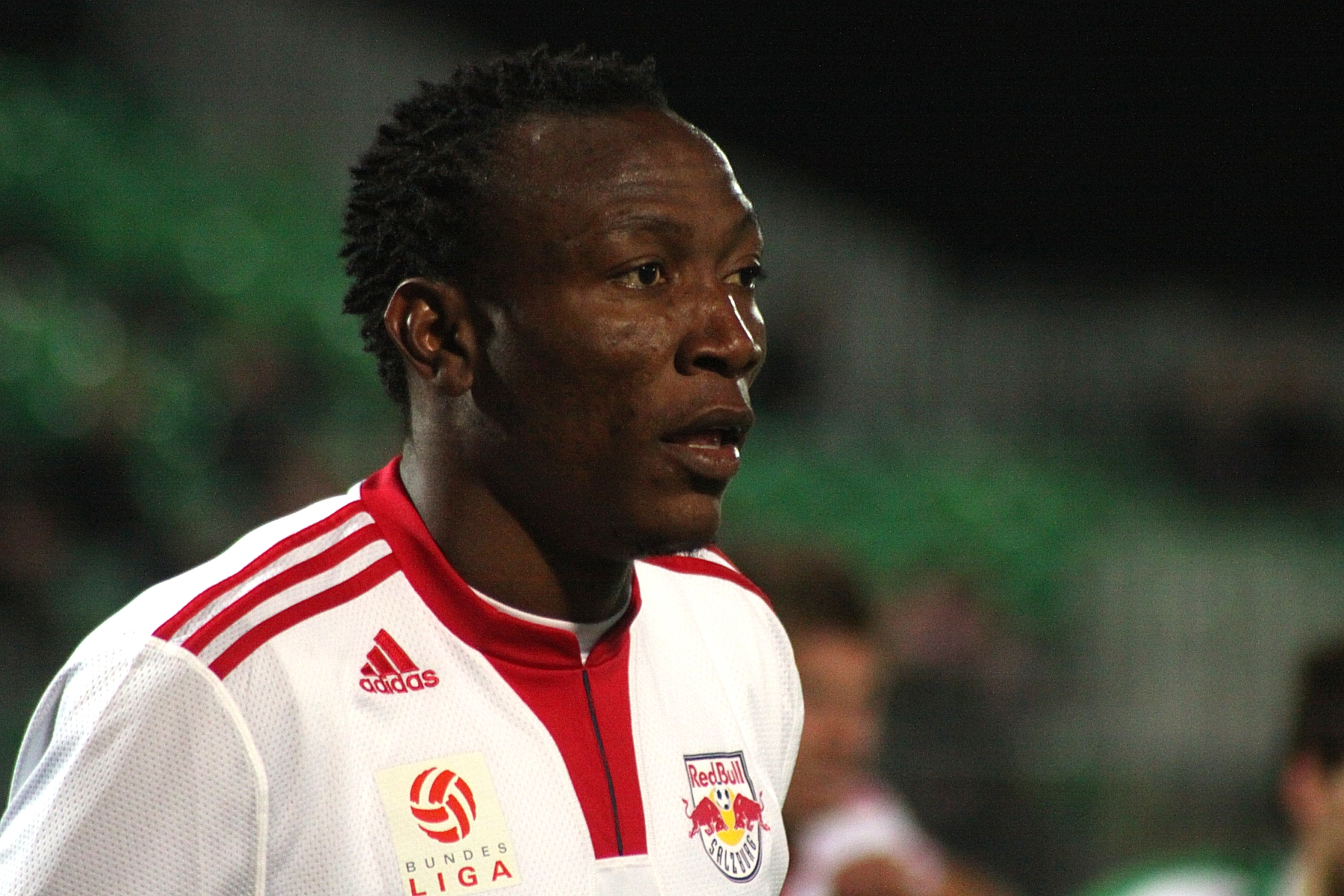
Mit knapper Mehrheit wurde Salzburgs Kamerun-Legionär Somen Tchoyi zum besten Spieler der Saison gewählt.

Die 180 Spiele der Bundesligasaison 2009/10 wurden von insgesamt 1.416.393 Zuschauern besucht, was gegenüber der vorigen Saison ein Minus von 12,8 Prozent bedeutet. Der Durchschnitt lag bei 7.869 Personen pro Spiel. Den besten Schnitt hatte wie in den letzten Jahren Rapid Wien mit 15.343 Zusehern.
Wie 2008/09 verzeichnete der Kapfenberger SV den niedrigsten Schnitt von nur 3.049 Zuschauern. Das bestbesuchte Spiel dieser Saison war jenes von Meister Red Bull Salzburg gegen Rapid Wien am 23. April in der Salzburger Red Bull Arena, das 25.819 Zuschauer anlockte. Auch beim zweiten Heimspiel der Salzburger gegen Rapid am 29. November sowie beim Spiel Salzburg gegen Austria Wien am 9. Mai kamen knapp über 20.000 Besucher. Die beiden Heimspiele Kärntens in der Hypo Group Arena am 6. März gegen Mattersburg und am 5. Mai gegen den LASK waren die am schlechtesten besuchten in dieser Saison mit lediglich je rund 1.500 Zusehern.
| Stadt            | Einwohner  | Verein                   | Stadion                   | Kapazität | Gesamt  | Schnitt | ± zu 2008/09 |
| ---------------- | ---------- | ------------------------ | ------------------------- | --------- | ------- | ------- | ------------ |
| Graz             | 254.6050   | SK Sturm Graz            | UPC-Arena                 | 15.323    | 212.884 | 11.827  | −08,2 %      |
| Kapfenberg       | 21.8980    | Kapfenberger SV          | Franz-Fekete-Stadion      | 12.000    | 054.889 | 03.049  | −16,6 %      |
| Klagenfurt       | 93.5710    | SK Austria Kärnten       | Hypo Group Arena          | 27.559    | 090.621 | 05.035  | −48,8 %      |
| Linz             | 189.2840   | LASK Linz                | Linzer Stadion            | 18.000    | 146.329 | 08.129  | −09,7 %      |
| Mattersburg      | 6.8870     | SV Mattersburg           | Pappelstadion             | 15.100    | 098.057 | 05.448  | −13,2 %      |
| Ried im Innkreis | 11.5060    | SV Ried                  | Keine Sorgen Arena        | 7.500     | 091.914 | 05.106  | −01,5 %      |
| Salzburg         | 147.6850   | FC Red Bull Salzburg     | Red Bull Arena            | 31.000    | 222.095 | 12.339  | −13,3 %      |
| Wien             | 1.697.9820 | FK Austria Wien          | Franz-Horr-Stadion        | 13.135    | 157.127 | 08.729  | +14,5 %      |
| Wien             | 1.697.9820 | SK Rapid Wien            | Gerhard-Hanappi-Stadion   | 17.500    | 276.168 | 15.343  | −2,8 %       |
| Wiener Neustadt  | 40.6000    | SC Magna Wiener Neustadt | Wiener Neustädter Stadion | 7.036     | 66.309  | 03.684  | +42,0 %      |

### Die Meistermannschaft des FC Red Bull Salzburg
(In Klammern werden die Einsätze und Tore angegeben.)
|  | FC Red Bull Salzburg |
|  | - Tor: Heinz Arzberger (6/-); Eddie Gustafsson (31/-) - Abwehr: Rabiu Afolabi (29/4); Milan Dudić (13/1); Barry Opdam (23/1); Franz Schiemer (25/2); Christian Schwegler (35/1); Ibrahim Sekagya (24/-); Andreas Ulmer (36/-) - Mittelfeld: Thomas Augustinussen (12/-); Simon Cziommer (26/6); Patrik Ježek (6/-); Christoph Leitgeb (33/5); Louis Ngwat-Mahop (2/-); Karel Piták (1/-); Nikola Pokrivač (22/4); Dušan Švento (35/5); Somen Tchoyi (36/8); Admir Vladavić (15/1) - Angriff: Alexander Aschauer (1/-); Marc Janko (34/18); Christoph Kröpfl (1/-); Robin Nelisse (8/1); Roman Wallner (14/5); Alexander Zickler (24/4) - Trainer: Huub Stevens |

* René Aufhauser (7/-) und Saša Ilić (1/-) haben den Verein während der Saison verlassen.

### Spielerauszeichnungen
Zum Saisonende wurden von einer Jury, bestehend aus den Trainern, Managern und Präsidenten aller Bundesligavereine die besten Spieler der Saison 2009/10 gewählt. Dabei konnte jedes Jurymitglied jeweils drei Nennungen abgeben. Der Erstgereihte erhielt fünf Punkte, der Zweite drei Punkte und der Dritte einen Punkt. Damit waren maximal 135 Punkte zu erreichen. Aus dem eigenen Klub durften keine Spieler genannt werden. Die Wahl brachte folgendes Ergebnis:
| Rang | Name              | Nation       | Verein               | Punkte |
| 01   | Somen Tchoyi      | Kameruner    | FC Red Bull Salzburg | 38     |
| 02   | Steffen Hofmann   | Deutscher    | SK Rapid Wien        | 36     |
| 03   | Milenko Ačimovič  | Slowene      | FK Austria Wien      | 35     |
|      | Rabiu Afolabi     | Nigerianer   | FC Red Bull Salzburg | 35     |
| 05   | Nikica Jelavić    | Kroate       | SK Rapid Wien        | 30     |
| 06   | Christoph Leitgeb | Österreicher | FC Red Bull Salzburg | 26     |
| 07   | Zlatko Junuzović  | Österreicher | FK Austria Wien      | 18     |
| 08   | Franz Schiemer    | Österreicher | FC Red Bull Salzburg | 10     |
| 09   | Jakob Jantscher   | Österreicher | SK Sturm Graz        | 10     |
| 10   | Daniel Beichler   | Österreicher | SK Sturm Graz        | 07     |

| Rang | Name              | Nation               | Verein                   | Punkte |
| 01   | Eddie Gustafsson  | Schwede · Amerikaner | FC Red Bull Salzburg     | 129    |
| 02   | Christian Gratzei | Österreicher         | SK Sturm Graz            | 055    |
| 03   | Sašo Fornezzi     | Slowene              | SC Magna Wiener Neustadt | 023    |
| 04   | Raimund Hedl      | Österreicher         | SK Rapid Wien            | 015    |
| 05   | Raphael Wolf      | Deutscher            | Kapfenberger SV          | 013    |
| 06   | Thomas Gebauer    | Deutscher            | SV Ried                  | 011    |
| 07   | Jürgen Macho      | Österreicher         | LASK Linz                | 010    |
| 08   | Heinz Lindner     | Österreicher         | FK Austria Wien          | 07     |
| 09   | Helge Payer       | Österreicher         | SK Rapid Wien            | 04     |
| 10   | Stefan Bliem      | Österreicher         | SV Mattersburg           | 02     |

## Zweite Leistungsstufe – Erste Liga

Meisterteller der österreichischen Ersten Liga

Die Erste Liga, welche in der Saison 2009/10 zum 35. Mal ausgetragen wurde und die zweithöchste Eben im österreichischen Fußball darstellt, begann am 14. Juli 2009 mit sechs Partien und endete am 28. Mai 2010. Seit der letzten Saison wird die Erste Liga von ADEG als Hauptsponsor geführt. Anfang 2010 wurde bekannt, dass die Saison 2009/10 jedoch die letzte für ADEG sein wird. Neben dem Bundesliga-Absteiger SCR Altach komplettierten die drei Regionalliga-Aufsteiger die zwölf Mannschaften der Ersten Liga. Es sind dies aus der Regionalliga West der FC Dornbirn 1913 aus Vorarlberg, aus der Regionalliga Mitte der TSV Hartberg aus der Steiermark und aus der Regionalliga Ost der First Vienna FC 1894 aus Wien. Mit Ausnahme von Burgenland, Oberösterreich und Kärnten waren alle Bundesländer in der Ersten Liga vertreten. Wien, Niederösterreich und die Steiermark stellen hierbei je zwei Vereine, Vorarlberg sogar vier.
Der Pay-TV-Sender Sky Österreich, vormals Premiere, hatte wie in der Bundesliga die Rechte, alle Spiele in voller Länge zu zeigen. Hierbei wurden fünf Spiele am Freitagabend (oder alle sechs Partien am Dienstagabend wenn unter Woche) in einer Konferenzschaltung und ein Spiel als „Topspiel der Runde“ am Samstagnachmittag übertragen. Der ORF hatte das Recht Zusammenfassungen aller sechs Partien pro Runde zu zeigen, die meist am Samstag ausgestrahlt wurden.
Im „Topspiel der Runde“ wurde der FC Admira Wacker Mödling (zehn Mal), gefolgt vom FC Wacker Innsbruck und dem SCR Altach mit je neun Mal sowie dem SC Austria Lustenau mit sieben Mal am häufigsten gezeigt. Vier Mal war der SKN St. Pölten, je drei Mal der FC Gratkorn und der First Vienna FC 1894, je zwei Mal der TSV Hartberg und der FC Lustenau 07 sowie ein Mal der FC Dornbirn 1913 vertreten. Die Amateure des FK Austria Wien und des FC Red Bull Salzburg waren hingegen gar nicht zu sehen.

### Modus

#### Klassenreform
Im Vorfeld der Meisterschaft kam es zu einer neuen Klassenreform, die sich bereits auf die Saison 2009/10 auswirkte. Sie wurde am 25. Juni 2009 von der Hauptversammlung der Bundesliga beschlossen und hatte folgendes Ergebnis:
- die Erste Liga ab der Saison 2010/11 auf zehn Mannschaften zu reduzieren,
- die Meisterschaft der Ersten Liga ab der Saison 2010/11 ebenfalls in vier Durchgängen auszutragen und
- zweite Mannschaften von Bundesligavereinen nicht mehr für die zweithöchste Leistungsstufe zuzulassen.

Die Zahl der Absteiger wurde ab der Saison 2010/11 mit zwei festgelegt, wobei der Neuntplatzierte gegen eine Regionalligamannschaft um den Verbleib in der Ersten Liga anzutreten hat. Der Letztplatzierte wird durch eine Regionalligamannschaft ersetzt, die sich aus der Relegation zwischen zwei Regionalligen ergibt. Für die Regionalligamannschaften wurde ein wechselnder Modus der Relegationsspiele beschlossen.

#### Gespielter Modus
In der Saison 2009/10 traten demnach zum letzten Mal zwölf Klubs in insgesamt 33 Runden gegeneinander an. Da 33 eine ungerade Zahl ist, hatten die zweit- bis sechstplatzierten Klubs der vorherigen Saison sowie der Absteiger aus der Bundesliga (FC Wacker Innsbruck, FC Admira Wacker Mödling, SC Austria Lustenau, SKN St. Pölten, FK Austria Wien Amateure und SCR Altach) ein Heimspiel mehr als die übrigen sechs Klubs (FC Red Bull Salzburg Juniors, FC Gratkorn, FC Lustenau 07, FC Dornbirn 1913, TSV Hartberg und First Vienna FC 1894). Jedes Team spielte somit gegen jeden insgesamt dreimal.
Der Meister der Saison, der FC Wacker Innsbruck, stieg in die tipp3-Bundesliga auf. Wäre jedoch einer der beiden Amateurklubs am Ende der Saison auf Rang eins gestanden wäre der zweitplatzierte Klub in die höchste Spielklasse aufgestiegen, es sei denn dieser wäre wiederum ein Amateurklub gewesen, sodass der drittplatzierte Verein für den Aufstieg berechtigt gewesen wäre. Wegen der neuen Klassenreform kam es zu einer Änderung im Abstiegskampf. Da zweite Mannschaften von Bundesligavereine nicht mehr zulässig waren, wurden die beiden Klubs FK Austria Wien Amateure und FC Red Bull Salzburg Juniors ungeachtet ihrer Punkte als Elftplatzierte und Zwölftplatzierte und somit als Fixabsteiger behandelt. Hinzu kam der letztplatzierte Verein der Ersten Liga, der FC Dornbirn 1913, der den Weg in die Regionalliga West antreten musste. Nachdem ab der Saison 2010/11 die Erste Liga nur mehr mit zehn Mannschaften gespielt wird, wären der Neuntplatzierte der Ersten Liga und die drei Meister der dritten Leistungsstufe verpflichtet gewesen und den Klassenerhalt beziehungsweise Aufstieg in die zweite Spielklasse zu spielen. Da dem Bundesligaklub SK Austria Kärnten keine Lizenz für die Erste Liga vom Senat 5 zugeteilt wurde und der Verein direkt in die Regionalliga Mitte absteigen musste, wurde das Relegationsspiel zwischen dem Neuplatzierten First Vienna FC 1894 und dem Meister der Regionalliga West, dem SV Grödig, hinfällig. Die Wiener durften in der Ersten Liga verbleiben und die Salzburger durften direkt aufsteigen.
Die Klubs konnten sich nur durch den Gewinn des ÖFB-Cups, für die UEFA Europa League qualifizieren (dritte Qualifikationsrunde). Dem FC Admira Wacker Mödling und dem SC Austria Lustenau gelang es das Viertelfinale zu erreichen, doch beide scheiterten an dem SK Sturm Graz beziehungsweise an der SV Ried.

### Saisonverlauf
Der Kampf um den Titel und den damit verbundenen Aufstiegsplatz in die Bundesliga blieb während der gesamten Saison spannend. Durch einen guten Start konnte sich zunächst der SCR Platz eins sichern. Die Vorarlberger kamen dann jedoch kurzzeitig in ein Tief und wurden erst vom FC Lustenau 07 (nach der fünften Runde) und dann vom FC Wacker Innsbruck (nach der sechsten Runde) verdrängt. Der FC Lustenau 07 glitt allerdings gegen Ende des ersten Drittels in das Mittelfeld ab. Auch die Tiroler gaben durch den überragenden SC Austria Lustenau nach der siebten Runde die erste Position her, die sie bis zur elften Runde behielten. Die Lustenauer wurden dann aber wie ihre Lokalrivalen schwächer, sodass die Altacher wieder kurzerhand die Spitze übernahmen, bevor der FC Wacker Innsbruck wieder knapp in Führung ging. Gefahr drohte nun auch vom FC Admira Wacker Mödling, der seine Startschwierigkeiten durch ein sensationelles zweites Drittel – er verlor kein einziges Spiel – vollständig kompensierten. Den Niederösterreichern gelang es schlussendlich auch nach der 20. Runde die Tiroler zu verdrängen. Die Freude währte jedoch nur kurz, denn der FC Wacker Innsbruck holte sich Platz eins eine Runde später wieder zurück. Gefolgt vom FC Admira Wacker Mödling und vom SCR Altach ging es in den letzten Durchgang. Alle drei Mannschaften ließen aber auch hier nichts anbrennen und blieben auf den Positionen. Den Vorarlbergern gelang es zweimal kurzzeitig Platz eins zu erobern, doch die Tiroler verteidigten die Führung souverän und wurden knapp vor dem FC Admira Wacker Mödling und dem SCR Altach Meister.
Im Mittelfeld der Liga kam es zu einigen Tiefs und Hochs. Der Anfangs starke FC Lustenau 07 glitt gegen Ende des ersten Drittels vom Titelkampf ins Mittelfeld ab. Der FC Gratkorn, der SKN St. Pölten und der FC Admira Wacker Mödling zeigten konstante Leistungen und profitierten vom Fall der Vorarlberger. Die Mödlinger kamen dann durch sehr gute Leistungen in den Kampf um den Titel. Neben dem FC Lustenau 07, schwächelte auch der Lokalrivale SC Austria Lustenau sowie der FC Gratkorn im zweiten Drittel. Vom Abstiegsduell kamen der TSV Hartberg und die FC Red Bull Salzburg Juniors ins Mittelfeld hoch. Der SKN St. Pölten blieb weiterhin hinter dem Führungstrio auf Platz vier. Während im letzten Durchgang der FC Lustenau 07 und der FC Gratkorn wieder besser wurden, verschlechterte sich der SC Austria Lustenau, der aber dank seines guten Starts insgesamt Platz fünf belegte. Der Lokalrivale platzierte sich auf Rang acht, ein Rang hinter dem FC Gratkorn. Der TSV Hartberg blieb wie die FK Austria Wien Amateure im hinteren Mittelfeld und positionierten sich auf Platz neun beziehungsweise zehn. Der SKN St. Pölten und die Salzburger schafften es durch gute Leistungen auf Platz vier beziehungsweise sechs.
Da die beiden zweiten Mannschaften vom FC Red Bull Salzburg und vom FK Austria Wien wegen der neuen Klassenreform als Fixabsteiger behandelt wurden, gab es nur noch einen weiteren Abstiegsplatz für den Letztplatzierten sowie einen Relegationsplatz für den Vorletztplatzierten. Schon von Anfang an waren der TSV Hartberg, der FC Dornbirn 1913, der First Vienna FC 1894 und die beiden Amateurvereine in den letzten Rängen zu finden. Gegen Ende des ersten Drittels schafften es der TSV Hartberg und die FC Red Bull Salzburg Juniors sich vom hinteren Feld zunächst abzusetzen. Nachdem bereits die Steirer und die Wiener die „rote Laterne“ trugen, übernahm sie nach der achten Runde der FC Dornbirn 1913. Die Salzburger kämpften sich durch gute Ergebnisse im zweiten Drittel ins Mittelfeld vor und blieben dort bis Saisonschluss. Die Klubs im hinteren Teil der Tabelle wurden im zweiten Durchgang insgesamt besser. Die Vorarlberger belegten jedoch weiterhin den Letzten Platz. Noch war der Abstiegskampf offen. In den letzten elf Runden setzten sich aber nun auch der TSV Hartberg und die Austrianer ab, wodurch sich der FC Dornbirn 1913 mit dem First Vienna FC 1894 ein Rennen um den Abstieg lieferte. Die Wiener hatten aber bereits mehrere Punkte Vorsprung, die die Vorarlberger – sie holten insgesamt vier Punkte im letzten Durchgang – nicht mehr gut machen konnten. Der FC Dornbirn 1913 positionierte sich am letzten Tabellenrang und musste somit den Gang in die Regionalliga antreten. Der First Vienna FC 1894 musste als Vorletztplatzierter ursprünglich Relegation spielen, die jedoch wegen des direkten Abstieges des SK Austria Kärnten in die Regionalliga entfiel.

### Transfers

#### Spielerwechsel
Wie gewohnt gab es zwei Zeiträume, an denen Spielertransfers getätigt werden konnten. Diese erstreckten sich im Sommer von 1. Juli bis 31. August sowie im Winter vom 1. Januar bis zum 31. Januar. Insgesamt waren gut die Hälfte aller Erstligavereine recht aktiv, wodurch sich einige stark veränderte Mannschaften ergaben. Die meisten Zugänge verzeichneten der SCR Altach und der FC Dornbirn 1913 mit je 21. 25 Spieler verließen den SCR Altach während der gesamten Saison, so viele wie bei keinem anderen Team. Mit lediglich sieben neuen Spielern rüstete sich der SC Austria Lustenau auf. Der First Vienna FC 1894 gab nur fünf Mann her.
Nach dem Abstieg des SCR Altach, waren nicht gerade viele Spieler begeistert in der zweithöchsten Spielklasse weiter zu machen. Die Vorarlberger verloren jedoch nicht an Qualität, da die massenreichen Abgänge – darunter zum Beispiel Markus Kiesenebner, Zé Elias und Josef Schicklgruber – durch ordentliche Zugänge wettgemacht werden konnte. Jürgen Pichorner, Martin Kobras und Philipp Netzer halfen unter anderem den SCR Altach fast wieder in die Bundesliga zu befördern.
Der FC Wacker Innsbruck, der den Titel anvisierte und schlussendlich auch erreichte, blieb einigermaßen sparsam. Hingegen war der FC Admira Wacker Mödling umso aktiver. Mit Muhammet Akagündüz, Gernot Plassnegger, Vladimír Janočko und Patrik Ježek holten die Niederösterreicher einige renommierte Namen. Ersatz für Sandro Zakany, Almedin Hota, Christoph Mattes und Froylán Ledezma wurde geboten.
Die beiden Amateur-Mannschaften vom FC Red Bull Salzburg und dem FK Austria Wien, wurden vor allem durch neue Akademie-Spieler verstärkt. Ebenfalls wurden ein paar Mann an die Profi-Mannschaft in der Bundesliga abgegeben. So zum Beispiel Christoph Kröpfl und Alexander Aschauer beziehungsweise Heinz Lindner und Marin Leovac.
38 Transfers beim FC Dornbirn 1913 zeugten eine zu große Unstimmigkeit in der Mannschaft, die sich durch den Abstieg in die Regionalliga auszeichnete. Mit nur 14 Wechseln gelang es dem First Vienna FC 1894 sich aber auch nicht wesentlich besser zu platzieren; trotz neuen Gerald Krajic, Marcel Toth und Sebastián Martínez.
Im Mittelfeld der Liga tat sich auch einiges in der Kaderplanung. Prominente Zugänge waren unter anderem Lukas Mössner (zum SKN St. Pölten), Thomas Fröschl und Stephan Palla (beide zum FC Lustenau 07) Prominente Abgänge waren unter anderem Martin Ehrenreich, Anton Ehmann (beide vom FC Gratkorn) und Mario Mijatović (vom FC Lustenau 07).
- SCR Altach (21/25):

↑ Sommer: Jürgen Prutsch (ist ausgeliehen), Patrick Scherrer (ist ausgeliehen), Mattias Sereinig, Elias Kircher, Jürgen Pichorner, Martin Kobras, Andreas Lienhart (ist ausgeliehen), Tomi Correa, Gernot Suppan, Andreas Bammer, Kevin Fend, Philipp Netzer, Armando Ochoa, Gennadi Nizhegorodov, Jan Zwischenbrugger (von Amateuren), Orhan Ademi (von Amateuren); Winter: Ione Cabrera, Jesús Brene, Harald Unverdorben, Daniel Schütz, Michel Sandic (ist ausgeliehen)
↓ Sommer: Patrick Mayer, Markus Breuß, Stephan Kling, Markus Kiesenebner, Dursun Karatay, Pa-Ousman Sonko, Andreas Michl, Josef Schicklgruber, Daniel Gramann, Christoph Stückler, Mario Konrad, Slavoljub Đorđević, Oliver Mattle, Horst Freiberger, Olubayo Adefemi, Zé Elias (Karriereende), Dennis Mimm, Michel Sandic (war ausgeliehen); Winter: Patrick Pircher, Kai Schoppitsch, Fernando Carreño, Gennadi Nizhegorodov, Armando Ochoa, Enrico Pfister (Karriereende), Jürgen Prutsch (war ausgeliehen)
- FC Wacker Innsbruck (9/7):

↑ Sommer: Benjamin Pranter, Georg Harding, Martin Švejnoha, Dominik Bichler, Alexander Hauser, Marco Köfler, Lukas Hinterseer (von Amateuren), Marco Kofler (von Amateuren); Winter: Boris Prokopič (ist ausgeliehen)
↓ Sommer: Samuel Koejoe, Manuel Schmid, René Gsellmann, Niklas Lercher, Sandro Samwald, Fabiano de Lima Campos Maria (war ausgeliehen), Semsudin Mehic (war ausgeliehen)
- FC Admira Wacker Mödling (12/16):

↑ Sommer: Muhammet Akagündüz, Gernot Plassnegger, Simon Manzoni, Vladimír Janočko; Winter: Patrik Ježek, Manu Hervás, Thomas Krammer, Daniel Drescher (von Amateuren), Richard Windbichler (von Amateuren), Maximilian Sax (von Amateuren), Bernhard Schachner (von Amateuren), Marco Sahanek (von Amateuren)
↓ Sommer: Frank Egharevba, Bernhard Morgenthaler, Mario Fürthaler, Gustav Kral, Adam Petrouš, Miroslav Baranek, Markus Scharrer, Thomas Reitprecht, Michael Koller, Ken Noel (ist ausgeliehen); Winter: Sandro Zakany, Almedin Hota, René Seebacher (ist ausgeliehen), Thomas Hopfer (ist ausgeliehen), Froylán Ledezma, Christoph Mattes (war ausgeliehen)
- SC Austria Lustenau (7/8):

↑ Sommer: Christoph Stückler, Christian Mendes, Benedikt Zech, Ali Kridéne, Manuel Honeck, Mirza Bjalava (war ausgeliehen), Muhammed Cetinkaya (von Amateuren)
↓ Sommer: Martin Dorner, Gökhan Vuran, Andreas Morscher, Dalibor Djuricic, Michael Haunschmid, Gerald Krajic; Winter: Florian Leitner, Rodrigo Stasiak Toco (Karriereende)
- SKN St. Pölten (12/8):

↑ Sommer: Markus Posch, Vait Ismaili, Jirí Lenko, Lukas Mössner, Martin Dorner, Rilind Shemo (war ausgeliehen), Michael Popp (von Amateuren), Stephan Zwierschitz (von Amateuren), Maciej Sobczyk (von Amateuren), Michael Schütz (von Amateuren), Bernhard Kotynski (von Amateuren), Georg Gravogl (von Amateuren)
↓ Sommer: Ahmet Delic, Thomas Jusits, Stefan Stiedl, Helmut Prenner, Thomas Nentwich (Karriereende), Dominik Seiwald; Winter: Stefan Schmircher, Rilind Shemo (ist ausgeliehen)
- FK Austria Wien Amateure (15/12):

↑ Sommer: Bernhard Ungerböck, Eric Plattensteiner, Nizar Ben Nasra, Rade Djokic, Bernhard Muhr, Lukas Rotpuller (von Akademie), David Oberortner (von Akademie), Martin Harrer (von Akademie), Gábor Markus (von Akademie), Miodrag Vukajlovic (von Akademie), Günther Arnberger (von Akademie), Philip Petermann (von Akademie), Emir Dilaver (von Akademie), Remo Mally (von Akademie); Winter: Ivica Žunić
↓ Sommer: Stefan Lerner, Jakub Jakubov, Roman Kummerer, Paul Bichelhuber, Christian Haselberger, Ali Çetiner, Christian Ramsebner, György Korsós, Alexander Schriebl, Markus Böcskör, Heinz Lindner (zu Profis), Marin Leovac (zu Profis)
- Red Bull Salzburg Juniors (13/14):

↑ Sommer: Pascal Stöger (ist ausgeliehen), Dominik Hackinger, Georg Teigl, Christoph Kröpfl, Romario Luiz Da Silva (ist ausgeliehen), Lukas Neunteufel (war ausgeliehen), Matthew O’Connor-Harold (von Akademie), Marco Meilinger (von Akademie); Winter: Jonathan Rafael da Silva (ist ausgeliehen), Stefan Lainer (von Akademie), Martin Hinteregger (von Akademie), Daniel Offenbacher (von Akademie), Christoph Mattes (war ausgeliehen)
↓ Sommer: Daniel Kreuzer, Raimund Friedl, Michael Kaltenhauser, Marko Vujić, Andreas Tiffner (ist ausgeliehen), Stanislav Vasilj, Ingo Enzenberger, Piero Cesare Minoretti, Richard Kitzbichler (Karriereende); Winter: Djordje Rakic (ist ausgeliehen), Christoph Kröpfl (zu Profis), Alexander Aschauer (zu Profis), Lukas Neunteufel (ist ausgeliehen), Romario Luiz Da Silva (war ausgeliehen)
- FC Gratkorn (9/7):

↑ Sommer: Bernd Bernsteiner, Martin Gründler, Mario Steiner, Thorsten Schick, Marco Perchtold, Dubravko Tešević, Michael Rodler (von Amateuren), Kian Kadkhodaei (von Amateuren); Winter: Andreas Bernhart
↓ Sommer: Martin Ehrenreich, Gerald Strafner, Daniel Brauneis, Christoph Pirstinger; Winter: Johannes Schwarz, Anton Ehmann, Markus Edler
- FC Lustenau 07 (10/10):

↑ Sommer: Alex Santana, Edmir Adilovic, Mario Mijatović, Thomas Fröschl (ist ausgeliehen), Stephan Palla (ist ausgeliehen), Lukas Vogel (von Amateuren), Marc Grabher (von Amateuren); Winter: Grisley Muniz, Piero Cesare Minoretti, Mustafa Kazar
↓ Sommer: Manuel Hartl, Vilmar da Cunha Rodrigues, Maicon dos Santos, Tiago Tonini, Daniel Ellensohn, Jürgen Csandl; Winter: Pavao Pervan, Harald Unverdorben, Mario Mijatović, Stephan Palla (war ausgeliehen)
- FC Dornbirn 1913 (21/17):

↑ Sommer: Direnc Borihan, Kristijan Baric, Markus Breuß, Julius Raliukonis, Albin Kajtezović, Fabian Maier, Andreas Maier, Johannes Hirschbühl, Rifat Şen, Andreas Morscher, Thomas Stadler, Oliver Mattle, Michael Vonbrül, Harun Erbek, Serkan Aslan; Winter: Douka Evans Beugré, Manuel Stadelmann, Konan Silvere Akpoue, Lukas Neunteufel (ist ausgeliehen), Wilfried Domoraud, Emmanuel Akwuegbu
↓ Sommer: Christian Geiger, Burhan Yilmaz, Matthias Ölz, Christian Schöpf, Mathias Nagel, Anis Garci, André Kobras, Lukas Neunteufel (war ausgeliehen), Alexander Sala (pausiert); Winter: Marc Ender, Julius Raliukonis, Emmanuel Akwuegbu, Samir Karahasanovic, Fabian Maier, Frederic Winner, Paul Gorbach, Hardy Feigt
- TSV Hartberg (17/15):

↑ Sommer: Patrick Hierzer, Igor Sekić, Michael Gruber, Tamás Somorjai, Robert Strobl, Damir Omerovic, Dominic Pürcher (ist ausgeliehen); Winter: Željko Balen, Drazan Sekic (ist ausgeliehen), Benjamin Kramer, René Seebacher (ist ausgeliehen), Thomas Friess, Thomas Hopfer (ist ausgeliehen), Thomas Raser, Michael Miksits, Alexander Schriebl, Markus Feuerfeil
↓ Sommer: Bernd Kulmer, Andreas Wilfling, Bálint Gaál, Ivan Rancic, Manuel Bauer, Rene Seebacher (war ausgeliehen), Drazan Sekic (war ausgeliehen); Winter: Tamás Somorjai, Manuel Artauf, Michael Gruber, Damir Omerovic, Markus Feuerfeil, Stefan Spanninger, Georg Kraus, Alexander Schriebl
- First Vienna FC 1894 (9/5):

↑ Sommer: Gerald Krajic, Mehmet Sütcü (ist ausgeliehen), Markus Rühmkorf (war ausgeliehen), Karim Onisiwo (von Amateuren); Winter: Marcel Toth (ist ausgeliehen), Sebastián Martínez, Semsudin Mehic (ist ausgeliehen), Sandro Gotal, Kai Schoppitsch
↓ Sommer: Martin Lang; Winter: Markus Rühmkorf (ist ausgeliehen), Philipp Hiba (ist ausgeliehen), Thomas Slawik, Alfred Niefergall

#### Trainerwechsel
Mit Adi Hütter (SCR Altach, anstelle von Georg Zellhofer) und Niko Kovač (FC Red Bull Salzburg Juniors, anstelle von Adi Hütter) waren zwei neue Trainer zu Saisonbeginn vertreten. Nach der 27. Runde am 26. April 2010 kam es gleich zu zwei weiteren Amtsaustritten. Dietmar Kühbauer ersetzte Walter Schachner bei dem FC Admira Wacker Mödling und Frenk Schinkels übernahm den Posten von Peter Stöger beim First Vienna FC 1894.

### Abschlusstabelle
| Pl. | Verein                     | Sp. | S  | U  | N  | Tore    | Diff. | Punkte |
| --- | -------------------------- | --- | -- | -- | -- | ------- | ----- | ------ |
| 1.  | FC Wacker Innsbruck        | 33  | 21 | 6  | 6  | 067:260 | +41   | 69     |
| 2.  | FC Admira Wacker Mödling   | 33  | 20 | 7  | 6  | 068:220 | +46   | 67     |
| 3.  | SCR Altach (A)             | 33  | 20 | 6  | 7  | 060:270 | +33   | 66     |
| 4.  | SKN St. Pölten             | 33  | 14 | 9  | 10 | 044:420 | +2    | 51     |
| 5.  | SC Austria Lustenau        | 33  | 15 | 5  | 13 | 043:460 | −3    | 50     |
| 6.  | FC Gratkorn                | 33  | 11 | 10 | 12 | 057:510 | +6    | 43     |
| 7.  | FC Lustenau 07             | 33  | 12 | 5  | 16 | 042:520 | −10   | 41     |
| 8.  | TSV Hartberg (N)           | 33  | 11 | 5  | 17 | 036:680 | −32   | 38     |
| 9.  | First Vienna FC 1894 1 (N) | 33  | 8  | 6  | 19 | 037:570 | −20   | 30     |
| 10. | FC Dornbirn 1913 (N)       | 33  | 6  | 4  | 23 | 024:810 | −57   | 22     |
| 11. | Red Bull Juniors           | 33  | 13 | 5  | 15 | 058:490 | +9    | 44     |
| 12. | FK Austria Wien II         | 33  | 9  | 8  | 16 | 042:570 | −15   | 35     |

| (A) | Absteiger der Saison 2008/09     |
| (N) | Neuaufsteiger der Saison 2008/09 |

| Pl. | Verein                       | Sp. | S  | U | N | Tore    | Diff. | Punkte |
| --- | ---------------------------- | --- | -- | - | - | ------- | ----- | ------ |
| 1.  | FC Wacker Innsbruck          | 17  | 13 | 2 | 2 | 039:900 | +30   | 41     |
| 2.  | SCR Altach (A)               | 17  | 11 | 3 | 3 | 037:140 | +23   | 36     |
| 3.  | SC Austria Lustenau          | 17  | 11 | 2 | 4 | 027:180 | +9    | 35     |
| 4.  | FC Admira Wacker Mödling     | 17  | 10 | 4 | 3 | 029:110 | +18   | 34     |
| 5.  | SKN St. Pölten               | 17  | 9  | 3 | 5 | 023:210 | +2    | 30     |
| 6.  | FC Red Bull Salzburg Juniors | 16  | 7  | 4 | 5 | 040:250 | +15   | 25     |
| 7.  | FK Austria Wien Amateure     | 17  | 6  | 4 | 7 | 025:290 | −4    | 22     |
| 8.  | FC Gratkorn                  | 16  | 5  | 5 | 6 | 029:220 | +7    | 20     |
| 9.  | TSV Hartberg (N)             | 16  | 6  | 2 | 8 | 019:300 | −11   | 20     |
| 10. | FC Lustenau 07               | 16  | 5  | 4 | 7 | 020:200 | ±0    | 19     |
| 11. | First Vienna FC 1894 (N)     | 16  | 5  | 3 | 8 | 018:240 | −6    | 18     |
| 12. | FC Dornbirn 1913 (N)         | 16  | 5  | 2 | 9 | 014:350 | −21   | 17     |

| Pl. | Verein                       | Sp. | S  | U | N  | Tore    | Diff. | Punkte |
| --- | ---------------------------- | --- | -- | - | -- | ------- | ----- | ------ |
| 1.  | FC Admira Wacker Mödling     | 16  | 10 | 3 | 3  | 039:110 | +28   | 33     |
| 2.  | SCR Altach (A)               | 16  | 9  | 3 | 4  | 023:130 | +10   | 30     |
| 3.  | FC Wacker Innsbruck          | 16  | 8  | 4 | 4  | 028:170 | +11   | 28     |
| 4.  | FC Gratkorn                  | 17  | 6  | 5 | 6  | 028:290 | −1    | 23     |
| 5.  | FC Lustenau 07               | 17  | 7  | 1 | 9  | 022:320 | −10   | 22     |
| 6.  | SKN St. Pölten               | 16  | 5  | 6 | 5  | 021:210 | ±0    | 21     |
| 7.  | FC Red Bull Salzburg Juniors | 17  | 6  | 1 | 10 | 018:240 | −6    | 19     |
| 8.  | TSV Hartberg (N)             | 17  | 5  | 3 | 9  | 017:380 | −21   | 18     |
| 9.  | SC Austria Lustenau          | 16  | 4  | 3 | 9  | 016:280 | −12   | 15     |
| 10. | FK Austria Wien Amateure     | 16  | 3  | 4 | 9  | 017:280 | −11   | 13     |
| 11. | First Vienna FC 1894 (N)     | 17  | 3  | 3 | 11 | 019:330 | −14   | 12     |
| 12. | FC Dornbirn 1913 (N)         | 17  | 1  | 2 | 14 | 010:460 | −36   | 05     |

### Ergebnisse
Insgesamt gab es 160 Siege beziehungsweise Niederlagen sowie 38 Unentschieden. Mit 21 Siegen war der FC Wacker Innsbruck dabei am öftesten erfolgreich. Hingegen siegte der FC Dornbirn 1913 lediglich sechs Mal. Die meisten Niederlagen (23) musste ebenfalls der FC Dornbirn 1913 einstecken, die wenigsten der FC Wacker Innsbruck sowie der FC Admira Wacker Mödling mit he sechs. Die meisten Remis erreichte der FC Gratkorn mit 10, die wenigsten der FC Dornbirn 1913 mit vier.
Die Kreuztabelle stellt die Ergebnisse aller Spiele dieser Saison dar. Die Heimmannschaft ist in der linken Spalte aufgelistet und die Gastmannschaft in der obersten Reihe.
| Ergebnisse 2009/10           | Ergebnisse 2009/10 | Ergebnisse 2009/10 | Ergebnisse 2009/10  | Ergebnisse 2009/10  | Ergebnisse 2009/10 | Ergebnisse 2009/10 | Ergebnisse 2009/10  | Ergebnisse 2009/10  | Ergebnisse 2009/10 | Ergebnisse 2009/10 | Ergebnisse 2009/10       | Ergebnisse 2009/10       | Ergebnisse 2009/10 | Ergebnisse 2009/10 | Ergebnisse 2009/10 | Ergebnisse 2009/10 | Ergebnisse 2009/10 | Ergebnisse 2009/10 | Ergebnisse 2009/10 | Ergebnisse 2009/10 | Ergebnisse 2009/10 | Ergebnisse 2009/10 | Ergebnisse 2009/10 | Ergebnisse 2009/10 |
| ---------------------------- | ------------------ | ------------------ | ------------------- | ------------------- | ------------------ | ------------------ | ------------------- | ------------------- | ------------------ | ------------------ | ------------------------ | ------------------------ | ------------------ | ------------------ | ------------------ | ------------------ | ------------------ | ------------------ | ------------------ | ------------------ | ------------------ | ------------------ | ------------------ | ------------------ |
| Vereine                      | SCR Altach         | SCR Altach         | FC Wacker Innsbruck | FC Wacker Innsbruck |                    |                    | SC Austria Lustenau | SC Austria Lustenau | SKN St. Pölten     | SKN St. Pölten     | FK Austria Wien Amateure | FK Austria Wien Amateure |                    |                    | FC Gratkorn        | FC Gratkorn        | FC Lustenau 07     | FC Lustenau 07     | TSV Hartberg       | TSV Hartberg       |                    |                    | FC Dornbirn 1913   | FC Dornbirn 1913   |
| SCR Altach                   |                    |                    | 4:1                 | 3:0                 | 0:0                |                    | 2:0                 | 1:2                 | 0:3                |                    | 1:2                      | 3:1                      | 2:0                | 3:1                | 4:2                |                    | 1:1                | 4:1                | 4:0                |                    | 3:0                | 0:0                | 2:0                |                    |
| FC Wacker Innsbruck          | 2:1                |                    |                     |                     | 0:1                | 1:0                | 5:0                 |                     | 2:2                | 2:1                | 2:0                      |                          | 2:1                |                    | 2:1                | 0:0                | 1:2                | 1:0                | 1:0                | 6:0                | 3:0                |                    | 7:0                | 2:0                |
| FC Admira Wacker Mödling     | 2:0                | 2:2                | 0:0                 |                     |                    |                    | 1:0                 | 2:1                 | 0:0                |                    | 2:1                      | 1:1                      | 3:0                | 1:0                | 3:0                |                    | 3:4                | 0:1                | 0:1                |                    | 3:0                | 2:0                | 4:0                |                    |
| SC Austria Lustenau          | 0:2                |                    | 2:2                 | 2:2                 | 1:0                |                    |                     |                     | 1:0                |                    | 1:0                      | 2:1                      | 2:1                |                    | 0:2                | 2:1                | 1:2                | 4:1                | 3:0                | 0:3                | 2:1                |                    | 3:0                | 1:0                |
| SKN St. Pölten               | 0:2                | 1:0                | 1:0                 |                     | 2:4                | 1:0                | 0:4                 | 1:1                 |                    |                    | 0:3                      |                          | 2:2                | 2:0                | 3:2                |                    | 3:0                | 2:0                | 2:0                |                    | 1:1                | 0:2                | 2:0                |                    |
| FK Austria Wien Amateure     | 0:1                |                    | 2:1                 | 0:5                 | 2:2                |                    | 0:0                 |                     | 1:3                | 4:1                |                          |                          | 1:0                |                    | 2:3                | 0:0                | 1:2                | 3:0                | 3:2                | 2:3                | 1:4                |                    | 2:1                | 1:1                |
| FC Red Bull Salzburg Juniors | 1:2                |                    | 2:2                 | 0:2                 | 1:3                |                    | 4:0                 | 3:0                 | 3:3                |                    | 2:0                      | 1:1                      |                    |                    | 3:3                | 1:2                | 1:3                |                    | 7:0                |                    | 5:1                | 2:1                | 4:2                |                    |
| FC Gratkorn                  | 3:1                | 1:2                | 0:3                 |                     | 0:1                | 2:2                | 2:2                 |                     | 1:1                | 4:1                | 4:0                      |                          | 1:2                |                    |                    |                    | 3:2                |                    | 1:2                | 0:0                | 1:1                |                    | 1:2                | 5:0                |
| FC Lustenau 07               | 0:1                |                    | 0:1                 |                     | 0:3                |                    | 1:2                 |                     | 0:0                |                    | 3:0                      |                          | 0:2                | 0:2                | 0:1                | 3:3                |                    |                    | 3:1                | 2:2                | 3:1                | 2:0                | 1:1                | 2:0                |
| TSV Hartberg                 | 0:2                | 1:1                | 0:2                 |                     | 0:3                | 0:4                | 2:0                 |                     | 1:2                | 0:1                | 2:2                      |                          | 2:1                | 2:1                | 0:3                |                    | 1:0                |                    |                    |                    | 1:5                |                    | 2:0                | 5:3                |
| First Vienna FC 1894         | 0:0                |                    | 1:3                 | 0:1                 | 0:4                |                    | 1:0                 | 0:2                 | 2:0                |                    | 2:2                      | 0:2                      | 1:2                |                    | 4:2                | 1:1                | 1:3                |                    | 2:0                | 1:2                |                    |                    | 2:0                |                    |
| FC Dornbirn 1913             | 0:2                | 0:4                | 0:3                 |                     | 0:4                | 1:8                | 3:2                 |                     | 0:0                | 0:3                | 2:1                      |                          | 0:1                | 0:2                | 1:2                |                    | 2:0                |                    | 1:1                |                    | 2:1                | 2:1                |                    |                    |

1. Durchgang
| Datum      | 1. Runde                                 | Ergebnis  |
| ---------- | ---------------------------------------- | --------- |
| 14.07.2009 | Austria Lustenau – Austria Wien Amateure | 1:0 (0:0) |
| 14.07.2009 | Altach – Hartberg                        | 4:0 (1:0) |
| 14.07.2009 | Wacker Innsbruck – RB Salzburg Juniors   | 2:1 (1:1) |
| 14.07.2009 | Gratkorn – Vienna                        | 1:1 (1:0) |
| 14.07.2009 | St. Pölten – FC Dornbirn                 | 2:0 (2:0) |
| 14.07.2009 | Admira Wacker – FC Lustenau              | 0:1 (0:0) |

| Datum      | 4. Runde                            | Ergebnis  |
| ---------- | ----------------------------------- | --------- |
| 31.07.2009 | Austria Wien Amateure – Dornbirn    | 1:1 (0:0) |
| 31.07.2009 | Vienna – FC Lustenau                | 1:3 (0:1) |
| 31.07.2009 | RB Salzburg Juniors – Admira Wacker | 1:3 (1:1) |
| 31.07.2009 | Hartberg – St. Pölten               | 0:1 (0:0) |
| 31.07.2009 | Austria Lustenau – Gratkorn         | 2:1 (0:1) |
| 01.08.2009 | Altach – Wacker Innsbruck           | 4:1 (1:0) |

| Datum      | 7. Runde                         | Ergebnis  |
| ---------- | -------------------------------- | --------- |
| 28.08.2009 | Gratkorn – Austria Wien Amateure | 4:0 (1:0) |
| 28.08.2009 | St. Pölten – Wacker Innsbruck    | 1:0 (0:0) |
| 28.08.2009 | FC Lustenau – Austria Lustenau   | 1:2 (1:0) |
| 28.08.2009 | Dornbirn – Hartberg              | 1:1 (0:1) |
| 28.08.2009 | Vienna – RB Salzburg Juniors     | 1:2 (1:1) |
| 29.08.2009 | Admira Wacker – Altach           | 2:2 (1:1) |

| Datum      | 10. Runde                              | Ergebnis  |
| ---------- | -------------------------------------- | --------- |
| 25.09.2009 | Austria Wien Amateure – Hartberg       | 2:3 (1:3) |
| 25.09.2009 | Austria Lustenau – RB Salzburg Juniors | 2:1 (0:0) |
| 25.09.2009 | Altach – Vienna                        | 3:0 (2:0) |
| 25.09.2009 | Wacker Innsbruck – Dornbirn            | 7:0 (3:0) |
| 25.09.2009 | Gratkorn – FC Lustenau                 | 3:2 (1:0) |
| 26.09.2009 | St. Pölten – Admira Wacker             | 1:0 (0:0) |

| Datum      | 2. Runde                            | Ergebnis  |
| ---------- | ----------------------------------- | --------- |
| 17.07.2009 | FC Lustenau – Austria Wien Amateure | 3:0 (1:0) |
| 17.07.2009 | Dornbirn – Admira Wacker            | 0:4 (0:2) |
| 17.07.2009 | St. Pölten – Vienna                 | 1:1 (0:0) |
| 17.07.2009 | RB Salzburg Juniors – Gratkorn      | 3:3 (0:2) |
| 17.07.2009 | Hartberg – Wacker Innsbruck         | 0:2 (0:2) |
| 18.07.2009 | Austria Lustenau – Altach           | 0:2 (0:1) |

| Datum      | 5. Runde                                 | Ergebnis  |
| ---------- | ---------------------------------------- | --------- |
| 07.08.2009 | Wacker Innsbruck – Austria Wien Amateure | 2:0 (1:0) |
| 07.08.2009 | St. Pölten – Austria Lustenau            | 0:4 (0:2) |
| 07.08.2009 | Admira Wacker – Hartberg                 | 0:1 (0:1) |
| 07.08.2009 | RB Salzburg Juniors – FC Lustenau        | 1:3 (1:2) |
| 07.08.2009 | Dornbirn – Vienna                        | 2:1 (1:1) |
| 08.08.2009 | Gratkorn – Altach                        | 3:1 (1:0) |

| Datum      | 8. Runde                                    | Ergebnis  |
| ---------- | ------------------------------------------- | --------- |
| 11.09.2009 | Austria Wien Amateure – RB Salzburg Juniors | 1:0 (0:0) |
| 11.09.2009 | Hartberg – Vienna                           | 1:5 (0:1) |
| 11.09.2009 | Austria Lustenau – Dornbirn                 | 3:0 (0:0) |
| 11.09.2009 | Altach – FC Lustenau                        | 1:1 (0:1) |
| 11.09.2009 | Gratkorn – St. Pölten                       | 4:1 (3:0) |
| 12.09.2009 | Wacker Innsbruck – Admira Wacker            | 0:1 (0:0) |

| Datum      | 11. Runde                             | Ergebnis  |
| ---------- | ------------------------------------- | --------- |
| 02.10.2009 | Admira Wacker – Austria Wien Amateure | 1:1 (0:1) |
| 02.10.2009 | FC Lustenau – St. Pölten              | 0:0       |
| 02.10.2009 | Dornbirn – Gratkorn                   | 1:2 (1:1) |
| 02.10.2009 | Vienna – Wacker Innsbruck             | 1:3 (1:2) |
| 02.10.2009 | RB Salzburg Juniors – Altach          | 1:2 (1:2) |
| 03.10.2009 | Hartberg – Austria Lustenau           | 2:0 (2:0) |

| Datum      | 3. Runde                            | Ergebnis  |
| ---------- | ----------------------------------- | --------- |
| 24.07.2009 | Altach – Austria Wien Amateure      | 3:1 (3:0) |
| 24.07.2009 | Wacker Innsbruck – Austria Lustenau | 5:0 (3:0) |
| 24.07.2009 | Gratkorn – Hartberg                 | 0:0       |
| 24.07.2009 | FC Lustenau – Dornbirn              | 1:1 (1:0) |
| 24.07.2009 | St. Pölten – RB Salzburg Juniors    | 2:2 (2:1) |
| 25.07.2009 | Admira Wacker – Vienna              | 2:0 (2:0) |

| Datum      | 6. Runde                         | Ergebnis  |
| ---------- | -------------------------------- | --------- |
| 21.08.2009 | Austria Wien Amateure – Vienna   | 1:4 (0:2) |
| 21.08.2009 | RB Salzburg Juniors – Dornbirn   | 4:2 (2:0) |
| 21.08.2009 | Hartberg – FC Lustenau           | 1:0 (1:0) |
| 21.08.2009 | Altach – St. Pölten              | 0:3 (0:2) |
| 21.08.2009 | Wacker Innsbruck – Gratkorn      | 0:0       |
| 22.08.2009 | Austria Lustenau – Admira Wacker | 1:0 (0:0) |

| Datum      | 9. Runde                           | Ergebnis  |
| ---------- | ---------------------------------- | --------- |
| 22.09.2009 | St. Pölten – Austria Wien Amateure | 0:3 (0:0) |
| 22.09.2009 | Admira Wacker – Gratkorn           | 3:0 (0:0) |
| 22.09.2009 | FC Lustenau – Wacker Innsbruck     | 0:1 (0:1) |
| 22.09.2009 | Dornbirn – Altach                  | 0:2 (0:2) |
| 22.09.2009 | Vienna – Austria Lustenau          | 0:2 (0:1) |
| 22.09.2009 | RB Salzburg Juniors – Hartberg     | 7:0 (4:0) |

| 01. | SC Austria Lustenau      | 11 | 08 | 0  | 03 | 17:12 | +05 | 24 |
| 02. | SCR Altach (A)           | 11 | 07 | 02 | 02 | 24:12 | +12 | 23 |
| 03. | FC Wacker Innsbruck      | 11 | 07 | 01 | 03 | 23:80 | +15 | 22 |
| 04. | FC Gratkorn              | 11 | 05 | 04 | 02 | 21:14 | +07 | 19 |
| 05. | SKN St. Pölten           | 11 | 05 | 03 | 03 | 12:14 | −02 | 18 |
| 06. | FC Admira Wacker Mödling | 11 | 05 | 02 | 04 | 16:08 | +08 | 17 |
| 07. | FC Lustenau 07           | 11 | 04 | 03 | 04 | 15:11 | +04 | 15 |
| 08. | TSV Hartberg (N)         | 11 | 04 | 02 | 05 | 09:22 | −13 | 14 |
| 09. | FC Red Bull Salzburg II  | 11 | 03 | 02 | 06 | 23:21 | +02 | 11 |
| 10. | First Vienna FC 1894 (N) | 11 | 02 | 02 | 07 | 15:21 | −06 | 08 |
| 11. | FK Austria Wien II       | 11 | 02 | 02 | 07 | 10:22 | −12 | 08 |
| 12. | FC Dornbirn 1913 (N)     | 11 | 01 | 03 | 07 | 08:28 | −20 | 06 |

2. Durchgang
| Datum      | 12. Runde                                | Ergebnis  |
| ---------- | ---------------------------------------- | --------- |
| 16.10.2009 | Austria Wien Amateure – Austria Lustenau | 0:0       |
| 16.10.2009 | Hartberg – Altach                        | 0:2 (0:1) |
| 16.10.2009 | RB Salzburg Juniors – Wacker Innsbruck   | 2:2 (1:0) |
| 16.10.2009 | Vienna – Gratkorn                        | 4:2 (3:1) |
| 16.10.2009 | Dornbirn – St. Pölten                    | 0:3 (0:2) |
| 17.10.2009 | FC Lustenau – Admira Wacker              | 0:3 (0:0) |

| Datum      | 15. Runde                           | Ergebnis  |
| ---------- | ----------------------------------- | --------- |
| 03.11.2009 | Dornbirn – Austria Wien Amateure    | 2:1 (1:0) |
| 03.11.2009 | FC Lustenau – Vienna                | 3:1 (1:0) |
| 03.11.2009 | Admira Wacker – RB Salzburg Juniors | 3:0 (1:0) |
| 03.11.2009 | St. Pölten – Hartberg               | 2:0 (0:0) |
| 03.11.2009 | Gratkorn – Austria Lustenau         | 2:2 (1:1) |
| 03.11.2009 | Wacker Innsbruck – Altach           | 2:1 (2:0) |

| Datum        | 18. Runde                        | Ergebnis  |
| ------------ | -------------------------------- | --------- |
| 26.02.20102) | Austria Wien Amateure – Gratkorn | 0:0       |
| 27.11.2009   | Wacker Innsbruck – St. Pölten    | 2:2 (0:1) |
| 27.11.2009   | Altach – Admira Wacker           | 0:0       |
| 27.11.2009   | Austria Lustenau – FC Lustenau   | 4:1 (1:0) |
| 27.11.2009   | Hartberg – Dornbirn              | 5:3 (3:0) |
| 27.11.2009   | RB Salzburg Juniors – Vienna     | 2:1 (1:1) |

| Datum      | 21. Runde                              | Ergebnis  |
| ---------- | -------------------------------------- | --------- |
| 19.03.2010 | Hartberg – Austria Wien Amateure       | 2:2 (0:0) |
| 19.03.2010 | RB Salzburg Juniors – Austria Lustenau | 4:0 (2:0) |
| 19.03.2010 | Vienna – Altach                        | 0:0       |
| 19.03.2010 | FC Lustenau – Gratkorn                 | 3:3 (2:1) |
| 19.03.2010 | Admira Wacker – St. Pölten             | 0:0       |
| 20.03.2010 | Dornbirn – Wacker Innsbruck            | 0:3 (0:2) |

| Datum      | 13. Runde                           | Ergebnis  |
| ---------- | ----------------------------------- | --------- |
| 23.10.2009 | Austria Wien Amateure – FC Lustenau | 3:0 (1:0) |
| 23.10.2009 | Admira Wacker – Dornbirn            | 4:0 (1:0) |
| 23.10.2009 | St. Pölten – Vienna                 | 0:2 (0:1) |
| 23.10.2009 | Gratkorn – RB Salzburg Juniors      | 1:2 (0:2) |
| 23.10.2009 | Wacker Innsbruck – Hartberg         | 6:0 (2:0) |
| 23.10.2009 | Altach – Austria Lustenau           | 1:2 (0:0) |

| Datum      | 16. Runde                                | Ergebnis  |
| ---------- | ---------------------------------------- | --------- |
| 06.11.2009 | Austria Wien Amateure – Wacker Innsbruck | 0:5 (0:2) |
| 06.11.2009 | Altach – Gratkorn                        | 4:2 (2:1) |
| 06.11.2009 | Austria Lustenau – St. Pölten            | 1:0 (0:0) |
| 06.11.2009 | Hartberg – Admira Wacker                 | 0:3 (0:0) |
| 06.11.2009 | FC Lustenau – RB Salzburg Juniors        | 0:2 (0:0) |
| 06.11.2009 | Vienna – Dornbirn                        | 2:0 (0:0) |

| Datum      | 19. Runde                                   | Ergebnis  |
| ---------- | ------------------------------------------- | --------- |
| 05.03.2010 | RB Salzburg Juniors – Austria Wien Amateure | 1:1 (0:1) |
| 05.03.2010 | Vienna – Hartberg                           | 2:0 (1:0) |
| 05.03.2010 | Dornbirn – Austria Lustenau                 | 3:2 (2:0) |
| 05.03.2010 | FC Lustenau – Altach                        | 0:1 (0:0) |
| 05.03.2010 | St. Pölten – Gratkorn                       | 3:2 (1:1) |
| 06.03.2010 | Admira Wacker – Wacker Innsbruck            | 0:0       |

| Datum      | 22. Runde                             | Ergebnis  |
| ---------- | ------------------------------------- | --------- |
| 23.03.2010 | Austria Wien Amateure – Admira Wacker | 2:2 (2:0) |
| 23.03.2010 | St. Pölten – FC Lustenau              | 2:0 (1:0) |
| 23.03.2010 | Gratkorn – Dornbirn                   | 1:2 (1:1) |
| 23.03.2010 | Wacker Innsbruck – Vienna             | 3:0 (1:0) |
| 23.03.2010 | Altach – RB Salzburg Juniors          | 3:1 (2:0) |
| 23.03.2010 | Austria Lustenau – Hartberg           | 0:3 (0:0) |

| Datum      | 14. Runde                           | Ergebnis  |
| ---------- | ----------------------------------- | --------- |
| 30.10.2009 | Austria Wien Amateure – Altach      | 0:1 (0:0) |
| 30.10.2009 | Austria Lustenau – Wacker Innsbruck | 2:2 (0:1) |
| 30.10.2009 | Hartberg – Gratkorn                 | 0:3 (0:2) |
| 30.10.2009 | RB Salzburg Juniors – St. Pölten    | 3:3 (0:1) |
| 30.10.2009 | Vienna – Admira Wacker              | 0:4 (0:0) |
| 30.10.2009 | Dornbirn – FC Lustenau              | 2:0 (1:0) |

| Datum        | 17. Runde                        | Ergebnis  |
| ------------ | -------------------------------- | --------- |
| 20.11.2009   | Vienna – Austria Wien Amateure   | 0:2 (0:2) |
| 26.02.20101) | Dornbirn – RB Salzburg Juniors   | 0:1 (0:0) |
| 20.11.2009   | FC Lustenau – Hartberg           | 2:2 (2:1) |
| 20.11.2009   | Admira Wacker – Austria Lustenau | 1:0 (1:0) |
| 20.11.2009   | St. Pölten – Altach              | 1:0 (1:0) |
| 20.11.2009   | Gratkorn – Wacker Innsbruck      | 0:3 (0:0) |

| Datum      | 20. Runde                          | Ergebnis  |
| ---------- | ---------------------------------- | --------- |
| 12.03.2010 | Austria Wien Amateure – St. Pölten | 4:1 (1:0) |
| 12.03.2010 | Gratkorn – Admira Wacker           | 0:1 (0:0) |
| 12.03.2010 | Altach – Dornbirn                  | 2:0 (1:0) |
| 12.03.2010 | Austria Lustenau – Vienna          | 2:1 (0:1) |
| 12.03.2010 | Hartberg – RB Salzburg Juniors     | 2:1 (0:1) |
| 13.03.2010 | Wacker Innsbruck – FC Lustenau     | 1:2 (0:1) |

| 1) wegen Nebel abgesagt und für 1. Dezember 2009 neu terminiert am 1. Dezember 2009 wegen Schnee abgesagt                                      |
| 2) wegen Nebel in der Halbzeit beim Stand von 2:1 abgebrochen und für 1. Dezember 2009 neu terminiert am 1. Dezember 2009 wegen Nebel abgesagt |

| 01. | FC Admira Wacker Mödling | 11 | 07 | 04 | 0  | 21:20 | +19 | 25 |
| 02. | FC Wacker Innsbruck      | 11 | 06 | 04 | 01 | 29:90 | +20 | 22 |
| 03. | SCR Altach (A)           | 11 | 06 | 02 | 03 | 15:80 | +07 | 20 |
| 04. | FC Red Bull Salzburg II  | 11 | 05 | 03 | 03 | 19:16 | +03 | 18 |
| 05. | SKN St. Pölten           | 11 | 05 | 03 | 03 | 17:14 | +03 | 18 |
| 06. | SC Austria Lustenau      | 11 | 04 | 03 | 04 | 15:18 | −03 | 15 |
| 07. | First Vienna FC 1894 (N) | 11 | 04 | 01 | 06 | 13:18 | −05 | 13 |
| 08. | FC Dornbirn 1913 (N)     | 11 | 04 | 0  | 07 | 12:24 | −12 | 12 |
| 09. | FK Austria Wien II       | 11 | 03 | 05 | 03 | 15:14 | +01 | 11 |
| 10. | TSV Hartberg (N)         | 11 | 03 | 02 | 06 | 14:26 | −12 | 11 |
| 11. | FC Lustenau 07           | 11 | 02 | 02 | 07 | 11:24 | −13 | 08 |
| 12. | FC Gratkorn              | 11 | 01 | 03 | 07 | 16:24 | −08 | 06 |

3. Durchgang
| Datum      | 23. Runde                           | Ergebnis  |
| ---------- | ----------------------------------- | --------- |
| 26.03.2010 | Altach – FC Lustenau                | 4:1 (2:1) |
| 26.03.2010 | Wacker Innsbruck – Gratkorn         | 2:1 (0:1) |
| 26.03.2010 | Admira Wacker – RB Salzburg Juniors | 1:0 (1:0) |
| 26.03.2010 | Austria Wien Amateure – Hartberg    | 3:2 (2:1) |
| 26.03.2010 | Austria Lustenau – Dornbirn         | 1:0 (1:0) |
| 27.03.2010 | Vienna – St. Pölten                 | 2:0 (1:0) |

| Datum      | 26. Runde                              | Ergebnis  |
| ---------- | -------------------------------------- | --------- |
| 16.04.2010 | FC Lustenau – Vienna                   | 2:0 (1:0) |
| 16.04.2010 | Hartberg – Dornbirn                    | 2:0 (2:0) |
| 16.04.2010 | RB Salzburg Juniors – Austria Lustenau | 3:0 (0:0) |
| 16.04.2010 | Gratkorn – St. Pölten                  | 1:1 (0:0) |
| 16.04.2010 | Altach – Austria Wien Amateure         | 1:2 (1:2) |
| 17.04.2010 | Wacker Innsbruck – Admira Wacker       | 1:0 (1:0) |

| Datum      | 29. Runde                           | Ergebnis  |
| ---------- | ----------------------------------- | --------- |
| 04.05.2010 | Austria Wien Amateure – FC Lustenau | 1:2 (1:0) |
| 04.05.2010 | St. Pölten – Admira Wacker          | 2:4 (1:2) |
| 04.05.2010 | Austria Lustenau – Wacker Innsbruck | 2:2 (0:1) |
| 04.05.2010 | Dornbirn – Altach                   | 0:4 (0:1) |
| 04.05.2010 | Vienna – Gratkorn                   | 1:1 (0:1) |
| 04.05.2010 | Hartberg – RB Salzburg Juniors      | 2:1 (1:1) |

| Datum      | 32. Runde                        | Ergebnis  |
| ---------- | -------------------------------- | --------- |
| 21.05.2010 | FC Lustenau – Gratkorn           | 0:1 (0:1) |
| 21.05.2010 | Altach – RB Salzburg Juniors     | 2:0 (1:0) |
| 21.05.2010 | Wacker Innsbruck – Hartberg      | 1:0 (0:0) |
| 21.05.2010 | Admira Wacker – Vienna           | 3:0 (2:0) |
| 21.05.2010 | Austria Wien Amateure – Dornbirn | 2:1 (2:1) |
| 21.05.2010 | St. Pölten – Austria Lustenau    | 1:1 (0:1) |

| Datum      | 24. Runde                                   | Ergebnis  |
| ---------- | ------------------------------------------- | --------- |
| 06.04.2010 | FC Lustenau – Dornbirn                      | 2:0 (1:0) |
| 06.04.2010 | Vienna – Austria Lustenau                   | 1:0 (1:0) |
| 06.04.2010 | Hartberg – St. Pölten                       | 1:2 (0:1) |
| 06.04.2010 | RB Salzburg Juniors – Austria Wien Amateure | 2:0 (1:0) |
| 06.04.2010 | Gratkorn – Admira Wacker                    | 2:2 (0:0) |
| 06.04.2010 | Altach – Wacker Innsbruck                   | 3:0 (0:0) |

| Datum      | 27. Runde                                | Ergebnis  |
| ---------- | ---------------------------------------- | --------- |
| 23.04.2010 | Admira Wacker – FC Lustenau              | 3:4 (2:2) |
| 23.04.2010 | Austria Wien Amateure – Wacker Innsbruck | 2:1 (0:0) |
| 23.04.2010 | Austria Lustenau – Gratkorn              | 0:2 (0:1) |
| 23.04.2010 | Dornbirn – RB Salzburg Juniors           | 0:2 (0:2) |
| 23.04.2010 | Vienna – Hartberg                        | 1:2 (1:1) |
| 24.04.2010 | St. Pölten – Altach                      | 0:2 (0:1) |

| Datum      | 30. Runde                          | Ergebnis  |
| ---------- | ---------------------------------- | --------- |
| 07.05.2010 | FC Lustenau – RB Salzburg Juniors  | 0:2 (0:0) |
| 07.05.2010 | Altach – Vienna                    | 0:0       |
| 07.05.2010 | Wacker Innsbruck – Dornbirn        | 2:0 (0:0) |
| 07.05.2010 | Admira Wacker – Austria Lustenau   | 2:1 (1:0) |
| 07.05.2010 | Austria Wien Amateure – St. Pölten | 1:3 (0:2) |
| 08.05.2010 | Gratkorn – Hartberg                | 1:2 (1:1) |

| Datum      | 33. Runde                              | Ergebnis  |
| ---------- | -------------------------------------- | --------- |
| 28.05.2010 | Austria Lustenau – FC Lustenau         | 1:2 (0:2) |
| 28.05.2010 | Dornbirn – St. Pölten                  | 0:0       |
| 28.05.2010 | Vienna – Austria Wien Amateure         | 2:2 (2:1) |
| 28.05.2010 | Hartberg – Admira Wacker               | 0:4 (0:3) |
| 28.05.2010 | RB Salzburg Juniors – Wacker Innsbruck | 0:2 (0:0) |
| 28.05.2010 | Gratkorn – Altach                      | 1:2 (0:2) |

| Datum      | 25. Runde                        | Ergebnis  |
| ---------- | -------------------------------- | --------- |
| 09.04.2010 | Wacker Innsbruck – FC Lustenau   | 1:0 (0:0) |
| 09.04.2010 | Austria Wien Amateure – Gratkorn | 2:3 (1:2) |
| 09.04.2010 | St. Pölten – RB Salzburg Juniors | 2:0 (0:0) |
| 09.04.2010 | Austria Lustenau – Hartberg      | 3:0 (2:0) |
| 09.04.2010 | Dornbirn – Vienna                | 2:1 (2:0) |
| 10.04.2010 | Admira Wacker – Altach           | 2:0 (2:0) |

| Datum      | 28. Runde                             | Ergebnis  |
| ---------- | ------------------------------------- | --------- |
| 30.04.2010 | FC Lustenau – Hartberg                | 3:1 (2:1) |
| 30.04.2010 | RB Salzburg Juniors – Vienna          | 5:1 (2:1) |
| 30.04.2010 | Gratkorn – Dornbirn                   | 5:0 (3:0) |
| 30.04.2010 | Wacker Innsbruck – SKN St. Pölten     | 2:1 (1:0) |
| 30.04.2010 | Admira Wacker – Austria Wien Amateure | 2:1 (2:0) |
| 01.05.2010 | Altach – Austria Lustenau             | 2:0 (2:0) |

| Datum      | 31. Runde                                | Ergebnis  |
| ---------- | ---------------------------------------- | --------- |
| 14.05.2010 | St. Pölten – FC Lustenau                 | 3:0 (1:0) |
| 14.05.2010 | Austria Lustenau – Austria Wien Amateure | 2:1 (1:0) |
| 14.05.2010 | Dornbirn – Admira Wacker                 | 1:8 (0:3) |
| 14.05.2010 | Hartberg – Altach                        | 1:1 (0:1) |
| 14.05.2010 | RB Salzburg Juniors – Gratkorn           | 1:2 (0:1) |
| 15.05.2010 | Vienna – Wacker Innsbruck                | 0:1 (0:1) |

| 01. | FC Admira Wacker Mödling | 11 | 08 | 01 | 02 | 31:12 | +19 | 25 |
| 02. | FC Wacker Innsbruck      | 11 | 08 | 01 | 02 | 15:90 | +06 | 25 |
| 03. | SCR Altach (A)           | 11 | 07 | 03 | 01 | 21:70 | +14 | 23 |
| 04. | FC Gratkorn              | 11 | 05 | 03 | 03 | 20:13 | +07 | 18 |
| 05. | FC Lustenau 07           | 11 | 06 | 0  | 05 | 16:17 | −01 | 18 |
| 06. | FC Red Bull Salzburg II  | 11 | 05 | 0  | 06 | 16:12 | +04 | 15 |
| 07. | SKN St. Pölten           | 11 | 04 | 03 | 04 | 15:14 | +01 | 15 |
| 08. | FK Austria Wien II       | 11 | 04 | 01 | 06 | 17:21 | −04 | 13 |
| 09. | TSV Hartberg (N)         | 11 | 04 | 01 | 06 | 13:20 | −07 | 13 |
| 10. | SC Austria Lustenau      | 11 | 03 | 02 | 06 | 11:16 | −05 | 11 |
| 11. | First Vienna FC 1894 (N) | 11 | 02 | 03 | 06 | 09:18 | −09 | 09 |
| 12. | FC Dornbirn 1913 (N)     | 11 | 01 | 01 | 09 | 04:39 | −25 | 04 |

### Torstatistik
In der Saison 2009/10 wurden mit 578 Toren um 25 mehr Treffer erzielt als im Vorjahr. Im Schnitt ergab das 2,92 Tore pro Spiel. Der FC Admira Wacker Mödling erzielte hierbei mit 68 Toren die meisten und der FC Dornbirn 1913 mit 24 die wenigsten Tore. Die wenigsten Treffer erhielt der FC Admira Wacker Mödling (22), während der FC Dornbirn 1913 mit 81 Toren die meisten Gegentreffer zu verzeichnen hatte. Das torreichste Spiel war das Match FC Dornbirn 1913 gegen FC Admira Wacker Mödling in der 31. Runde (1:8), das gleichzeitig den höchsten Auswärtssieg darstellte. Den höchsten Heimsieg feierte sowohl der FC Red Bull Salzburg Juniors gegen den TSV Hartberg in der neunten Runde als auch der FC Wacker Innsbruck in der zehnten Runde gegen den FC Dornbirn 1913 mit je 7:0. Das höchste Unentschieden lautete 3:3 und wurde in der zweiten Runde bei der Partie FC Red Bull Salzburg Juniors gegen FC Gratkorn, in der 14. Runde beim Spiel FC Red Bull Salzburg Juniors gegen SKN St.Pölten sowie in der 21. Runde beim Match FC Lustenau 07 gegen FC Gratkorn erreicht. Insgesamt gab es elf Nullnummern. Die torreichste Runde war die zehnte, in der insgesamt 24 Tore (Schnitt = 4,0) fielen. Die wenigsten Tore gab es in der 17. und 32. Runde mit je zwölf Treffern (Schnitt = 2,0).
Das erste Tor der Saison schoss Georges Panagiotopoulos (FC Gratkorn) in der 11. Minute im Spiel FC Gratkorn gegen First Vienna FC 1894, das letzte Tor erzielte Marcel Schreter (FC Wacker Innsbruck) in der 85. Minute in der Partie FC Red Bull Salzburg Juniors gegen FC Wacker Innsbruck.

#### Torschützentabelle
| Rang | Tore (Elfm.) | Name                  | Land                    | Verein                       |
| ---- | ------------ | --------------------- | ----------------------- | ---------------------------- |
| 01   | 18 (4)       | Patrick Bürger        | Österreich              | TSV Hartberg                 |
| 02   | 17 (2)       | Marcel Schreter       | Österreich              | FC Wacker Innsbruck          |
| 0    | 17 (4)       | Tomi Correa           | Spanien                 | SCR Altach                   |
| 04   | 14 (3)       | Rade Đokić            | Bosnien und Herzegowina | FK Austria Wien Amateure     |
|      | 14 (2)       | Günter Friesenbichler | Österreich              | FC Admira Wacker Mödling     |
|      | 14 0         | Marcus Hanikel        | Österreich              | FC Admira Wacker Mödling     |
| 07   | 13 (5)       | Osman Bozkurt         | Türkei                  | First Vienna FC 1894         |
| 08   | 11 (2)       | Marin Matos           | Kroatien                | FC Red Bull Salzburg Juniors |
| 0    | 11 0         | Julius Perstaller     | Österreich              | FC Wacker Innsbruck (2002)   |
| 10   | 10 (2)       | Đorđe Rakić           | Serbien                 | FC Red Bull Salzburg Juniors |
|      | 10 (2)       | Michael Wojtanowicz   | Österreich              | SKN St. Pölten               |
| …    |              |                       |                         |                              |
| 17   | 07 (1)       | Thomas Fröschl        | Österreich              | FC Lustenau 07               |
|      | 07 0         | Edin Salkić           | Österreich              | SC Austria Lustenau          |
|      | 07 0         | Thomas Stadler        | Österreich              | FC Dornbirn 1913             |
| 23   | 06 0         | Adam Cichon           | Deutschland             | FC Gratkorn                  |

#### Erzielte Tore nach Minuten
| Rang | Verein                       | 01–15 | 15–30 | 30–45 | 45–60 | 60–75 | 75–90 | 90+ | 1. Hz | 2. Hz | Gesamt |
| ---- | ---------------------------- | ----- | ----- | ----- | ----- | ----- | ----- | --- | ----- | ----- | ------ |
| 01   | FC Wacker Innsbruck          | 01    | 012   | 014   | 017   | 07    | 013   | 03  | 027   | 040   | 067    |
| 02   | FC Admira Wacker Mödling     | 07    | 08    | 010   | 015   | 011   | 017   | 0   | 025   | 043   | 068    |
| 03   | SCR Altach                   | 08    | 015   | 07    | 08    | 07    | 015   | 0   | 030   | 030   | 060    |
| 04   | SKN St. Pölten               | 06    | 01    | 011   | 04    | 012   | 09    | 01  | 018   | 026   | 044    |
| 05   | SC Austria Lustenau          | 02    | 04    | 04    | 08    | 010   | 013   | 02  | 010   | 033   | 043    |
| 06   | FC Gratkorn                  | 09    | 013   | 08    | 05    | 06    | 014   | 02  | 030   | 027   | 057    |
| 07   | FC Lustenau 07               | 06    | 07    | 09    | 06    | 06    | 05    | 03  | 022   | 020   | 042    |
| 08   | TSV Hartberg                 | 05    | 08    | 06    | 03    | 010   | 02    | 02  | 019   | 017   | 036    |
| 09   | First Vienna FC 1894         | 07    | 07    | 05    | 010   | 04    | 04    | 0   | 019   | 018   | 037    |
| 10   | FC Dornbirn 1913             | 02    | 04    | 04    | 02    | 05    | 07    | 0   | 010   | 014   | 024    |
| 11   | FC Red Bull Salzburg Juniors | 07    | 09    | 09    | 08    | 013   | 08    | 04  | 025   | 033   | 058    |
| 12   | FK Austria Wien Amateure     | 06    | 05    | 07    | 08    | 09    | 06    | 01  | 018   | 024   | 042    |
| –    | Gesamt                       | 066   | 093   | 094   | 094   | 100   | 113   | 018 | 253   | 325   | 578    |

### Kartenstatistik
In den 198 Spielen der Ersten Liga 2009/10 wurden von den Schiedsrichtern insgesamt 1051 Karten verteilt. 1001 Mal (durchschnittlich 5,1 Mal pro Spiel) wurden Spieler mit der gelben Karte verwarnt, 30 Mal (durchschnittlich jedes siebte Spiel) musste ein Spieler aufgrund der gelbroten Karte vorzeitig vom Platz und 20 Mal (durchschnittlich in jeder zehnten Begegnung) wurden Spieler mit der roten Karte vom Feld verwiesen. Den Rekord an Verwarnungen hält der Harald Pichler (FC Red Bull Salzburg Juniors) mit 16 gelben Karten, gefolgt von Edin Salkić (SC Austria Lustenau) mit zwölf gelben und einer roten Karte sowie von Thomas Thürauer, der 13 Mal mit Gelb verwarnt wurde.
Die Fairnesswertung – dabei wird für jede gelbe Karte ein Punkt, für jede gelb-rote Karte drei Punkte und für jede rote Karte fünf Punkte berechnet – wird vom FC Wacker Innsbruck mit 77 Punkten angeführt. Am Tabellenende ist der SC Austria Lustenau mit 112 Punkten zu finden, die nur knapp hinter dem TSV Hartberg und dem SCR Altach Platz zwölf belegen. In der Spielerwertung liegen Edin Salkic (18 Punkte) und Harald Pichler (16) voran.

#### Spieler
| Rang | Name               | Verein                       | rote Karten | gelb/rote Karten | gelbe Karten | Punkte |
| ---- | ------------------ | ---------------------------- | ----------- | ---------------- | ------------ | ------ |
| 01   | Edin Salkić        | SC Austria Lustenau          | 1           | 0                | 13           | 18     |
| 02   | Harald Pichler     | FC Red Bull Salzburg Juniors | 0           | 0                | 16           | 16     |
| 03   | Lukas Rotpuller    | FK Austria Wien Amateure     | 1           | 1                | 05           | 13     |
| 04   | Matthias Hopfer    | FC Gratkorn                  | 0           | 1                | 10           | 13     |
|      | Philipp Netzer     | SCR Altach                   | 0           | 1                | 10           | 13     |
| 06   | Lukas Thürauer     | SKN St. Pölten               | 0           | 0                | 13           | 13     |
| 07   | Jürgen Pichorner   | SCR Altach                   | 1           | 0                | 07           | 12     |
| 08   | Gerald Puntigam    | FC Gratkorn                  | 0           | 2                | 06           | 12     |
| 09   | Markus Speiser     | SKN St. Pölten               | 0           | 1                | 09           | 12     |
| 10   | Alexander Guem     | SCR Altach                   | 0           | 0                | 12           | 12     |
|      | Andreas Mair       | FC Dornbirn 1913             | 0           | 0                | 12           | 12     |
| …    |                    |                              |             |                  |              |        |
|      | Richard Strohmayer | First Vienna FC 1894         | 0           | 1                | 08           | 11     |
|      | Georg Harding      | FC Wacker Innsbruck          | 0           | 0                | 11           | 11     |
|      | Nejc Omladič       | TSV Hartberg                 | 0           | 0                | 11           | 11     |
|      | Mario Mijatović    | FC Lustenau 07               | 1           | 0                | 05           | 10     |
|      | Daniel Toth        | FC Admira Wacker Mödling     | 0           | 0                | 10           | 10     |

#### Vereine
| Rang   | Verein                       | rote Karten | gelb/rote Karten | gelbe Karten | Punkte |
| ------ | ---------------------------- | ----------- | ---------------- | ------------ | ------ |
| 01     | FC Wacker Innsbruck          | 01          | 03               | 063          | 077    |
| 02     | FC Admira Wacker Mödling     | 03          | 02               | 069          | 090    |
| 03     | FC Red Bull Salzburg Juniors | 0           | 05               | 077          | 092    |
| 04     | FC Lustenau 07               | 04          | 01               | 070          | 093    |
| 05     | First Vienna FC 1894         | 01          | 02               | 084          | 095    |
| 06     | FC Dornbirn 1913             | 02          | 0                | 087          | 097    |
| 07     | FK Austria Wien Amateure     | 04          | 02               | 077          | 0103   |
| 08     | FC Gratkorn                  | 01          | 06               | 086          | 0106   |
| 09     | SKN St. Pölten               | 02          | 03               | 087          | 0106   |
| 10     | TSV Hartberg                 | 0           | 02               | 0104         | 0110   |
| 11     | SCR Altach                   | 01          | 02               | 099          | 0110   |
| 12     | SC Austria Lustenau          | 01          | 03               | 098          | 0112   |
| Gesamt | Gesamt                       | 20          | 30               | 1001         | 1051   |

### Spielorte, Spielstätten und Zuschauer

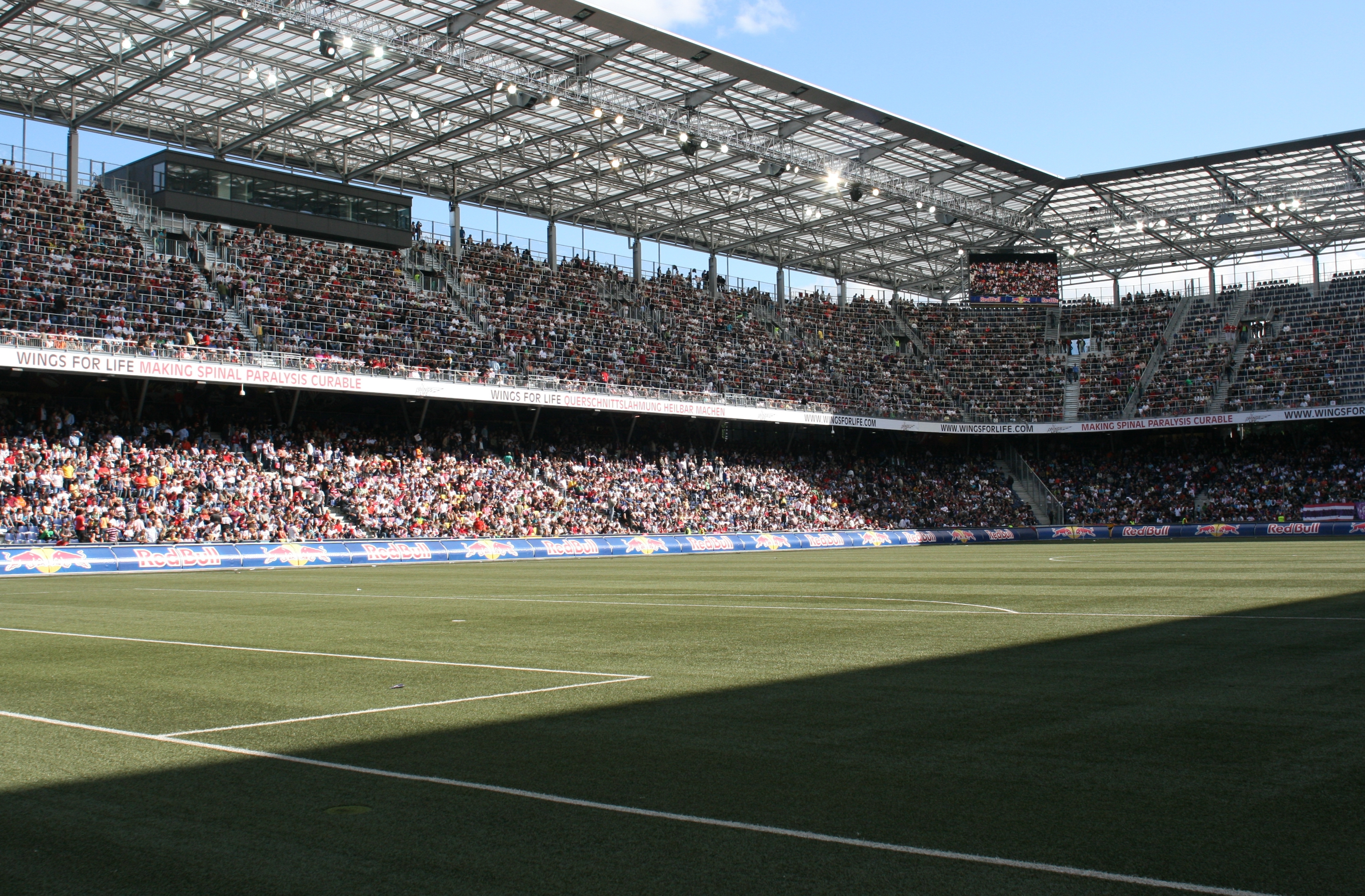
Die Red Bull Arena in Wals-Siezenheim.

Die Erste Liga konnte im Spieljahr 2009/10 einen enormen Anstieg beim Zuschauerinteresse verzeichnen. Die 198 Spiele wurden von insgesamt 369.311 Besuchern verfolgt, womit der Durchschnitt bei 1.865 Zuschauern pro Spiel lag, womit der höchste Durchschnitt seit Bestehen der Ersten Liga verzeichnet werden konnte. Dabei wurden diese Zahlen durch die schlechten Werte der Zweitmannschaften der Bundesligavereine noch gedrückt. Gegenüber der letzten Saison entspricht dies einer Steigerung um 25,5 Prozent. Der Zuschaueranstieg hatte einerseits in den vielen Derbys der vier Vorarlberger Vereine und andererseits mit dem Ausscheiden der zuschauerschwachen Vereine 1. FC Vöcklabruck, DSV Leoben und SV Grödig seine Ursache. Größter Zuschauermagnet war der Bundesligaabsteiger SCR Altach mit durchschnittlich 4.534 Besuchern. Bemerkenswerterweise hatte der FC Wacker Innsbruck trotz Gewinns des Meistertitels nur um 0,2 Prozent mehr Fans als in der letzten Saison aufzuweisen. Die größten Einbußen hatte der SKN St. Pölten aufzuweisen, dessen Heimspiele im Durchschnitt 33,8 Prozent weniger Zuschauer besuchten. Der FC Gratkorn erreichte mit einem Durchschnitt von 326 Zuschauern pro Spiel und einem Rückgang um 30,1 Prozent nicht einmal Landesliganiveau.
| Stadt | Einwohner  | Verein                    | Stadion               | Kapazität | Sp1) | Gesamt   | Schnitt | ± zu 2008/09 |
| --- | ---------- | ------------------------- | --------------------- | --------- | ---- | -------- | ------- | ------------ |
| Altach | 6.3020     | SCR Altach                | Cashpoint-Arena       | 8.5000    | 17   | 77.0760  | 4.5340  | Bundesliga   |
| Dornbirn | 44.8160    | FC Dornbirn 1913          | Stadion Birkenwiese   | 12.0000   | 16   | 24.6700  | 1.5420  | Regionalliga |
| Gratkorn | 7.3160     | FC Gratkorn               | Sportstadion Gratkorn | 3.0000    | 16   | 5.2190   | 3260    | −30,1 %      |
| Hartberg | 6.6330     | TSV Hartberg              | Stadion Hartberg      | 6.0000    | 16   | 22.2960  | 1.3940  | Regionalliga |
| Innsbruck | 119.2500   | FC Wacker Innsbruck       | Tivoli-Neu            | 17.4000   | 17   | 77.0510  | 4.5320  | −05,2 %      |
| Lustenau | 20.8430    | FC Lustenau 07            | Reichshofstadion      | 11.0000   | 16   | 21.0360  | 1.3150  | +03,1 %      |
| Lustenau | 20.8430    | SC Austria Lustenau       | Reichshofstadion      | 11.0000   | 17   | 62.3990  | 3.6710  | +17,0 %      |
| Maria Enzersdorf                                                                                                 | 8.7520     | FC Admira Wacker Mödling  | Trenkwalder Arena     | 12.0000   | 17   | 25.1370  | 1.4790  | −11,0 %      |
| Salzburg | 149.4700   | Red Bull Salzburg Juniors | Red Bull Arena        | 31.0630   | 16   | 7.1160   | 4450    | −13,4 %      |
| St. Pölten | 51.5300    | SKN St. Pölten            | Voithplatz            | 8.0000    | 17   | 17.8550  | 1.0500  | −33,8 %      |
| Wien | 1.691.4680 | First Vienna FC 1894      | Hohe Warte            | 5.5000    | 16   | 25.2620  | 1.5790  | Regionalliga |
| Wien | 1.691.4680 | FK Austria Wien Amateure  | Franz-Horr-Stadion    | 12.5000   | 17   | 4.1940   | 2470    | −13,1 %      |
| Gesamt | Gesamt     | Gesamt                    | Gesamt                | Gesamt    | 198  | 369.3110 | 1.8650  | +24,2 %      |
| 1 Die unterschiedliche Anzahl der Heimspiele ergibt sich aus der Tatsache, dass drei Durchgänge gespielt wurden. |            |                           |                       |           |      |          |         |              |

### Die Meistermannschaft des FC Wacker Innsbruck
|                               | - Torhüter: Pascal Grünwald (30 Spiele / 2829 Minuten), Harald Planer (3/270) - Verteidiger: Martin Švejnoha (27/2343), Ulrich Winkler (27/2279), Alexander Hauser (26/2203), Georg Harding (28/2125), Andreas Schrott (16/1175), Marco Kofler (13/857), Dario Đaković (6/414) - Mittelfeldspieler: Fabian Koch (32/2810), Mario Sara (32/2808), Fabiano de Lima Campos Maria (30/2529), Thomas Löffler (23/1411), Bülent Kaan Bilgen (15/814), Boris Prokopič (10/786), Markus Obernosterer (20/521), Benjamin Pranter (15/310) - Stürmer: Marcel Schreter (33/2829), Julius Perstaller (30/1999), Markus Unterrainer (22/720), João Batista Lima Gomes (11/579), Lukas Hinterseer (8/115), Mathias Gstrein (4/24) - Sportliche Leitung: Walter Kogler (Cheftrainer), Florian Klausner (Co-Trainer), Wolfgang Leitenstorfer (Konditionstrainer), Walter de Vora (Tormanntrainer), Theo Grüner (Sportlicher Leiter bis Anfang 2010), Oliver Prudlo (Sportlicher Leiter ab Anfang 2010) |
| Stand nach Meisterschaftsende | |

### Spielerauszeichnungen
Zum Saisonende wurden von einer Jury, bestehend aus den Trainern, Managern und Präsidenten aller Vereine der Ersten Liga die besten Spieler der Saison 2009/10 gewählt. Dabei konnte jedes Jurymitglied jeweils drei Nennungen abgeben. Der Erstgereihte erhielt fünf Punkte, der Zweite drei Punkte und der Dritte einen Punkt. Damit waren maximal 165 Punkte zu erreichen. Aus dem eigenen Klub durften keine Spieler genannt werden. Die Wahl brachte folgendes Ergebnis:
| Rang | Name             | Nation       | Verein                  | Punkte |
| 01   | Patrick Bürger   | Österreicher | TSV Hartberg            | 79     |
| 02   | Christoph Kröpfl | Österreicher | FC Red Bull Salzburg II | 40     |
| 03   | Marcel Schreter  | Österreicher | FC Wacker Innsbruck     | 38     |
| 04   | Fabiano          | Brasilianer  | FC Wacker Innsbruck     | 24     |
| 05   | Patrick Scherrer | Österreicher | SCR Altach              | 20     |
|      | Tomi             | Spanier      | SCR Altach              | 20     |

| Rang | Name              | Nation       | Verein                   | Punkte |
| 01   | Pascal Grünwald   | Österreicher | FC Wacker Innsbruck      | 90     |
| 02   | Martin Kobras     | Österreicher | SCR Altach               | 77     |
| 03   | Thomas Mandl      | Österreicher | FC Admira Wacker Mödling | 40     |
| 04   | Heinz Lindner     | Österreicher | FK Austria Wien II       | 38     |
| 05   | Christian Dobnik  | Österreicher | FC Lustenau              | 24     |
| 06   | Thomas Vollnhofer | Österreicher | SKN St. Pölten           | 19     |

## Dritte Leistungsstufe – Regionalligen
Modus
Die Regionalligen Ost, Mitte und West bilden im österreichischen Fußball die dritte Leistungsstufe. Die Regionalliga Ost wird von den Vereinen des Wiener, Niederösterreichischen und Burgenländischen Fußball-Verbands gebildet. Die Regionalliga Mitte setzt sich aus Vereinen des Oberösterreichischen, Kärntner und Steirischen Fußball-Verbands an. Die Regionalliga West setzt sich aus Vereinen des Salzburger, Tiroler und Vorarlberger Fußball-Verbands zusammen. In diesen drei Ligen wird um je einen Platz in der Relegation um den Aufstieg in die Erste Liga gespielt. Voraussetzung hierfür ist die Lizenzerteilung durch den Senat 5 der Bundesliga. Für die Regionalligamannschaften wurde ein wechselnder Modus der Relegationsspiele vereinbart. Demnach musste in dieser Saison die Regionalliga West gegen den Neuntplatzierten der Ersten Liga und die Regionalliga Ost gegen die Regionalliga Mitte antreten.
Die Zahl der Absteiger beträgt pro Regionalliga grundsätzlich drei. Diese kann sich jedoch dann verändern, wenn einerseits der Meister nicht in die Erste Liga aufsteigt oder wenn die Abstiegsränge durch die Klasseneinteilung der Absteiger beeinflusst wird. In jedem Fall muss jedoch immer der Letztplatzierte die Liga verlassen.

### Regionalliga Ost

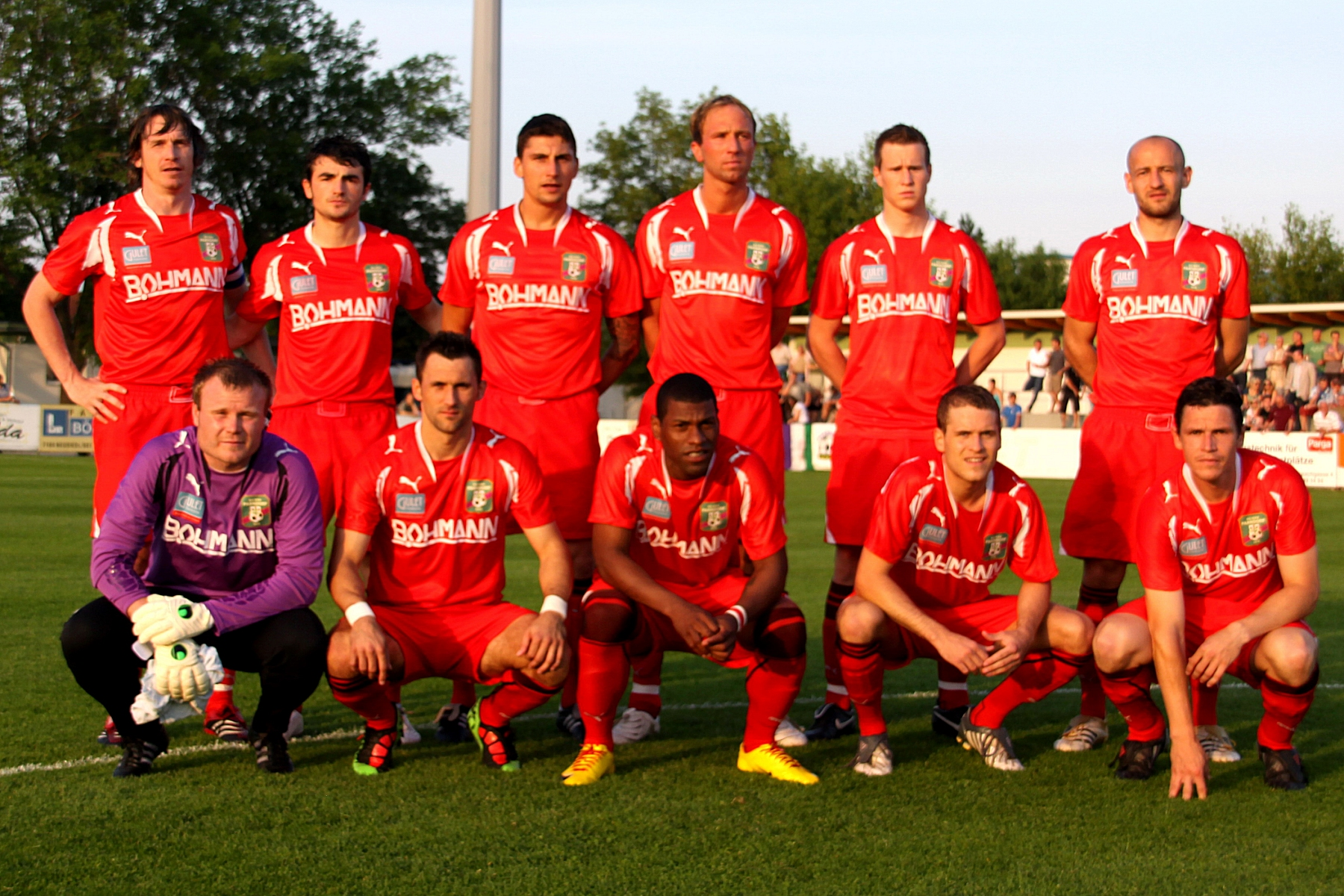
Die Mannschaft des SC-ESV Parndorf 1919, die sich mit dem dritten Platz für die Relegation qualifizierte

Neu in die Regionalliga kamen der SV Schwechat (aus der Wiener Stadtliga), der ASK Baumgarten (aus der Landesliga Burgenland) und der SV Gaflenz (aus der Landesliga Niederösterreich) hinzu. Dem SV Schwechat und dem ASK Baumgarten gelang damit ein Jahr nach dem Abstieg die Rückkehr in die dritthöchste Spielklasse. Somit waren in der Regionalliga Ost sechs Vereine aus den Bundesländern Niederösterreich und Wien sowie vier Mannschaften aus dem Burgenland vertreten.
Der FC Waidhofen/Ybbs wurde zwar Meister, stellte aber keinen Lizenzantrag, womit er nicht für die Relegationsspiele qualifiziert war. Der Zweitplatzierte Verein, der FC Admira Wacker Mödling II, durfte als Amateurverein nicht teilnehmen, sodass schließlich der drittplatzierte SC-ESV Parndorf 1919 den Kampf um den Aufstieg bestreiten durfte. Allerdings mussten sich die Burgenländer gegen den WAC/St. Andrä (Regionalliga Mitte) mit 1:0 (H) und 1:4 (A) geschlagen geben, wodurch der Verein in der Liga verbleiben musste.
Da kein Fußballklub aus der Regionalliga Ost aufstieg, jedoch die FK Austria Wien Amateure von der Ersten Liga abstiegen, kam es zu insgesamt vier Absteigern: SV Wienerberg, SV Gaflenz, SV Würmla und SC Zwettl.
Abschlusstabelle
| Pl. | Verein                        | Sp. | S  | U  | N  | Tore    | Diff. | Punkte |
| --- | ----------------------------- | --- | -- | -- | -- | ------- | ----- | ------ |
| 1.  | FC Waidhofen/Ybbs 1           | 30  | 17 | 7  | 6  | 057:310 | +26   | 58     |
| 2.  | FC Admira Wacker Mödling II 1 | 30  | 17 | 4  | 9  | 045:340 | +11   | 55     |
| 3.  | SC-ESV Parndorf 1919 1        | 30  | 16 | 6  | 8  | 063:320 | +31   | 54     |
| 4.  | SV Horn 2                     | 30  | 16 | 6  | 8  | 051:300 | +21   | 54     |
| 5.  | SK Rapid Wien II              | 30  | 14 | 8  | 8  | 049:300 | +19   | 50     |
| 6.  | SC Ostbahn XI 2               | 30  | 13 | 9  | 8  | 044:320 | +12   | 48     |
| 7.  | SC Neusiedl am See            | 30  | 13 | 8  | 9  | 052:440 | +8    | 47     |
| 8.  | Wiener Sportklub              | 30  | 15 | 1  | 14 | 059:500 | +9    | 46     |
| 9.  | ASK Baumgarten (N)            | 30  | 12 | 5  | 13 | 041:600 | −19   | 41     |
| 10. | SV Mattersburg II 2           | 30  | 12 | 5  | 13 | 051:460 | +5    | 41     |
| 11. | FAC Team für Wien             | 30  | 11 | 7  | 12 | 049:530 | −4    | 40     |
| 12. | SV Schwechat (N)              | 30  | 9  | 12 | 9  | 036:350 | +1    | 39     |
| 13. | SV Wienerberg 3               | 30  | 11 | 6  | 13 | 046:490 | −3    | 39     |
| 14. | SV Gaflenz 2 (N)              | 30  | 6  | 5  | 19 | 027:740 | −47   | 23     |
| 15. | SV Würmla                     | 30  | 4  | 5  | 21 | 033:660 | −33   | 17     |
| 16. | SC Zwettl                     | 30  | 3  | 8  | 19 | 032:690 | −37   | 17     |

| (A) | Absteiger der Saison 2008/09     |
| (N) | Neuaufsteiger der Saison 2008/09 |

Aufsteiger aus den Landesligen
- Wiener Stadtliga: SC Columbia Floridsdorf
- Landesliga Niederösterreich: 1. SC Sollenau
- Landesliga Burgenland: SC Ritzing

### Regionalliga Mitte

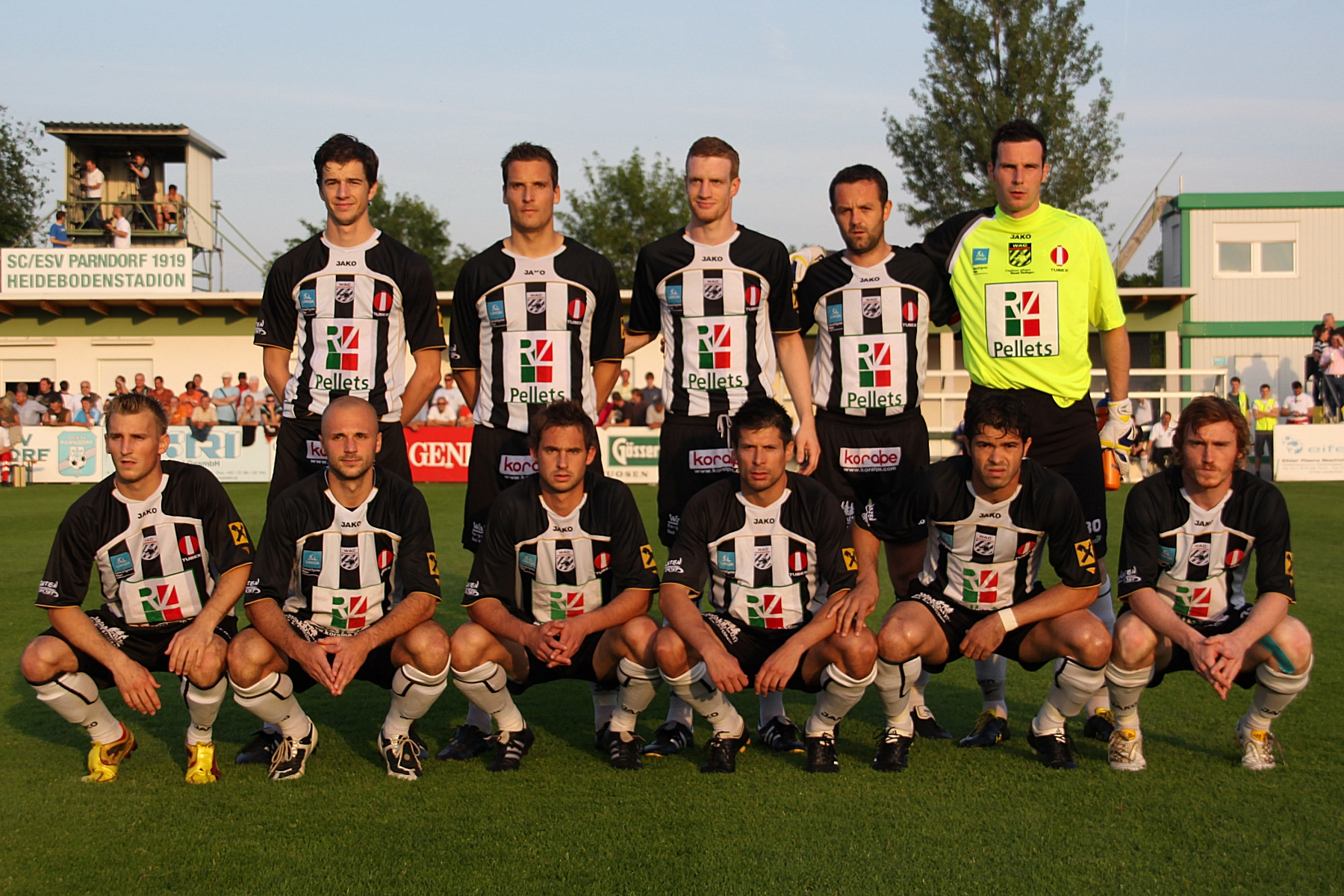
Die Mannschaft des WAC/St. Andrä qualifizierte sich für die Relegation und schaffte dort den Aufstieg in die Erste Liga

Ursprünglich stiegen in der Ersten Liga der Saison 2008/09 zwei Vereine in die Regionalliga Mitte ab: Der DSV Leoben und der 1. FC Vöcklabruck. Jedoch kam dem 1. FC Vöcklabruck knapp vor Saisonbeginn der Sponsor abhanden, woraufhin der Klub an der Regionalliga Mitte verzichtete und einige Spielklassen darunter einen Neustart wagte. Somit blieb der SV Bad Aussee der Liga erhalten, da ein Abstiegsplatz der Vorsaison entfiel.
Neu hinzu kamen der SC St. Stefan/Lavanttal (aus der Landesliga Kärnten), der FC Pasching (aus der Landesliga Oberösterreich) und der SVL Flavia Solva (aus der Landesliga Steiermark). Mit dem FC Pasching zog der Nachfolgeverein des ASKÖ Pasching in die Regionalliga Mitte ein. Der SV Leibnitz Flavia Solva ging 2003 aus der Fusion des SV Leibnitz mit dem ehemaligen Zweitligisten SV Flavia Solva Wagna (Konkurs und Abstieg 1997) hervor und stieg damit erstmals in die dritthöchste Spielklasse auf. Damit waren in der Regionalliga Mitte vier Mannschaften aus den Bundesländern Oberösterreich und Kärnten vertreten, während die Steiermark acht Mannschaften stellte.
Nach einem spannenden Kopf-an-Kopf-Rennen setzte sich der mit ehemaligen Bundesligaspielern gespickte FC Pasching mit zwei Punkten Vorsprung vor dem WAC/St. Andrä durch. Nachdem der FC Pasching 2008 seine damalige Bundesligalizenz an den SK Austria Kärnten verkauft hatte, wurde dem Verein von der österreichischen Bundesliga eine dreijährige Sperre im Lizenzansuchen auferlegt. Der Verein durfte daher trotz des ersten Platzes nicht um eine Lizenz ansuchen und damit auch nicht an der Relegation um den Aufstieg teilnehmen. Zudem wurde dem Verein 13 Punkte abgezogen, weil er eben nicht um eine Lizenz ansuchte, wodurch auch der vermeintliche Meistertitel aberkannt wurde. An der Relegation durfte demnach der zweitplatzierte WAC/St. Andrä teilnehmen, der sich gegen den SC-ESV Parndorf 1919 (Regionalliga Ost) mit 0:1 (A) und 4:1 (H) durchsetzte.
Es blieb bei drei Absteigern, da der WAC/St. Andrä aufstieg und ein Verein aus einer höheren Spielklasse abstieg. Dieser war mit dem SK Austria Kärnten zwar nicht aus der Ersten Liga, sondern aus der Bundesliga. Flavia Solva Leibnitz, der FC St. Veit und der SV Bad Aussee mussten den Gang in die Landesliga antreten.
Abschlusstabelle
| Pl. | Verein                      | Sp. | S  | U  | N  | Tore    | Diff. | Punkte |
| --- | --------------------------- | --- | -- | -- | -- | ------- | ----- | ------ |
| 1.  | WAC/St. Andrä               | 30  | 18 | 7  | 5  | 066:320 | +34   | 61     |
| 2.  | FC Blau-Weiß Linz           | 30  | 15 | 10 | 5  | 049:310 | +18   | 55     |
| 3.  | SC St. Stefan/Lavanttal (N) | 30  | 16 | 3  | 11 | 051:370 | +14   | 51     |
| 4.  | FC Pasching 1 (N)           | 30  | 18 | 9  | 3  | 077:240 | +53   | 63     |
| 5.  | Grazer AK                   | 30  | 14 | 8  | 8  | 057:400 | +17   | 50     |
| 6.  | Union St. Florian           | 30  | 14 | 5  | 11 | 058:380 | +20   | 47     |
| 7.  | SV Allerheiligen            | 30  | 13 | 7  | 10 | 057:490 | +8    | 46     |
| 8.  | SC Weiz                     | 30  | 13 | 6  | 11 | 054:480 | +6    | 45     |
| 9.  | ASK Voitsberg               | 30  | 13 | 6  | 11 | 048:440 | +4    | 45     |
| 10. | DSV Leoben (A)              | 30  | 12 | 6  | 12 | 046:460 | ±0    | 42     |
| 11. | SAK Klagenfurt              | 30  | 11 | 6  | 13 | 040:500 | −10   | 39     |
| 12. | FC Wels                     | 30  | 11 | 4  | 15 | 044:500 | −6    | 37     |
| 13. | SK Sturm Graz II            | 30  | 11 | 2  | 17 | 050:500 | ±0    | 35     |
| 14. | Flavia Solva Leibnitz (N)   | 30  | 6  | 9  | 15 | 046:590 | −13   | 27     |
| 15. | FC St. Veit                 | 30  | 7  | 4  | 19 | 036:760 | −40   | 25     |
| 16. | SV Bad Aussee               | 30  | 1  | 2  | 27 | 014:119 | −105  | 05     |

| (A) | Absteiger der Saison 2008/09     |
| (N) | Neuaufsteiger der Saison 2008/09 |

Aufsteiger aus den Landesligen
- Landesliga Kärnten: SV Feldkirchen
- Landesliga Oberösterreich: Union Vöcklamarkt
- Landesliga Steiermark: SV Gleinstätten

### Regionalliga West
Aus der Ersten Liga stieg in der letzten Saison der SV Grödig nach nur einer Saison in der Ersten Liga wieder in die Regionalliga West ab. Neu in die Regionalliga kamen zudem der TSV Neumarkt am Wallersee (aus der Landesliga Salzburg), der FC Wacker Innsbruck II (aus der Tiroler Liga) und der SCR Altach II (aus der Landesliga Vorarlberg) hinzu. Damit waren in der Regionalliga West jeweils fünf Mannschaften aus den Bundesländern Salzburg und Vorarlberg vertreten, während das Bundesland Tirol sechs Mannschaften stellte.
Meister wurde der von der zweiten Spielklasse abgestiegene SV Grödig, der gegen den Neuntplatzierten der Ersten Liga, der First Vienna FC 1894, spielen hätte sollen. Da dem SK Austria Kärnten keine Lizenz erteilt wurde, bekam der FC Dornbirn 1913 die Chance auf das Relegationsspiel. Zu diesem Zeitpunkt war den Vorarlbergern bereits die Lizenz für einen Erstligaplatz in zweiter von maximal drei Instanzen verweigert worden. Da der FC Dornbirn 1913 auf den Gang zum Ständigen Neutralen Schiedsgericht, der letzten Instanz in Lizenzfragen, verzichtete konnten die Salzburger ohne Relegationsspiel aufsteigen.
Trotz des Aufstieges des SV Grödig mussten insgesamt vier Vereine den gang in die Landesliga antreten, da von der Ersten Liga mit dem FC Dornbirn 1913 und den Amateuren des FC Red Bull Salzburg gleich zwei Klubs in die Regionalliga West runterkamen. Die Absteiger waren der SC Schwaz, der FC Blau-Weiß Feldkirch, der SPG Axams/Götzens und der VfB Hohenems.
Abschlusstabelle
| Pl. | Verein                        | Sp. | S  | U | N  | Tore    | Diff. | Punkte |
| --- | ----------------------------- | --- | -- | - | -- | ------- | ----- | ------ |
| 1.  | SV Grödig 1 (A)               | 30  | 24 | 4 | 2  | 100:230 | +77   | 76     |
| 2.  | WSG Wattens                   | 30  | 18 | 7 | 5  | 078:390 | +39   | 61     |
| 3.  | USK Anif                      | 30  | 18 | 5 | 7  | 082:470 | +35   | 59     |
| 4.  | FC Wacker Innsbruck II (N)    | 30  | 16 | 5 | 9  | 064:460 | +18   | 53     |
| 5.  | FC Kufstein                   | 30  | 15 | 6 | 9  | 069:510 | +18   | 51     |
| 6.  | SV Seekirchen 1945            | 30  | 15 | 6 | 9  | 070:540 | +16   | 51     |
| 7.  | SC Bregenz                    | 30  | 14 | 8 | 8  | 076:440 | +32   | 50     |
| 8.  | FC Hard                       | 30  | 14 | 7 | 9  | 082:530 | +29   | 49     |
| 9.  | TSV St. Johann im Pongau      | 30  | 12 | 6 | 12 | 066:640 | +2    | 42     |
| 10. | TSV Neumarkt am Wallersee (N) | 30  | 12 | 4 | 14 | 048:570 | −9    | 40     |
| 11. | SVg Reichenau/Union Innsbruck | 30  | 10 | 6 | 14 | 073:750 | −2    | 36     |
| 12. | SCR Altach II (N)             | 30  | 11 | 3 | 16 | 043:620 | −19   | 36     |
| 13. | SC Schwaz 2                   | 30  | 9  | 6 | 15 | 037:640 | −27   | 33     |
| 14. | FC Blau-Weiß Feldkirch 2      | 30  | 8  | 4 | 18 | 050:780 | −28   | 28     |
| 15. | SPG Axams/Götzens 2           | 30  | 4  | 2 | 24 | 054:980 | −44   | 14     |
| 16. | VfB Hohenems 2                | 30  | 0  | 1 | 29 | 019:156 | −137  | 01     |

| (N) | Neuaufsteiger der Saison 2008/09 |

Aufsteiger aus den Landesligen
- Landesliga Salzburg: SV Austria Salzburg
- Landesliga Tirol: FC Union Innsbruck (Damit der FC Union Innsbruck in die Regionalliga West aufsteigen konnte, musste die bisherige Spielgemeinschaft mit der SVG Reichenau, die bereits in der Regionalliga West vertreten war, zum Saisonende aufgelöste werden.[35])
- Landesliga Vorarlberg: FC Höchst

## Relegation

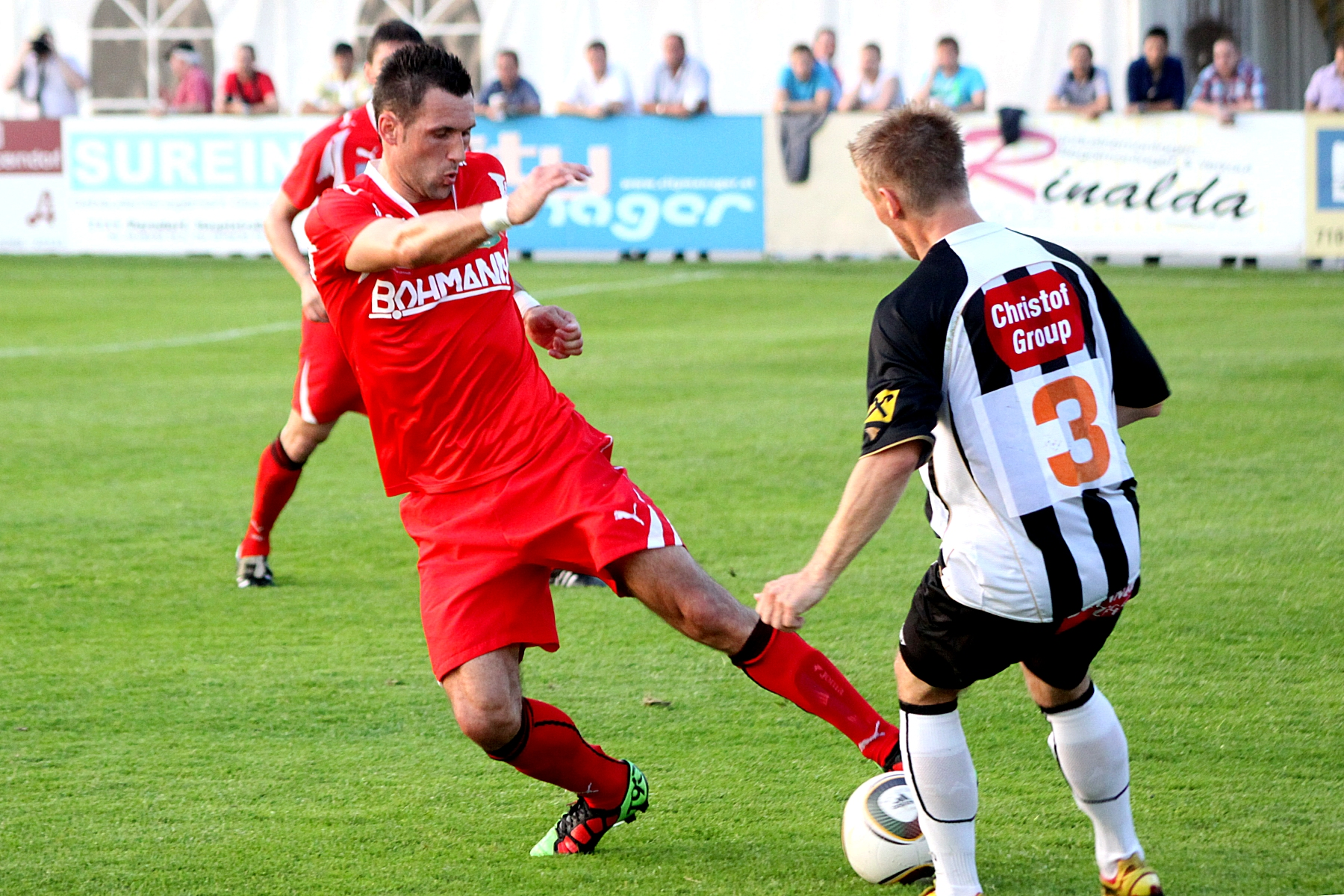
Slaven Lalic (links), der hier Manuel Kerhe überspielt, war Parndorfs Goldtorschütze zum 1:0-Sieg im ersten Spiel.

In der neuen Klassenreform von 2009 wurde beschlossen, dass die Meister beziehungsweise Aufstiegsanwärter der Regionalligen gemeinsam mit dem Neuntplatzierten der Ersten Liga Relegationsspiele um den Verbleib oder Aufstieg in die Erste Liga bestreiten müssen. Für die Regionalligamannschaften wurde ein wechselnder Modus der Relegationsspiele vereinbart. Demnach musste in dieser Saison die Regionalliga West gegen den Neuntplatzierten der Ersten Liga und die Regionalliga Ost gegen die Regionalliga Mitte antreten.
In der ersten Paarung hätte der Neuntplatzierte der Ersten Liga, der First Vienna FC 1894, gegen den Meister der Regionalliga West, den SV Grödig, spielen müssen. Nachdem dem SK Austria Kärnten die Lizenz für die Erste Liga verweigert wurde und in die Regionalliga Mitte absteigen musste, entfiel diese Relegation. Die Wiener durften in der Ersten Liga verbleibe und die Salzburger durfte ohne Relegation aufsteigen.
In der zweiten Paarung mussten die Aufstiegskandidaten der Regionalligen Ost und Mitte um den Aufstieg in die Erste Liga spielen. Etwas kurios dabei ist, dass keine der beiden Mannschaften in ihren Ligen Meister wurde. Der SC-ESV Parndorf 1919 kam als Tabellendritter der Regionalliga Ost zum Zug, weil Meister FC Waidhofen/Ybbs keinen Lizenzantrag stellte und der FC Admira Wacker Mödling II als zweite Mannschaft eines Bundesligavereins nicht aufsteigen durfte. Wolfsberger AC/SK St. Andrä kam als Vizemeister in die Relegation, weil der FC Pasching nach seiner Gründung nur zwei statt der geforderten drei Jahre in einer Liga seines Landesverbandes gespielt hatte und daher nicht in die Erste Liga aufsteigen durfte.
| Datum                | Heimmannschaft | | Gastmannschaft | Ergebnis |
| -------------------- | --- | --- | --- | --- |
| 08.06.2010           | SC-ESV Parndorf 1919 | – | Wolfsberger AC/SK St. Andrä | 1:0 (1:0) |
| SR: Oliver Drachta   | Torschützen: 1:0 (6.) Slaven Lalic.                                                                                                 | Torschützen: 1:0 (6.) Slaven Lalic.                                                                                                 | Torschützen: 1:0 (6.) Slaven Lalic.                                                                                                 | Torschützen: 1:0 (6.) Slaven Lalic.                                                                                                 |
| 12.06.2010           | Wolfsberger AC/SK St. Andrä | – | SC-ESV Parndorf 1919 | 4:1 (3:0) |
| SR: Bernhard Brugger | Torschützen: 1:0 (8.) Markus Kreuz, 2:0 (34.) Marco Reich, 3:0 (42.) Manuel Kerhe, 4:0 (78.) Marco Reich, 4:1 (85.) Pistrol Markus. | Torschützen: 1:0 (8.) Markus Kreuz, 2:0 (34.) Marco Reich, 3:0 (42.) Manuel Kerhe, 4:0 (78.) Marco Reich, 4:1 (85.) Pistrol Markus. | Torschützen: 1:0 (8.) Markus Kreuz, 2:0 (34.) Marco Reich, 3:0 (42.) Manuel Kerhe, 4:0 (78.) Marco Reich, 4:1 (85.) Pistrol Markus. | Torschützen: 1:0 (8.) Markus Kreuz, 2:0 (34.) Marco Reich, 3:0 (42.) Manuel Kerhe, 4:0 (78.) Marco Reich, 4:1 (85.) Pistrol Markus. |

## Schiedsrichter
Vom Schiedsrichterausschuss des ÖFB wurden am 2. Juni 2009 die Spielleiter für die Saison 2009/10 festgelegt. Insgesamt wurden in den beiden höchsten Spielklassen 28 Schiedsrichter eingesetzt. In der Bundesliga wurden insgesamt 17 österreichische sowie im Rahmen des Schiedsrichteraustauschs drei Schweizer Spielleiter eingesetzt. Ausschließlich in der Ersten Liga kamen acht Schiedsrichter – Christian Dintar, Andreas Kollegger, Dieter Muckenhammer, Dominik Ouschan, Tanja Schett, Michael Schmid, Manuel Schüttengruber, Benjamin Steuer – sowie drei Qualifikanten – Andreas Heiß, Bernd Hirschbichler und Harald Ruiss – zum Einsatz.
In der Bundesliga kamen zu den bestehenden Schiedsrichtern der letzten Saison Markus Hameter und Alexander Harkam neu hinzu. Da zum Jahresende 2009 mit Konrad Plautz und Stefan Meßner zwei Schiedsrichter aus Altersgründen sowie mit Fritz Stuchlik auf eigenen Wunsch ausschieden, wurden keine Abstufungen vorgenommen. In der Ersten Liga kamen mit Manuel Schüttengruber, Benjamin Steurer, Andreas Kollegger und Dominik Ouschan vier neue Spielleiter dazu, während Roland Braunschmidt abgestuft wurde.
Die meisten Schiedsrichter stellt der Landesverband Oberösterreich (5), gefolgt von der Steiermark (4) sowie Wien und Vorarlberg (jeweils 3). Der Landesverband Burgenland ist der Einzige, der mit keinem Schiedsrichter in der Bundesliga vertreten ist.

### Wettspielleitungen Bundesliga
| Name                   | Geboren                | Landes- verband        | Anz. d. Spiele |      |      |      | Elf- meter | Anmerkung               |
| ---------------------- | ---------------------- | ---------------------- | -------------- | ---- | ---- | ---- | ---------- | ----------------------- |
| Robert Schörgenhofer   | 21.02.1973             | V                      | 15             | 72   | 4    | 1    | 5          |                         |
| Bernhard Brugger       | 25.12.1966             | S                      | 13             | 72   | 5    | 1    | 4          |                         |
| Oliver Drachta         | 15.05.1977             | OÖ                     | 12             | 55   | 3    | 1    | 3          |                         |
| Thomas Einwaller       | 25.04.1977             | T                      | 12             | 57   | 3    | 1    | 3          |                         |
| René Eisner            | 02.09.1975             | ST                     | 12             | 40   | 2    | 1    | 2          |                         |
| Thomas Gangl           | 04.10.1971             | V                      | 12             | 46   | 1    | 0    | 4          |                         |
| Gerhard Grobelnik      | 10.07.1975             | W                      | 12             | 57   | 6    | 3    | 6          |                         |
| Dietmar Drabek         | 30.06.1965             | OÖ                     | 11             | 41   | 2    | 1    | 1          |                         |
| Louis Hofmann          | 08.01.1965             | S                      | 11             | 56   | 2    | 0    | 1          |                         |
| Manfred Krassnitzer    | 16.02.1968             | K                      | 11             | 46   | 1    | 0    | 2          |                         |
| Harald Lechner         | 30.07.1982             | W                      | 11             | 45   | 0    | 0    | 0          |                         |
| Alexander Harkam       | 17.11.1981             | ST                     | 09             | 33   | 1    | 1    | 2          |                         |
| Thomas Prammer         | 17.05.1973             | OÖ                     | 09             | 54   | 1    | 1    | 3          |                         |
| Markus Hameter         | 11.04.1980             | NÖ                     | 07             | 34   | 1    | 0    | 1          |                         |
| Stefan Meßner          | 13.12.1964             | ST                     | 07             | 44   | 4    | 2    | 5          | 06.12.2009 Karriereende |
| Konrad Plautz          | 16.10.1964             | T                      | 06             | 32   | 0    | 0    | 0          | 06.12.2009 Karriereende |
| Fritz Stuchlik         | 11.02.1966             | W                      | 06             | 26   | 0    | 3    | 0          | 12.12.2009 Karriereende |
| Alain Bieri            | 13.03.1979             | CH                     | 02             | 08   | 0    | 0    | 0          | Schiedsrichteraustausch |
| Bruno Grossen          | 14.01.1972             | CH                     | 01             | 04   | 0    | 0    | 0          | Schiedsrichteraustausch |
| Stéphan Studer         | 09.10.1975             | CH                     | 01             | 03   | 0    | 0    | 0          | Schiedsrichteraustausch |
| Gesamt                 | Gesamt                 | Gesamt                 | 180            | 825  | 36   | 16   | 42         |                         |
| Durchschnitt pro Spiel | Durchschnitt pro Spiel | Durchschnitt pro Spiel | —              | 4,58 | 0,20 | 0,09 | 0,23       |                         |

### Wettspielleitungen Erste Liga
| Name                   | Geboren                | Landes- verband        | Anz. d. Spiele |      |      |      | Elf- meter | Anmerkung    |
| ---------------------- | ---------------------- | ---------------------- | -------------- | ---- | ---- | ---- | ---------- | ------------ |
| Christian Dintar       | 22.03.1974             | B                      | 15             | 78   | 2    | 0    | 1          |              |
| Manuel Schüttengruber  | 20.07.1983             | OÖ                     | 14             | 63   | 0    | 4    | 2          |              |
| Andreas Kollegger      | 04.08.1981             | ST                     | 14             | 87   | 2    | 3    | 6          |              |
| Benjamin Steuer        | 24.05.1986             | B                      | 14             | 65   | 2    | 3    | 6          |              |
| Dieter Muckenhammer    | 12.02.1981             | OÖ                     | 13             | 68   | 2    | 0    | 5          |              |
| Dominik Ouschan        | 28.01.1984             | V                      | 11             | 61   | 2    | 1    | 6          |              |
| Markus Hameter         | 11.04.1980             | NÖ                     | 10             | 59   | 3    | 0    | 3          |              |
| Tanja Schett           | 09.07.1974             | K                      | 10             | 39   | 0    | 1    | 1          |              |
| Manfred Krassnitzer    | 16.02.1968             | K                      | 09             | 50   | 3    | 0    | 2          |              |
| Michael Schmid         | 07.11.1980             | NÖ                     | 09             | 50   | 0    | 0    | 2          |              |
| Oliver Drachta         | 15.05.1977             | OÖ                     | 08             | 46   | 1    | 0    | 1          |              |
| Alexander Harkam       | 17.11.1981             | ST                     | 08             | 38   | 1    | 2    | 4          |              |
| Thomas Prammer         | 17.05.1973             | OÖ                     | 07             | 37   | 0    | 2    | 2          |              |
| René Eisner            | 02.09.1975             | ST                     | 06             | 25   | 2    | 0    | 0          |              |
| Gerhard Grobelnik      | 10.07.1975             | W                      | 06             | 37   | 3    | 0    | 1          |              |
| Bernhard Brugger       | 25.12.1966             | S                      | 05             | 27   | 0    | 1    | 0          |              |
| Dietmar Drabek         | 30.06.1965             | OÖ                     | 05             | 23   | 0    | 1    | 0          |              |
| Louis Hofmann          | 08.01.1965             | S                      | 05             | 26   | 0    | 0    | 2          |              |
| Harald Lechner         | 30.07.1982             | W                      | 04             | 21   | 2    | 0    | 1          |              |
| Konrad Plautz          | 16.10.1964             | T                      | 04             | 18   | 0    | 2    | 0          | Karriereende |
| Robert Schörgenhofer   | 21.02.1973             | V                      | 04             | 19   | 0    | 0    | 1          |              |
| Thomas Einwaller       | 25.04.1977             | T                      | 03             | 16   | 2    | 0    | 1          |              |
| Thomas Gangl           | 04.10.1971             | V                      | 03             | 15   | 0    | 0    | 0          |              |
| Stefan Meßner          | 13.12.1964             | ST                     | 03             | 16   | 1    | 0    | 0          | Karriereende |
| Fritz Stuchlik         | 11.02.1966             | W                      | 02             | 13   | 0    | 1    | 2          | Karriereende |
| Andreas Heiß           | 18.04.1983             | T                      | 02             | 13   | 0    | 0    | 0          | Qualifikant  |
| Bernd Hirschbichler    | 05.05.1984             | S                      | 02             | 11   | 1    | 0    | 0          | Qualifikant  |
| Harald Ruiss           | 16.07.1981             | W                      | 02             | 05   | 0    | 0    | 2          | Qualifikant  |
| Gesamt                 | Gesamt                 | Gesamt                 | 198            | 1026 | 29   | 21   | 51         |              |
| Durchschnitt pro Spiel | Durchschnitt pro Spiel | Durchschnitt pro Spiel | —              | 5,18 | 0,15 | 0,11 | 0,26       |              |